# Москва
Москва́ (МФА: [mɐˈs̪kvä] произношениео файле) — столица России, город федерального значения, административный центр Центрального федерального округа и центр Московской области, в состав которой не входит. Мегаполис; крупнейший по численности населения город России и её субъект — 13 274 285 человек (2025), что делает Москву 22-й среди городов мира по численности населения. Центр Московской городской агломерации. Самый крупный город Европы по площади и населению. По данным ООН, является лучшим городом мира по качеству жизни и развитию инфраструктуры.
Археологические данные свидетельствуют о существовании городского поселения в районе будущего Кремля с XI века. История города насчитывает, по меньшей мере, 878 лет: первое письменное упоминание о Москве относится к 1147 году. Москва — историческая столица Великого княжества Московского, Русского царства, Российской империи (в 1728—1732 годах), Советской России и СССР. Город-герой. В Москве находятся федеральные органы государственной власти Российской Федерации (за исключением Конституционного суда), посольства иностранных государств, штаб-квартиры большинства крупнейших российских коммерческих организаций и общественных объединений.
Расположена на западе России, на реке Москве в центре Восточно-Европейской равнины, в междуречье Оки и Волги. Как субъект федерации, Москва граничит с Московской и Калужской областями. Москва включает 6 городских населённых пунктов, в том числе 4 города и 2 посёлка городского типа, а также большое количество сельских населённых пунктов. Ряд подмосковных городов, посёлков городского типа и сельских населённых пунктов был включён в состав Москвы и утратил свой статус.
Москва — популярный туристический центр. Московский Кремль, Красная площадь, Новодевичий монастырь и Церковь Вознесения в Коломенском входят в список объектов всемирного наследия ЮНЕСКО. Она является важнейшим транспортным узлом: город обслуживают 6 аэропортов, 10 железнодорожных вокзалов, 3 речных порта (имеется речное сообщение с морями бассейнов Атлантического и Северного Ледовитого океанов). С 1935 года в Москве работает метрополитен. Москва — спортивный центр страны. В 1980 году в Москве прошли XXII летние Олимпийские игры, а в 2018 году город стал одним из хозяев чемпионата мира по футболу.
Москва занимает 31 место в рейтинге научно-технологических кластеров мира (Глобальный инновационный индекс, 2022 год), а также 6-е место в рейтинге инновационной привлекательности мировых городов от Высшей школы экономики.

## Этимология

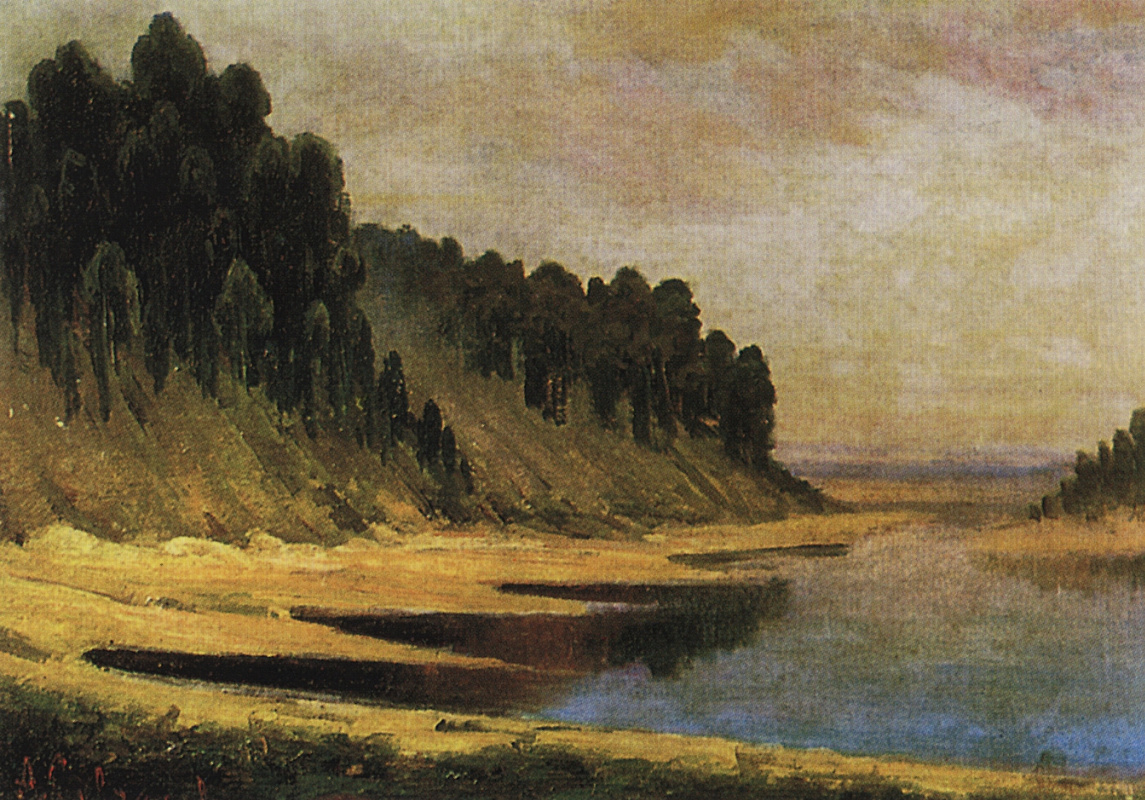
Лесистый берег реки Москвы, Этюд для картины «Пейзаж с рекой и рыбаком», Алексей Саврасов, 1859 год

Название города происходит от названия реки Москвы. Этимология гидронима точно не установлена. В последнее время широкое распространение среди специалистов получили гипотезы о балтском, славянском происхождении названия реки. В славянской и балтийской версиях исконным значением слова было «жидкий, топкий, сырой, слякотный».
Как полагают исследователи, слово «Москва» принадлежало ранее к древнерусскому типу склонения на *-ū-, именительный падеж которого заканчивался на -ы. Например, бры (совр. бровь), боукы (совр. буква), *кры (совр. кровь), любы (совр. любовь), свекры (совр. свекровь), цьркы (совр. церковь) и др. Таким образом, древнейшей формой топонима была не засвидетельствованная в письменных памятниках форма *Москы. Уже в очень раннюю эпоху форма именительного падежа данного типа склонения заместилась формой винительного. Для этой стадии есть засвидетельствованные формы «Москъвь» и «Московь», откуда в иностранных языках возникли названия типа англ. Moscow, нем. Moskau, фр. Moscou.
В славянском ареале известно множество гидротопонимов с этим корнем: название рек Мозгава (или Москава) в Польше и Германии; Московица (или Московка) — озеро и река, приток Березины; река Москва — приток Тисы в Раховском районе Закарпатской области Украины (в 2016 году переименована в укр. Сільський потік на основании закона Украины «Об осуждении коммунистического и национал-социалистического тоталитарных режимов и запрете пропаганды их символики»); ручей Московец; село Московец в Болгарии; многочисленные балки Московки на Украине; река Маска в Минской области Беларуси; Moskiew в Мазовше, Польша.
В. Н. Топоров отмечал, что территория Москвы находится внутри ареала балтской гидронимии (Гжелка, Дрезна, Истра, Лама, Лобь, Нара, Ока, Отра, Протва, Руза, Уча, Химка, Якоть, Яуза и др.). В прежних исследованиях игнорировался тот факт, что гидронимы на -ва располагаются к западу от реки Москвы и практически отсутствуют на востоке от неё, причём бо́льшая часть их имеет убедительные балтские этимологии (Водва, Надва, Дедва, Болва, Титва, Дрезва и др.). По мнению Топорова, гидронимы Москва и Протва являются продолжением пояса балтских названий на -ва в Верхнем Поднепровье, который органично переходит в пояс гидронимов на -uva, -ava и -va в Прибалтике (Латвия, Литва, Пруссия). Источником названия Москва могли быть балтийские формы *Mask-(u)va, *Mask-ava или *Mazg-(u)va, *Mazg-ava (ср. латыш. Maskava «Москва»). Корень *mask-/*mazg- мог быть связан, во-первых, с топью, грязью (нечто жидкое, мокрое, топкое, слякотное, вязкое). Во-вторых, тот же корень мог пониматься и как обозначение извилистой реки (ср. лит. mazgas «узел», лит. mazgóti «мыть, обмывать», латыш. mazgāt «мыть» и т. д.).
В версии о финно-угорском происхождении выводят объяснение из разных языков: из коми моска — «корова, тёлка», из мерянского маска — «медведь», из прибалтийско-финского муста — «чёрный, тёмный». В данный момент у этой версии очень мало сторонников.
Лингвист Макс Фасмер назвал неудачными попытками этимологии из финно-угорских языков, В. П. Нерознак признаёт их малообоснованными. Возражения опираются на следующие факты: не учитывается древнейшая форма ойконима, зафиксированная в источниках: «Московъ»; несостоятельность объяснения гидронима «Москва» из языка коми: коми никогда не жили на территории, близкой к течению этой реки; марийское «маска» заимствовано из русского слова «мечка» — «самка медведя» в XIV—XV веках; непоследовательность этимологии из прибалтийско-финского состоит в том, что каждая часть названия объясняется из разных языков, удалённых друг от друга: «муста» — из финского, «-ва» из коми.
Устаревшим произношением является Мо́сква.
Как и в случае других старинных русских городов, название Москва даёт разносуффиксальные варианты названий жителей. Единственное привычное и общеупотребительное в современном русском языке название — москвичи. Это слово является представителем мёртвой для наименований жителей словообразовательной модели. Название москвичи во множественном числе сопутствует почти всей истории Москвы, впервые появляясь в письменном источнике с описанием событий XIII века; москвич становится нормативным в XVIII веке, москвичка — в XIX веке.

## Физико-географическая характеристика

### Географическое положение

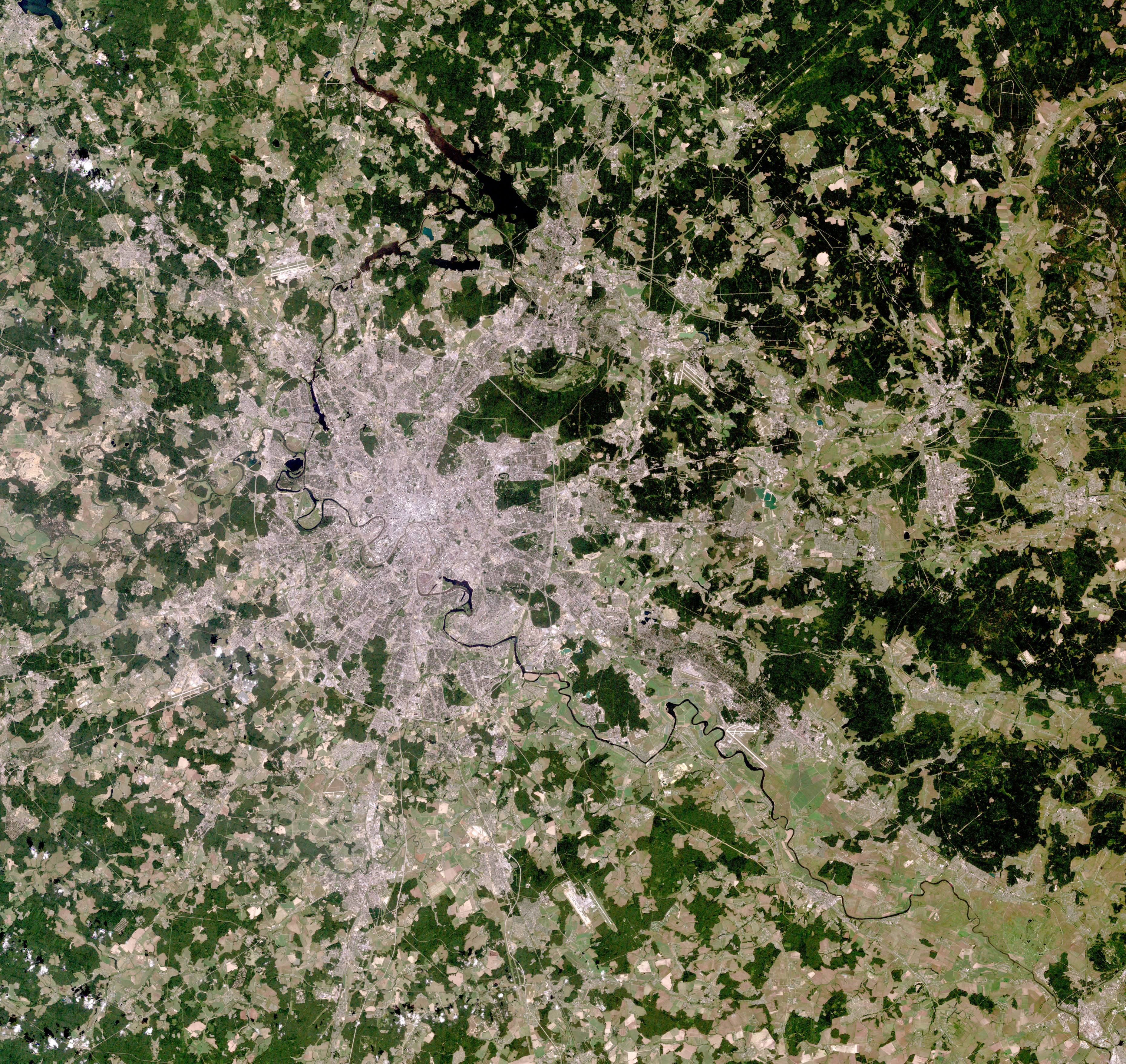
Вид Москвы и пригородов со спутника Landsat-7, август 2007 года

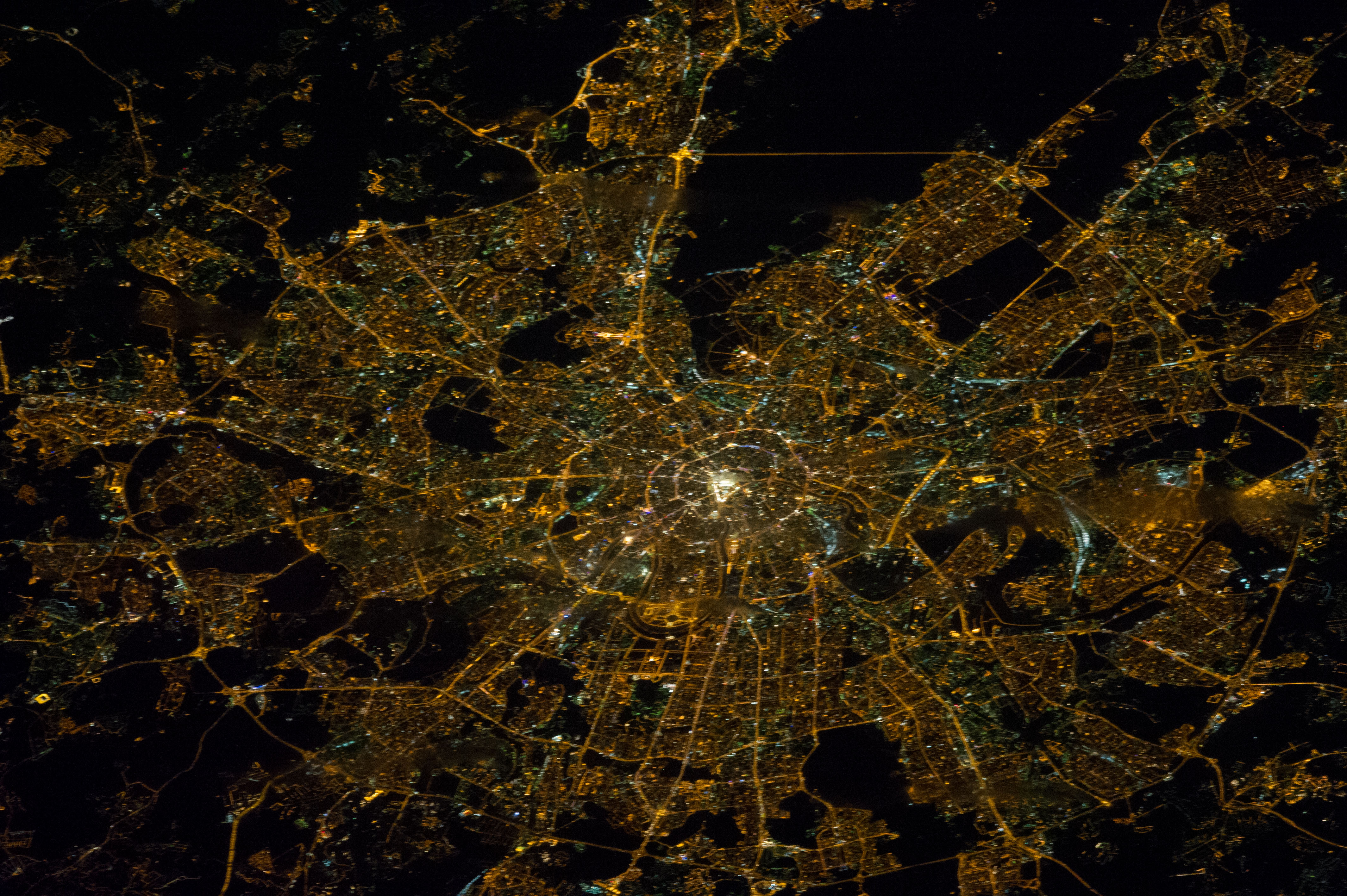
Вид Москвы с Международной космической станции, 29 января 2014 года

Москва находится в центре Восточно-Европейской равнины, в междуречье Оки и Волги, на стыке Смоленско-Московской возвышенности (на западе), Москворецко-Окской равнины (на востоке) и Мещёрской низменности (на юго-востоке), недалеко от границы лесной и лесостепной природной зоны, которая подступает к городу с юго-востока по долине реки Москвы. Город располагается на Русской плите, входящей в состав Восточно-Европейской платформы; к северу и северо-востоку от Москвы находится Московская синеклиза — крупнейшая депрессия центральной части Восточно-Европейской платформы. Территория города по состоянию на 1 января 2014 года составляет 2561,5 км², примерно треть этой площади (878,7 км²) находится внутри кольцевой автомагистрали (МКАД).
Москва находится в часовой зоне МСК (московское время). Смещение применяемого времени относительно UTC составляет +3:00. В соответствии с применяемым временем и географической долготой средний солнечный полдень в Москве наступает в 12:30.
Наивысшая точка находится на Теплостанской возвышенности и составляет 255 м, самая низкая точка — вблизи Бесединских мостов, где река Москва покидает город (высота этой точки над уровнем моря составляет 114,2 м).
Город располагается на обоих берегах реки Москвы, в её среднем течении. Помимо этой реки, на территории города протекает несколько десятков других рек (притоков Москвы), наиболее крупные из которых — Сходня, Химка, Пресня, Неглинная, Яуза и Нищенка (левые притоки), а также Сетунь, Котловка и Городня (правые притоки). В Москве много и других водоёмов: в пределах МКАД около 150 малых рек и ручьёв, многие из которых протекают в коллекторах, а также около 240 открытых водоёмов (прудов и озёр).

### Палеонтология
Москва — один из немногих городов, на территории которых находятся палеонтологические памятники мирового значения. Один из них — река Городня со своими притоками, на берегах которых обнажаются породы четвертичного и более древнего мелового периодов. В отложениях коньякского яруса рядом с устьем реки Большая Глинка обнаружены окаменелости двустворчатого моллюска Inoceramus kleinii и трубчатые ходы роющих животных, выделенные в 2017 году в ихновид Skolithos gorodnensis. Из альбских отложений известны ихнороды Diplocraterion, Planolites, Skolithos и, возможно, Ophiomorpha. Из четвертичных отложений устья Большой Глинки происходят кремниевые палеолитические орудия труда.
В 1878 году в окрестностях деревни Мнёвники, позднее вошедшей в состав Москвы, палеонтолог Г. А. Траутшольд обнаружил левый ласт ихтиозавра, который в 2014 году получил название в честь первооткрывателя — Undorosaurus trautscholdi. Возраст отложений, в которых найден образец, Траутшольд определил как киммериджский, но согласно боле поздним исследованиям они образовались в титонский век юрского периода.
На территории Москвы также найдены альбские фораминиферы и аммониты.
Окаменелости различных организмов находятся в экспозиции московских музеев, среди которых Палеонтологический музей им. Ю. А. Орлова и Геологический музей им. В. И. Вернадского.

### Климат
Климат Москвы — умеренно континентальный, с чётко выраженной сезонностью. Согласно климатическому районированию России, Москва находится в атлантико-континентальной европейской (лесной) области умеренного климатического пояса. Зима (период со среднесуточной температурой ниже 0 °C) в среднем длится около 4 месяцев, со второй декады ноября (12 ноября) до второй декады марта (19 марта). Дневная температура устойчиво возвращается к положительным значениям 3 марта. В период календарной зимы могут отмечаться непродолжительные (3—5 дней) периоды сильных морозов (с ночной температурой до −20 °C, редко до −25..−30 °C). При этом в декабре и начале января часты оттепели, когда температура с −5..−10 °C поднимается до 0 °C и выше, иногда достигая значений в +5..+9 °C. По данным метеостанции ВДНХ (за период 1991—2020 годов), самым холодным месяцем года является январь (его средняя температура составляет −6,2 °C). Весенние сезоны по продолжительности варьируются год от года и могут составлять от 1 до 3 месяцев. Иногда практически летние температуры регистрируются в начале апреля, в то же время в конце мая — начале июня случаются возвраты холодов. Лето (период с дневной температурой выше +20 °C и среднесуточной выше +15 °C) длится около 3,5 месяцев, с третьей декады мая (23 мая) до конца августа (31 августа), дневная температура нередко достигает 30-градусной отметки (в среднем 6—8 дней за сезон, в 2010 году — непрерывно 1,5 месяца). 35-градусная отметка за последние 30 лет достигалась 18 раз, из них 16 — в 2010 году. Самым тёплым месяцем является июль (его средняя температура за период 1981—2010 годов составляет +19,2 °C). Осень в Москве затяжная, наступает с началом сентября, заканчивается в середине ноября — начале декабря, когда среднесуточная температура становится устойчиво ниже 0 °C. Нередко температура после начала метеорологической зимы возвращается к положительным значениям, полностью сходит снежный покров.
Среднегодовая температура в городе по наблюдениям 1991—2020 годов составляет +6,3 °C. Самым тёплым за всю историю метеонаблюдений в Москве стал 2020 год — среднегодовая температура составила +8,0 °C, средний суточный максимум: +11,5 °C (при этом впервые в истории метеонаблюдений среднемесячная положительная температура зафиксирована в январе). Ранее самым тёплым был 2019 год — тогда средняя температура составила +7,8 °C, и при этом средние положительные температуры по месяцам зафиксированы в том числе и в марте, ноябре и декабре. Самым холодным в Москве остаётся 1862 год (+1,2 °C). По наблюдениям 1961—1990 годов, среднегодовая температура составляла +5,0 °C. Среднегодовая скорость ветра — 2,3 м/с. Среднегодовая влажность воздуха — 77 %, в декабре достигает 85 %, в мае опускается до 64 %.
Самая высокая температура воздуха за 130-летний период наблюдений была отмечена 29 июля 2010 года и составила +38,2 °C на метеостанции ВДНХ, +39,0 °C на метеостанции «Балчуг» в центре города и в аэропорту Домодедово в период аномальной жары. Самая низкая температура была зарегистрирована 17 января 1940 года и составила −42,2 °C (метеостанция ТСХА), на опорной метеостанции Москвы — ВДНХ — абсолютный минимум составляет −38,1 °C (январь 1956 года).
За год в Москве и прилегающей к ней территории выпадает 600—800 мм атмосферных осадков, из них большая часть приходится на летний период. Уровень осадков изменяется в достаточно большом диапазоне, и возможно как их большое количество (например, в июле 2008 года — 180 мм осадков), так и малое (например: в июле 2010 года выпало всего 13 мм осадков). Продолжительность светового дня колеблется от 7 часов 00 минут 21 декабря до 17 часов 34 минут 21 июня. Максимальная высота солнца над горизонтом — от 11° 21 декабря до 58° 21 июня.
Всемирная метеорологическая организация приняла решение о необходимости расчёта двух климатических норм: климатологической стандартной и опорной. Климатологическая стандартная норма обновляется каждые десять лет, опорная норма охватывает период с 1961 года по 1990 год.
| Показатель                    | Янв.  | Фев.  | Март  | Апр. | Май  | Июнь | Июль | Авг. | Сен. | Окт.  | Нояб. | Дек.  | Год   |
| ----------------------------- | ----- | ----- | ----- | ---- | ---- | ---- | ---- | ---- | ---- | ----- | ----- | ----- | ----- |
| Абсолютный максимум, °C       | 8,6   | 8,3   | 19,7  | 28,9 | 33,2 | 34,8 | 38,2 | 37,3 | 32,3 | 24,0  | 16,2  | 9,6   | 38,2  |
| Средний суточный максимум, °C | −3,9  | −3    | 3,0   | 11,7 | 19,0 | 22,4 | 24,7 | 22,7 | 16,4 | 8,9   | 1,6   | −2,3  | 10,1  |
| Средняя температура, °C       | −6,2  | −5,9  | −0,7  | 6,9  | 13,6 | 17,3 | 19,7 | 17,6 | 11,9 | 5,8   | −0,5  | −4,4  | 6,3   |
| Средний суточный минимум, °C  | −8,7  | −8,8  | −4,2  | 2,3  | 8,1  | 12,2 | 14,8 | 13,0 | 8,0  | 3,0   | −2,4  | −6,5  | 2,6   |
| Абсолютный минимум, °C        | −42,1 | −38,2 | −32,4 | −21  | −7,5 | −2,3 | 1,3  | −1,2 | −8,5 | −20,3 | −32,8 | −38,8 | −42,1 |
| Норма осадков, мм             | 53    | 44    | 39    | 37   | 61   | 78   | 84   | 78   | 66   | 70    | 52    | 51    | 713   |
| Источник: Погода и Климат     |       |       |       |      |      |      |      |      |      |       |       |       |       |

| Солнечное сияние, часов за месяц, 2001—2011 | Солнечное сияние, часов за месяц, 2001—2011 | Солнечное сияние, часов за месяц, 2001—2011 | Солнечное сияние, часов за месяц, 2001—2011 | Солнечное сияние, часов за месяц, 2001—2011 | Солнечное сияние, часов за месяц, 2001—2011 | Солнечное сияние, часов за месяц, 2001—2011 | Солнечное сияние, часов за месяц, 2001—2011 | Солнечное сияние, часов за месяц, 2001—2011 | Солнечное сияние, часов за месяц, 2001—2011 | Солнечное сияние, часов за месяц, 2001—2011 | Солнечное сияние, часов за месяц, 2001—2011 | Солнечное сияние, часов за месяц, 2001—2011 | Солнечное сияние, часов за месяц, 2001—2011 |
| Месяц                                       | Янв                                         | Фев                                         | Мар                                         | Апр                                         | Май                                         | Июн                                         | Июл                                         | Авг                                         | Сен                                         | Окт                                         | Ноя                                         | Дек                                         | Год                                         |
| Солнечное сияние, ч                         | 37                                          | 65                                          | 142                                         | 213                                         | 274                                         | 299                                         | 323                                         | 242                                         | 171                                         | 89                                          | 33                                          | 14                                          | 1902                                        |
| УФ-индекс                                   | 0                                           | 1                                           | 2                                           | 3                                           | 5                                           | 6                                           | 6                                           | 5                                           | 3                                           | 1                                           | 1                                           | 0                                           | 3                                           |
| ------------------------------------------- | ------------------------------------------- | ------------------------------------------- | ------------------------------------------- | ------------------------------------------- | ------------------------------------------- | ------------------------------------------- | ------------------------------------------- | ------------------------------------------- | ------------------------------------------- | ------------------------------------------- | ------------------------------------------- | ------------------------------------------- | ------------------------------------------- |

Среднегодовое количество часов солнечного сияния — 1731 час (в среднем за период 2001—2010 составило более 1900 часов).
Нередким явлением на территории Москвы являются туманы и грозы. Время от времени в Москве происходят такие аномальные погодные явления, как ураганы, сильные ливни и даже смерчи. В ночь с 20 на 21 июня 1998 года на Москву обрушился один из самых разрушительных ураганов в истории города.
| Показатель                        | Янв. | Фев. | Март | Апр. | Май  | Июнь | Июль | Авг. | Сен. | Окт. | Нояб. | Дек. | Год  |
| --------------------------------- | ---- | ---- | ---- | ---- | ---- | ---- | ---- | ---- | ---- | ---- | ----- | ---- | ---- |
| Средний суточный максимум, °C     | −4,4 | −1,7 | 4,0  | 11,9 | 18,9 | 23,3 | 24,4 | 23,7 | 17,6 | 9,2  | 2,0   | −1,9 | 10,6 |
| Средняя температура, °C           | −6   | −3,8 | 0,6  | 7,5  | 13,7 | 18,1 | 19,8 | 18,8 | 13,5 | 6,7  | 0,6   | −3,2 | 7,2  |
| Средний суточный минимум, °C      | −7,6 | −6   | −2,9 | 3,1  | 8,5  | 13,0 | 15,2 | 13,9 | 9,4  | 4,2  | −0,8  | −4,5 | 3,8  |
| Норма осадков, мм                 | 57   | 47   | 34   | 46   | 69   | 88   | 93   | 57   | 53   | 63   | 53    | 60   | 720  |
| Источник: www.weatheronline.co.uk |      |      |      |      |      |      |      |      |      |      |       |      |      |

### Растительность

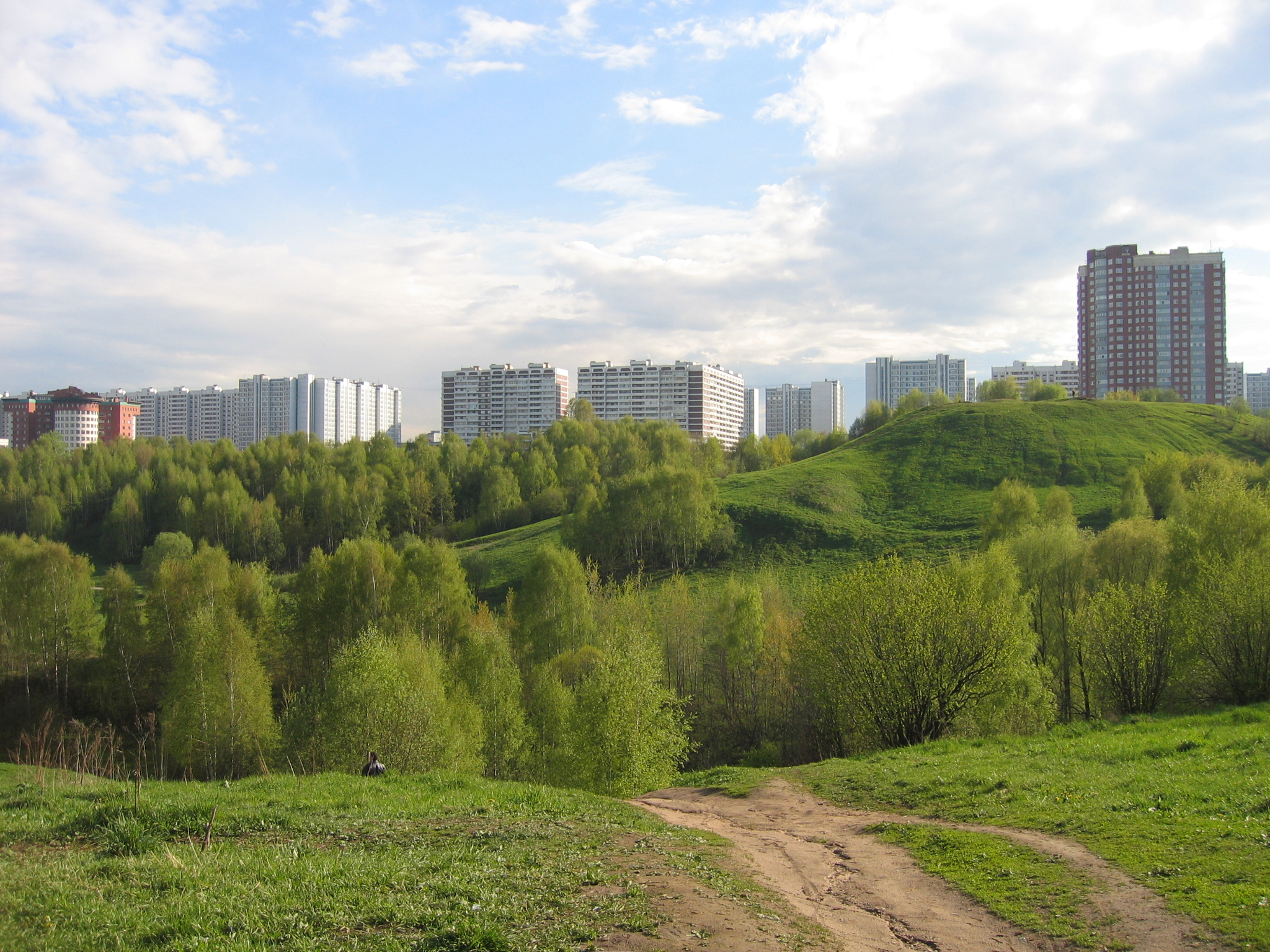
Крылатские холмы

По площади зелёных насаждений Москва сопоставима с самыми «зелёными» городами мира — Сиднеем и Сингапуром. В Москве насчитывается 436 парковых и озеленённых территорий. Зелёные насаждения занимают 54,5 % от площади города.
В Москве есть такие лесные и парковые массивы, как Измайловский парк, Тимирязевский парк, Филёвский парк (лесопарк), Москворецкий парк, Люблинский парк, Бутовский лесопарк, Ботанический сад, Нескучный сад, Битцевский лесопарк, музеи-заповедники Царицыно и Коломенское, Кузьминский лесопарк, лесопарк Кусково и другие.
Также в пределах города находится часть Природного национального парка Лосиный Остров, множество скверов и рекреационных зон.

### Животный мир
Фауна Москвы разнообразна. Например, в национальном парке Лосиный Остров водятся не только белки, ежи и зайцы, но и более крупные дикие животные, такие как кабан и лось, пятнистые олени. Водятся и хищники — лисица, норка и горностай. Гнездятся в Верхнеяузской части Лосиного Острова дикие утки и цапли, водятся редкие фазаны и серые куропатки. Со времён Ивана Грозного Лосиный Остров находится под специальной охраной — сначала как место царских охот, а с 1983 года — как природный национальный парк.

В Битцевском лесу также обитает много диких животных: ежи, бурозубки и летучие мыши, редкие в Москве; зайцы — беляк и русак, полёвка, ласки, белки. Заходят из Подмосковья лось и кабан. Выводят птенцов утки, гнездится коростель.

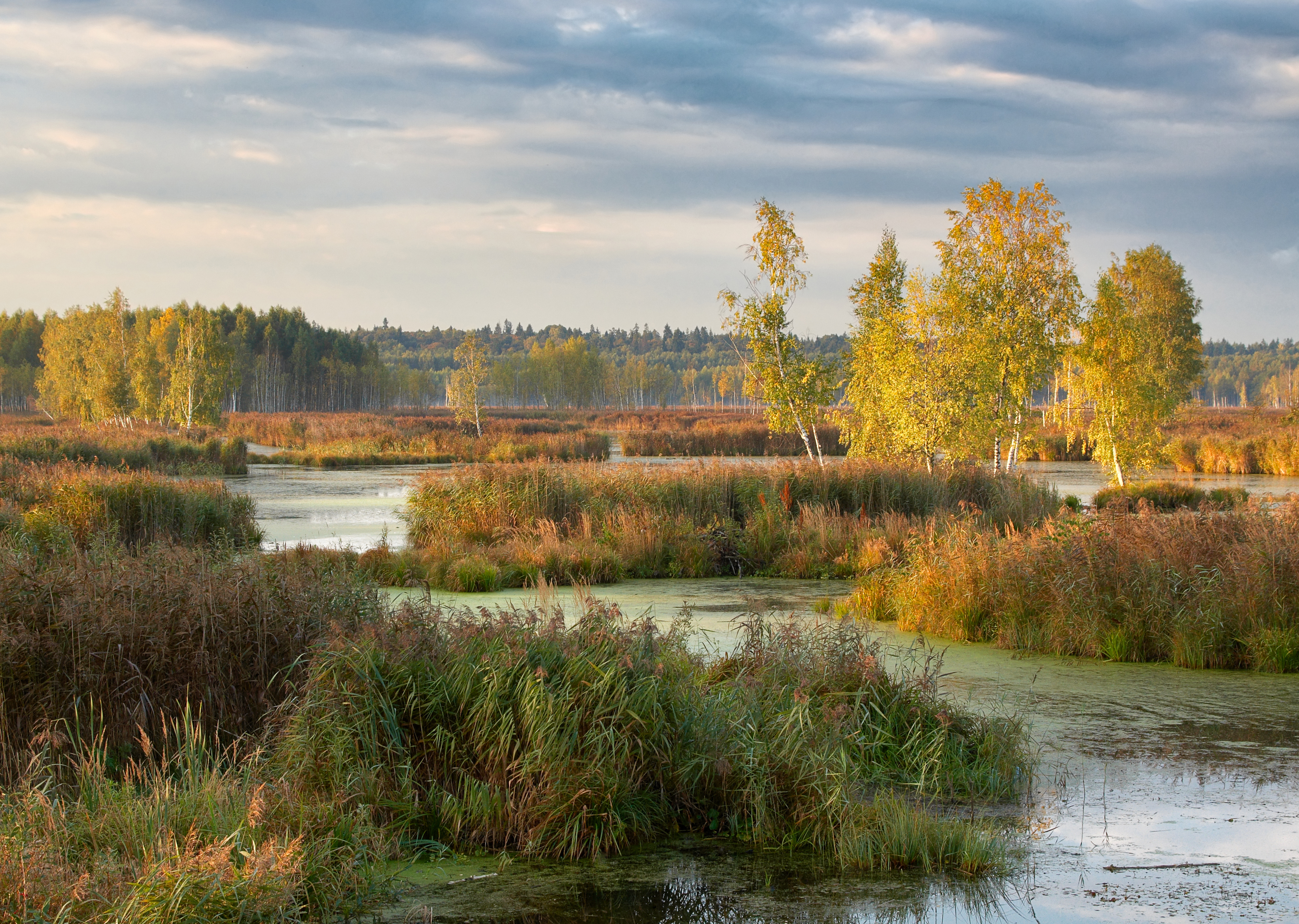
Национальный парк «Лосиный Остров»

В Москве обитает такое редкое животное, как орешниковая соня. В Москве её убежища найдены в Битцевском лесу, Лосиноостровском лесопарке, Измайловском лесу. Редок также чёрный хорь — он живёт в долинах рек, по берегам которых перемежаются лес, луг и заросли кустарника. Стационарное обитание установлено в нескольких местах города: у Чёрного озера, в долине р. Сходни, а также в Крылатской и Братеевской поймах (в период с 1985 по 2000 годы).
Зайцев в Москве можно найти в Измайловском лесу, Кузьминском лесопарке, в Битцевском лесу и Серебряном Бору. Ласок — в лесных массивах: Лосиный Остров, Измайловский, Кузьминский, Бирюлёвский, Битцевский, Фили-Кунцевский лесопарках; в долинах рек: Руднёвки, Чёрной, Алёшинки, Чечёры, Сетуни, Раменки, Братовки, Сходни, Клязьмы; в поймах: Марьинской, Братеевской, Мнёвниковской, Сходненской чаше; а также на западном берегу Химкинского водохранилища.
Существует Красная книга Москвы — в ней перечислены редкие и исчезающие на территории Москвы виды животных. В ней упоминаются ёж обыкновенный, лесной нетопырь, горностай и ласка, заяц-беляк и заяц-русак, орешниковая соня и лесная мышовка, обыкновенный хомяк.
Самый крупный хищник в Москве — обыкновенная лисица, обитает в парке Лосиный Остров, Кузьминском лесопарке, Битцевском лесу и других.
Среди птиц обитают большая и малая выпь, серая утка, обыкновенный гоголь, болотный лунь, перепелятник, сапсан и пустельга, рябчик и лысуха, чибис, бекас и вальдшнеп, чайки — малая, озёрная, сизая, вяхирь и обыкновенная горлица, ушастая и болотная совы, домовый сыч, голубь, воробей и вороны. А также обыкновенный козодой и зимородок, серый и зелёный дятлы и даже береговая ласточка.

### Экология

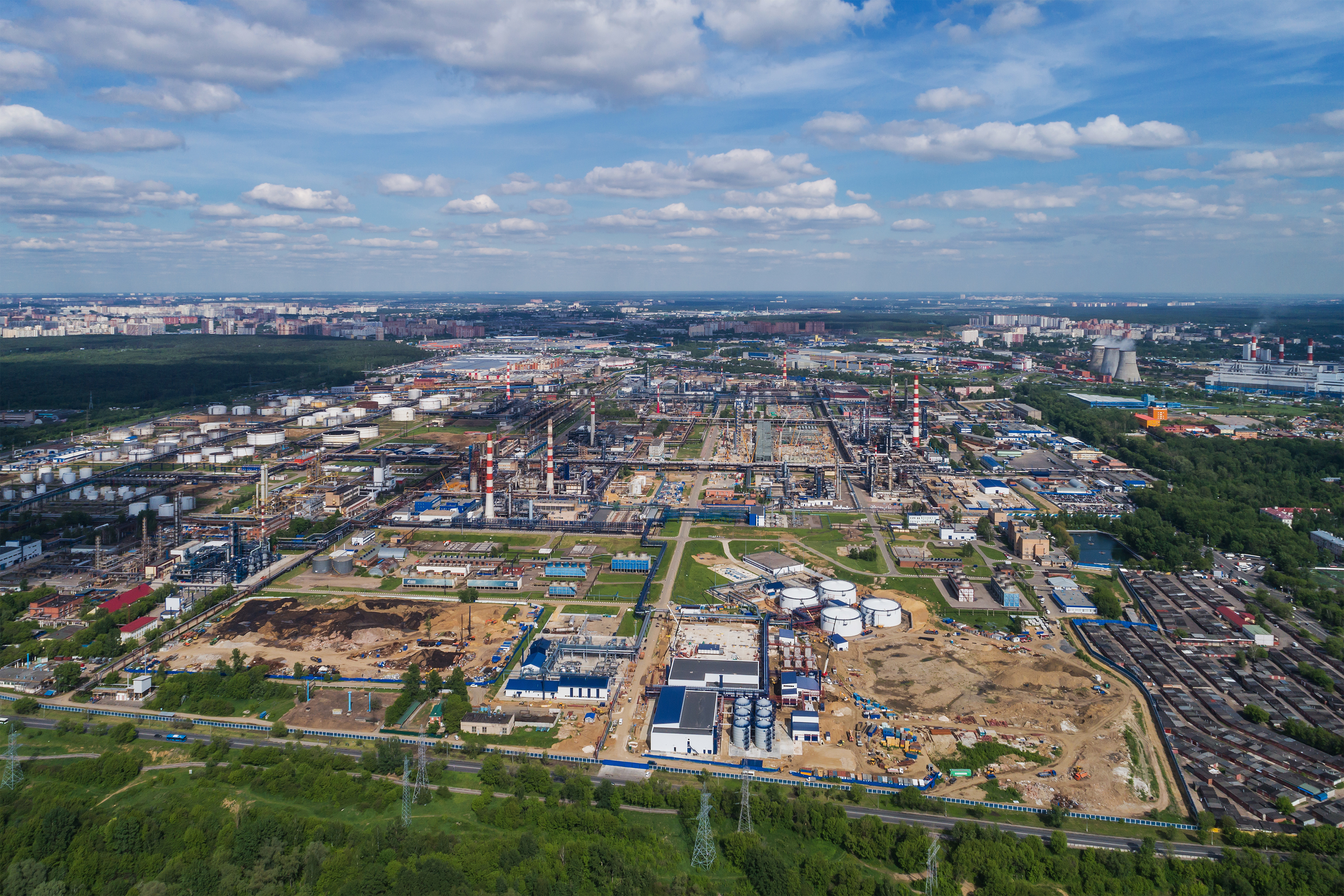
Московский НПЗ

На экологическую ситуацию Москвы влияет преобладание западных и северо-западных ветров в городе. Качество городских водных ресурсов лучше на северо-западе города, выше по течению Москвы-реки. Важным фактором улучшения экосистемы города является сохранение и развитие скверов, парков и деревьев внутри дворов, пострадавших в последние годы от точечной застройки.
Экологический мониторинг в Москве осуществляют 39 автоматических стационарных станций, контролирующих содержание в воздухе 22 загрязняющих веществ и его общий уровень загрязнения.
Высокий уровень загрязнения атмосферного воздуха отмечается вблизи крупных автомагистралей и промышленных зон; особенно в центре, в восточной и юго-восточной частях города. Наивысший уровень загрязнения воздуха в Москве наблюдается в районах Капотня, Косино-Ухтомский и Марьино — из-за расположенного в черте города Московского нефтеперерабатывающего завода, Люберецкой и Курьяновской станций аэрации.
Среди источников загрязнения Москвы на первом месте стоят выхлопные газы автотранспорта. Воздух загрязняют также теплоэлектростанции, фабрики и заводы, испарения раскалённого асфальта.
По версии консалтинговой компании Mercer, Москва признаётся одной из самых загрязнённых столиц Европы (так, в рейтинге за 2007 год Москва заняла 14-е место по уровню загрязнённости среди столиц мира).

## История
См. также: Исторические фотографии Москвы

### Первые поселения

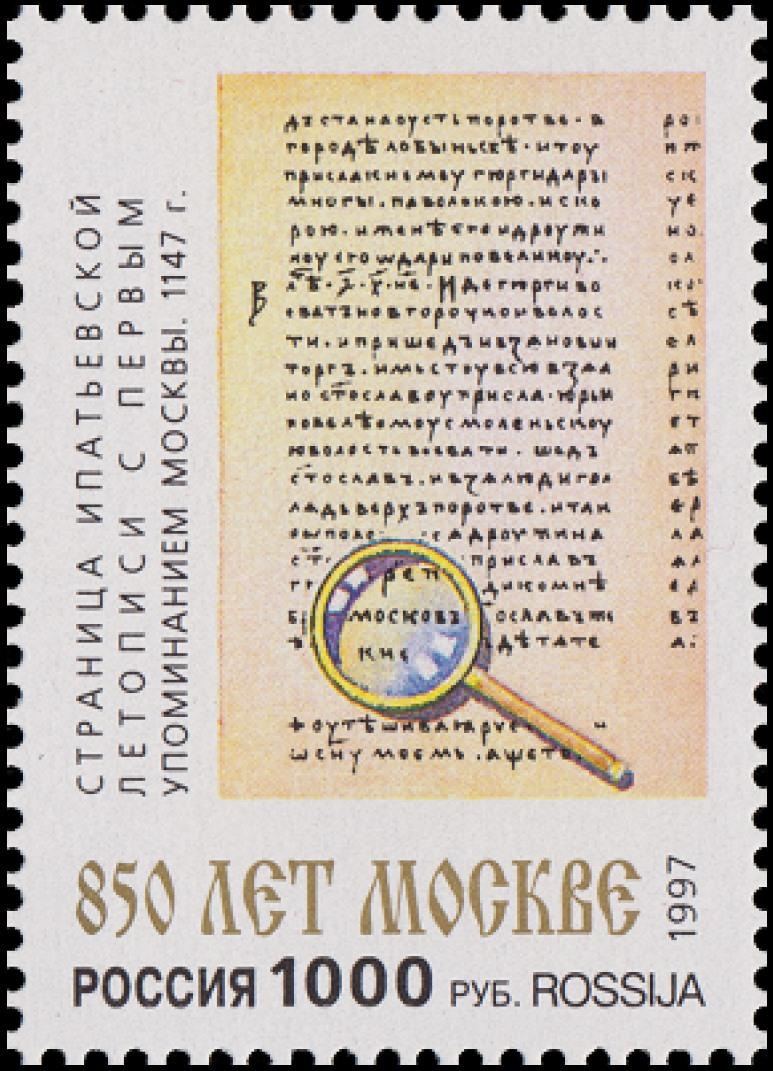
Страница Ипатьевской летописи с первым упоминанием о Москве в 1147 году. Малый лист почтовых марок, изданный Почтой России к 850-летию Москвы, 1997 год

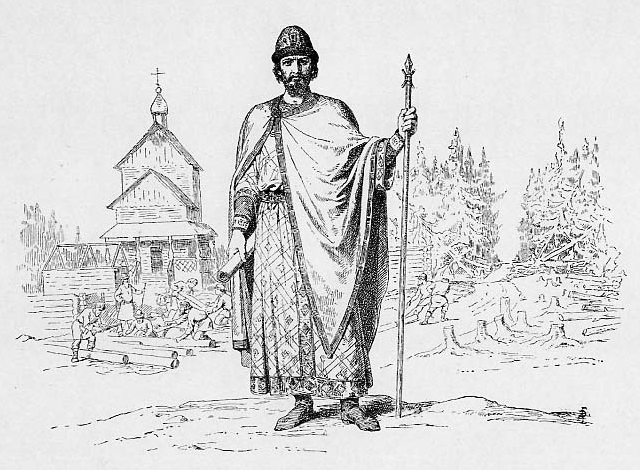
Юрий Долгорукий, которому приписывается основание Москвы. Василий Верещагин, альбом «История Государства Российского в изображениях державных его правителей с кратким пояснительным текстом», 1896 год

Возраст Москвы точно не известен. Первые поселения возникли на территории Москвы в эпоху неолита, около 8 тысяч лет до н. э. В Царицынском парке обнаружено поселение среднего бронзового века фатьяновской культуры, также поселения эпохи бронзы известны в окрестностях Боровицкого холма. С конца 1-го тысячелетия н. э. в районе современной Москвы поселились славяне: вятичи и кривичи. Вятичи составляли основную часть первоначального населения Москвы. Археологические раскопки, проведённые в районе Кремля, свидетельствуют, что в XI веке там уже существовало городище, защищённое валом и рвом и окружённое посадом. Деревянная мостовая севернее современного Успенского собора датируется дендрохронологическим методом 1080—1090 годами.

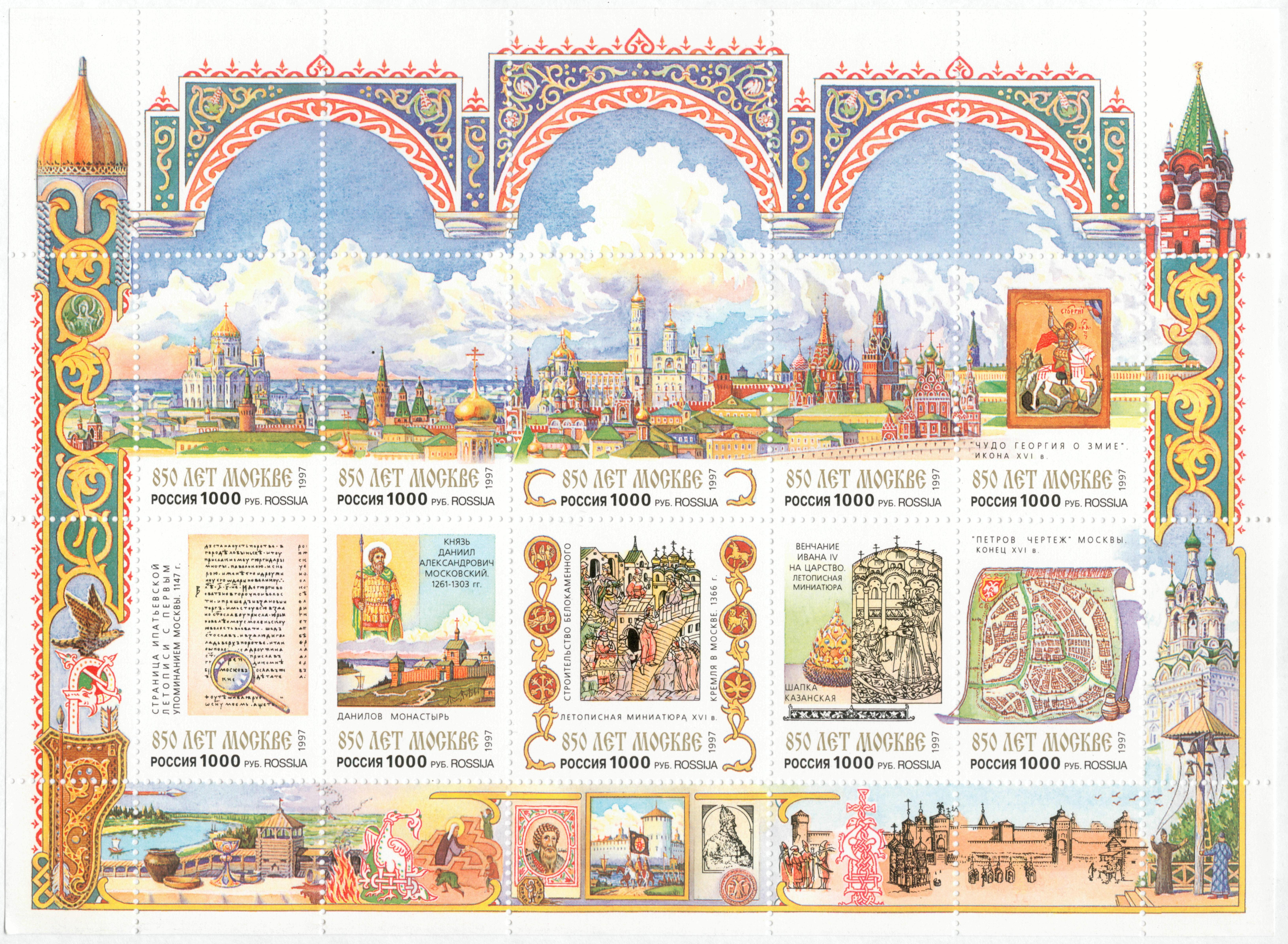
Малый лист почтовых марок, изданный Почтой России к 850-летию Москвы, 1997 год

Первым летописным упоминанием является указание Ипатьевской летописи, известной по спискам XV и XVI веков, на пятницу 4 апреля 1147 года, когда ростово-суздальский князь Юрий Долгорукий принимал в городке под названием Московъ своих друзей и союзников во главе с новгород-северским князем Святославом Ольговичем. В 1156 году, согласно Тверской летописи, известной по спискам XVII века, в месте слияния рек Москвы и Неглинной, выше реки Яузы, на юго-западной оконечности Боровицкого холма Юрием Долгоруким была построена первая деревянно-земляная крепость. Общая укреплённая территория увеличилась в 3—4 раза. Периметр стен крепости составлял около 510 м. Конструкция укрепления, в которой в нижней части был использован ряд срубов, а в верхней — сооружение, изготовленное по хаковой (крюковой) технологии, имеет аналогии с «перекладными» конструкциями в верхней части Змиевых валов на Киевщине. Радиоуглеродное и археологическое датирование деревянных элементов крюковой конструкции вала указывает на первую половину XII века.
Москва первое время носила второе название Кучко́во (по владениям суздальского боярина Кучки). В новгородской берестяной грамоте второй половины XII века Москва упомянута как Кучко́в. В ходе событий междоусобной войны 1174—1176 годов, осенью 1176 года Москва и окрестные сёла были сожжены во время нападения рязанского князя Глеба Ростиславича, но вскоре город был восстановлен.
Самая древняя кириллическая надпись на территории Москвы выявлена на каменной форме для отливки металлических грузиков, найденной под 14-м корпусом Кремля в культурном слое конца XII — первой трети XIII века.
В 1237—1238 годах, во время монголо-татарского нашествия на Русь, Москва была разграблена и сожжена, однако её вскоре восстановили.

### Москва — столица княжества

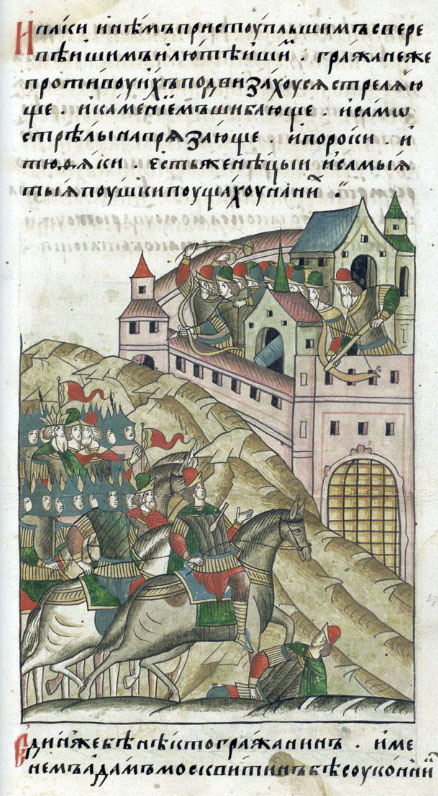
Нашествие Тохтамыша на Москву, 1382 год

Московское княжество было выделено из великого княжества Владимирского в 1263 году согласно завещанию великого князя владимирского Александра Невского его младшему сыну Даниилу Александровичу. Первоначально Московское княжество после своего образования в 1263 году включало только земли в среднем течении реки Москвы. Его столица Москва была единственным городом княжества.
Расположение города на пересечении торговых путей способствовало его росту и возвышению. В начале XIV века владения Москвы расширились, к ним были присоединены Коломенское и Можайское княжества.
В XIV веке происходит дальнейшее возвышение Москвы в качестве нового общерусского центра. Начиная с Юрия Даниловича московские князья носили титул Великий князь Владимирский, считавшийся верховным в пределах Северо-Восточной Руси и Новгорода.
При князе Иване I Даниловиче Калите в Москве развернулось масштабное строительство, появились первые каменные здания (до той поры город был полностью деревянным). В XIV — начале XV века Москва была крупным торговым и ремесленным городом; в её состав входили территории Кремля, Китай-города, и слобод в Замоскворечье, Занеглименье и Заяузье.

#### Духовная столица Руси
В 1325 году Пётр Ратенский, митрополит Киевский, перенёс митрополичью кафедру из Владимира (где кафедра пребывала с 1299 года) в Москву. После смерти митрополит Пётр был прославлен в чине святого и чудотворца. При гробе святителя нарекались и избирались Московские первосвятители, а сам святой, как особо чтимый покровитель Москвы, призывался в свидетели при составлении государственных договоров. Москва, став духовной столицей Руси, способствовала объединению земель вокруг духовного центра, а впоследствии и переносу из Владимира в Москву фактической столицы государства. В 1448 году Русская церковь становится де-факто автокефальной, а 1589 году была учреждена Московская патриархия.

### Русское царство

#### Столица единого русского государства
В конце XV века при князе Иване III Васильевиче Москва становится столицей Русского государства. Новый статус способствовал росту города и становлению экономическим и культурным центром страны. Развивалась промышленность и ремёсла: производство оружия, тканей, кожевенных, гончарных, ювелирных изделий, строительное дело. Появились Пушечный и Печатный дворы. Больших высот достигла московская архитектура. Границы Москвы значительно расширились — к концу XVI века в её состав вошли территории Белого города и Земляного города. Была создана система оборонительных сооружений. В XIV—XVIII веках в Москве несколько раз происходили крупные восстания и пожары.
В 1565 году после разделения царём Иваном Грозным Русского государства на опричнину и земщину город стал центром последней.
В 1571 году крымским ханом Девлет-Гиреем был совершён поход на Москву, в результате которого город был сожжён, но впоследствии восстановлен.

#### В период Смутного времени
В 1605 году в Москву вступили войска самозваного царя Лжедмитрия I. Власть самозванца в городе пала в 1606 году, в ходе народного восстания он был убит жителями Москвы. С 1606 по 1610 год в правление нового выбранного царя Василия Шуйского Москва находится в осаде войск второго самозванца Лжедмитрия II, обосновавшегося лагерем в Тушине. В этот период сообщение Москвы с остальной частью государства было затруднено. Осада была снята подходом к Москве со стороны Новгорода, в марте 1610 года, войск Михаила Скопина-Шуйского со шведскими наёмниками.
В 1610 году после поражения войск Василия Шуйского, в Клушинской битве, Москву заняли польские войска Станислава Жолкевского. Попытки в 1611 году освободить город от поляков Первым земским ополчением, под руководством Прокопия Ляпунова, Ивана Заруцкого и князя Дмитрия Трубецкого, не увенчались успехом. В 1612 году войска Второго земского ополчения, во главе с земским старостой Кузьмой Мининым и князем Дмитрием Пожарским, вышли из Нижнего Новгорода и 22 октября (4 ноября), в битве на Девичьем поле, разбили польские войска. Освободили Москву от поляков, вынудив в конце 1612 года, их гарнизон капитулировать в Кремле и покинуть Москву.

#### В первое столетие правления династии Романовых
В Москве в 1613 году был помазан на царство Михаил Фёдорович, положивший начало более чем 300-летнему правлению династии Романовых.
В XVII веке в черту Москвы окончательно входит Земляной город, достраивается и приобретает современный вид Московский Кремль. Появились Ямская, Мещанская и Немецкая слобода. Приобретает большое значение царская резиденция Коломенское.
В 1654 году при Аптекарском приказе организовано обучение «учеников лекарского дела».
Середина и вторая половина XVII века ознаменовалась в Москве рядом социальных и политических бунтов: соляным, медным, стрелецкими 1682 года и 1698 года.

Гравированный план из книги Сигизмунда Герберштейна «Записки о Московии». Герберштейн бывал в Москве в 1517 и 1526 годах, план датируется 1556 годом
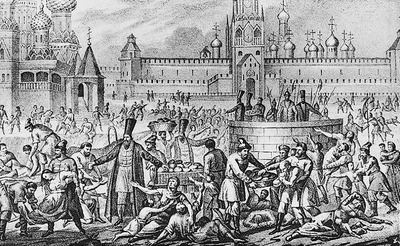
Великий голод. 1601 год
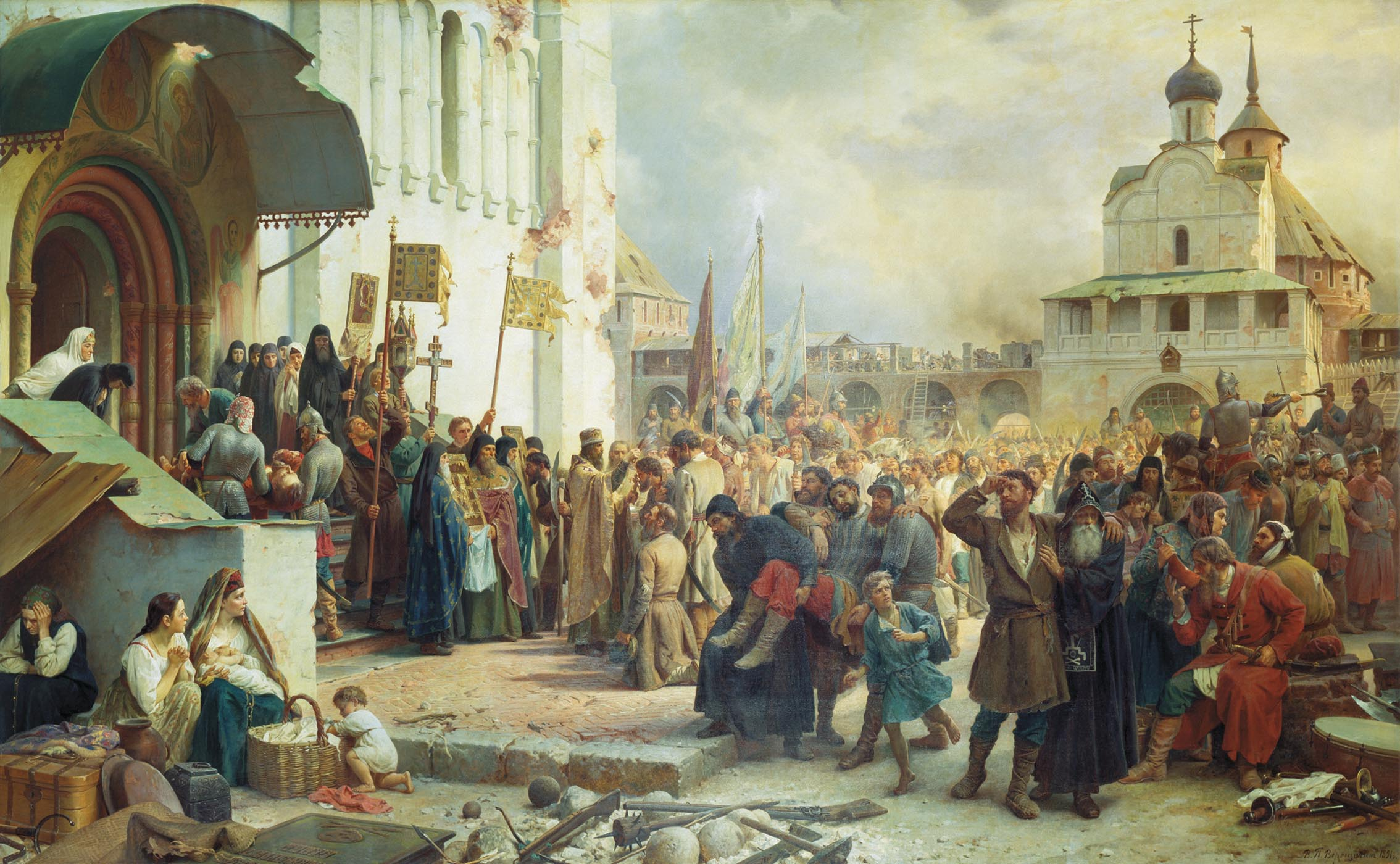
Троицкая осада. 1608 год
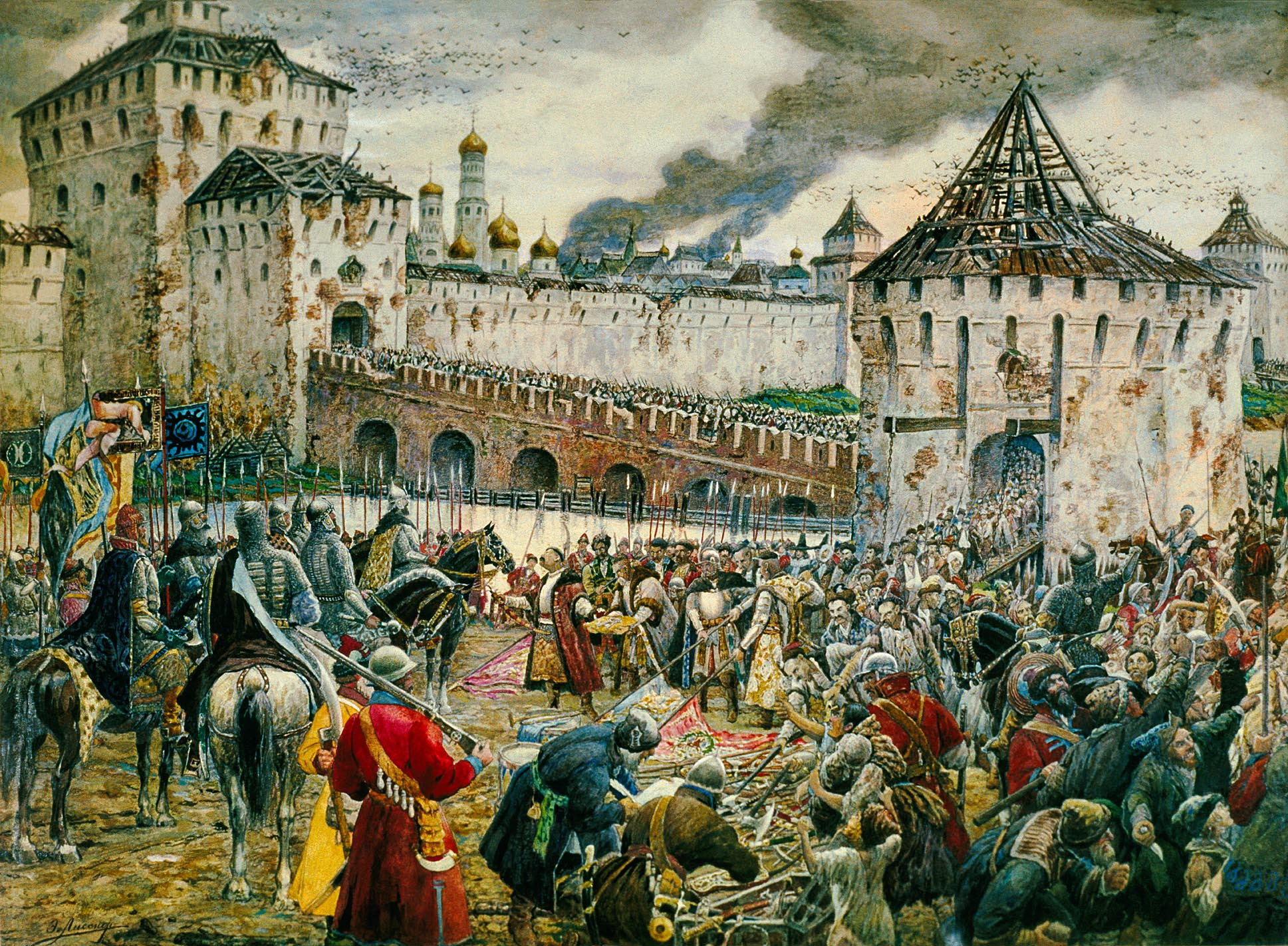
Изгнание поляков из Кремля. 1612 год
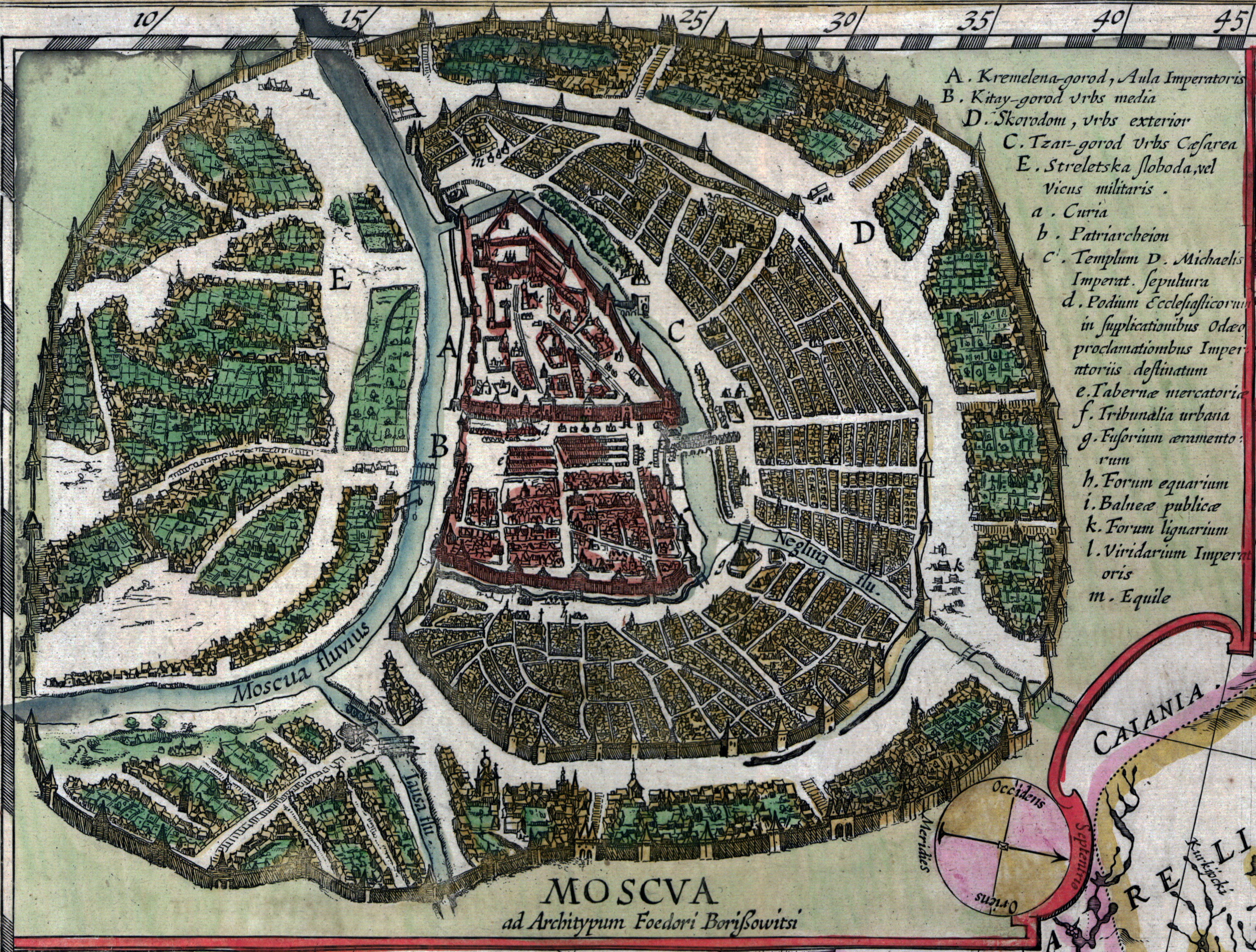
Голландская карта Москвы. Середина XVII века
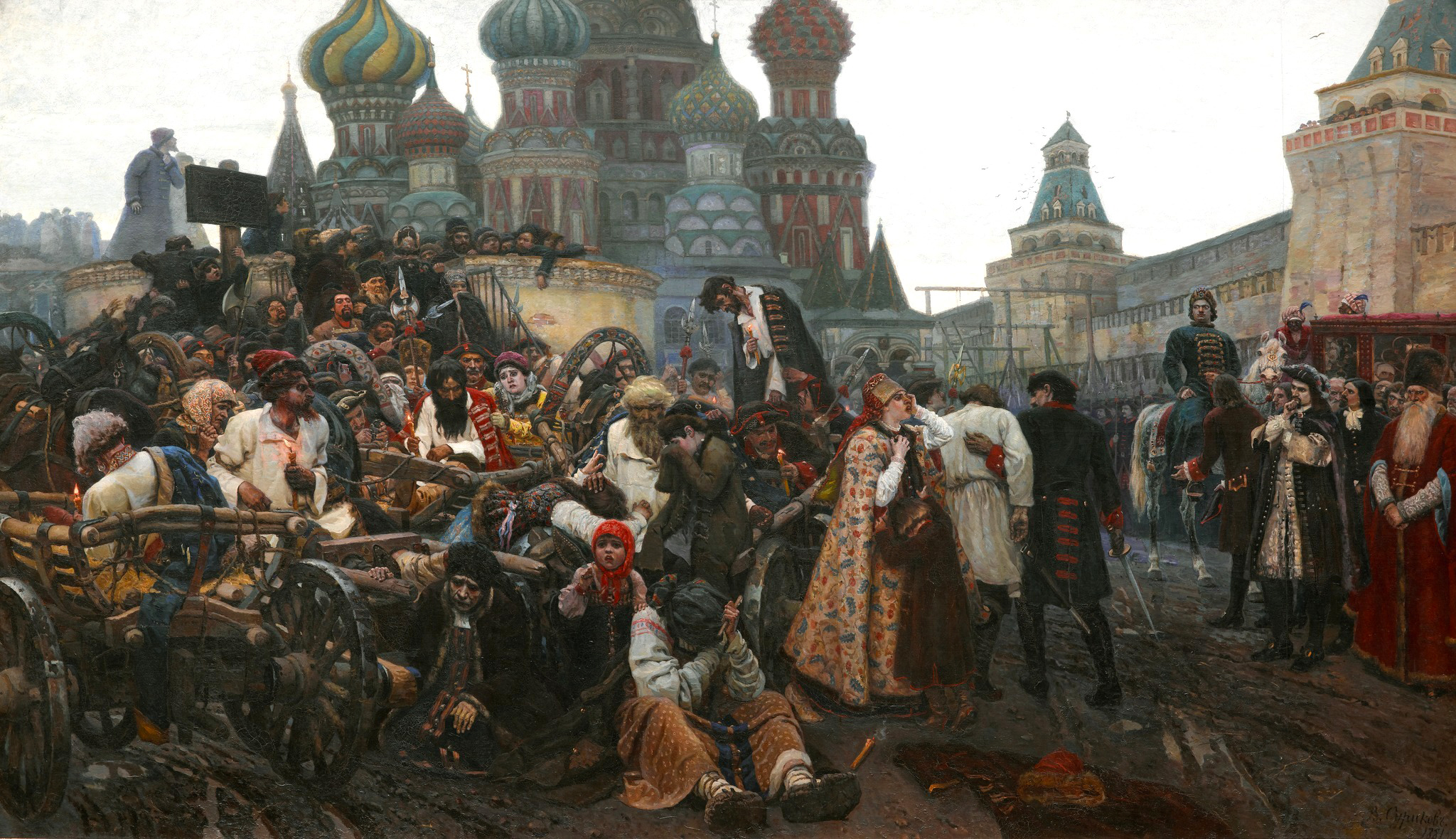
Стрелецкий бунт. 1698 год

### Российская империя

#### После потери столичного статуса
В 1712 году статус столицы России был передан Санкт-Петербургу. В 1728 при Петре II в Москву был перенесён императорский двор, который находился здесь до 1732 года, когда Анна Иоанновна вернула его обратно в Санкт-Петербург. Москва сохранила статус «первопрестольной» столицы и была местом коронации императоров. Данный титул применяется для подчёркивания исторического старшинства Москвы как города, в котором впервые появился престол русского царя. В словаре Ф. А. Брокгауза и И. А. Ефрона Москва называется «первопрестольной столицей России». Толковый словарь С. И. Ожегова и Н. Ю. Шведовой трактует слово «первопрестольный» как обозначение старейшей столицы. Термин широко применяется во всех сферах общественной жизни как синоним и неофициальное название Москвы.
В 1755 году Михаилом Ломоносовым и Иваном Шуваловым по приказу императрицы Елизаветы основан Московский университет.
Во время Отечественной войны 1812 года Москва оказалась захвачена войсками Наполеона и сильно пострадала от пожара. По разным оценкам, в результате московского пожара сгорело до 80 % зданий. Процесс восстановления Москвы длился более тридцати лет, был построен Храм Христа Спасителя. К концу XIX века в Москве появился трамвай.
В 1851 году было открыто железнодорожное сообщение Москвы с Санкт-Петербургом.
В 1896 году в ходе мероприятий, приуроченных к коронации императора Николая II, на Ходынском Поле произошла крупная давка со значительным количеством жертв, получившая название «Ходынская трагедия».
В декабре 1905 года в Москве произошли революционные волнения и уличные баррикадные бои.

#### События 1917 года и Гражданская война
В середине августа 1917 года в Москве проходило Всероссийское государственное совещание, созванное Временным правительством.
25 октября (7 ноября) 1917 года, одновременно с началом Штурма Зимнего дворца в Петрограде, началось московское вооружённое восстание большевиков, которому, в отличие от восстания в Петрограде, в Москве было оказано упорное сопротивление. Противники восстания, среди которых преобладали юнкера московских военных училищ, объединились в комитет общественной безопасности и заняли Кремль, чтобы противодействовать нападающим. Противостояние завершилось кровопролитными боями между юнкерами и красногвардейцами, которые продолжались в городе с 25 октября по 2 (15) ноября 1917 года и привели к повреждениям исторического центра Москвы и Кремля стрельбой артиллерии.
В 1918 году в Москву из Петрограда переезжает правительство большевиков и Москва становится столицей РСФСР.
В начале второй половины 1919 года антибольшевистские организации Москвы, руководимые Национальным центром, осуществляют попытки организовать восстание в городе с целью свержения советской власти, которые терпят неудачу. Многие члены подпольных антисоветских организаций Москвы расстреляны органами ВЧК в ходе мероприятий Красного террора. В рамках своего похода на Москву ВСЮР в октябре 1919 года приблизились к Москве на 280 км (Мценск). Большевики готовились к переходу на нелегальное положение и начали эвакуацию в Вологду, однако их ударной группе удалось нанести белым удачный контрудар под Орлом.

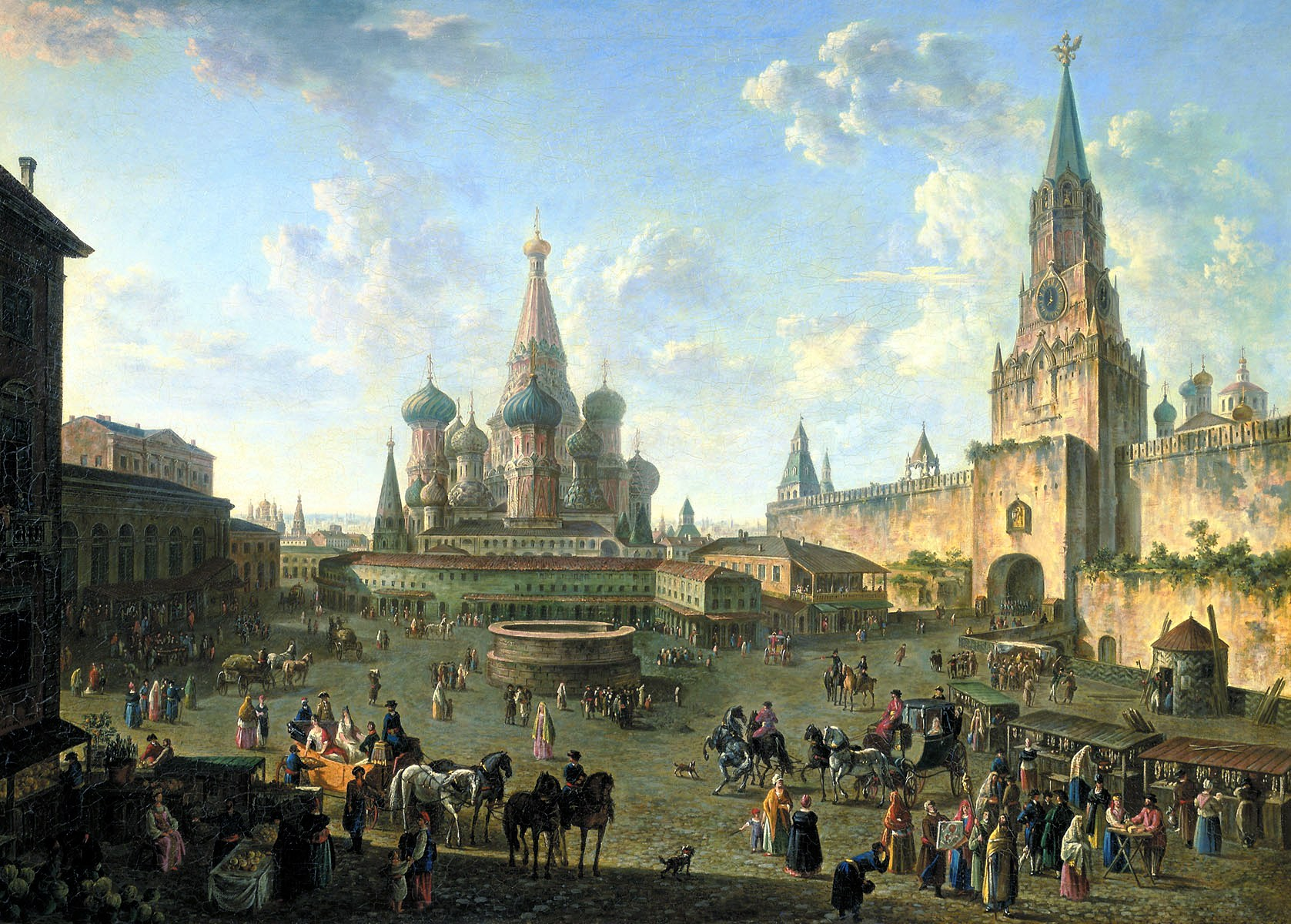
Красная площадь. Картина Ф. Алексеева. 1808 год
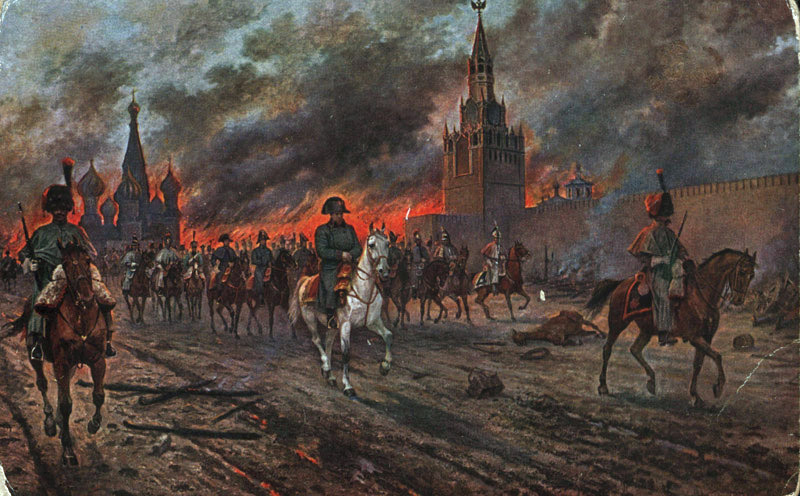
Московский пожар. 1812 год
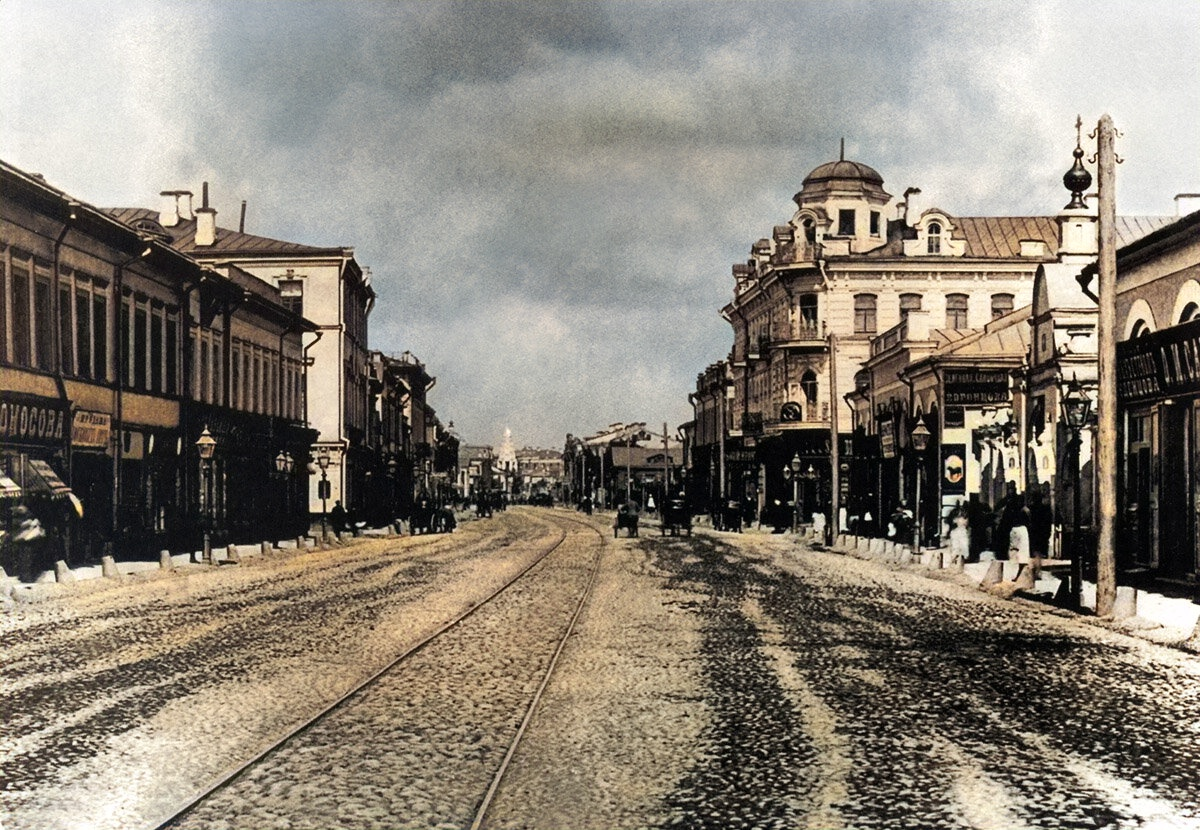
Улица Арбат. 1890-е годы
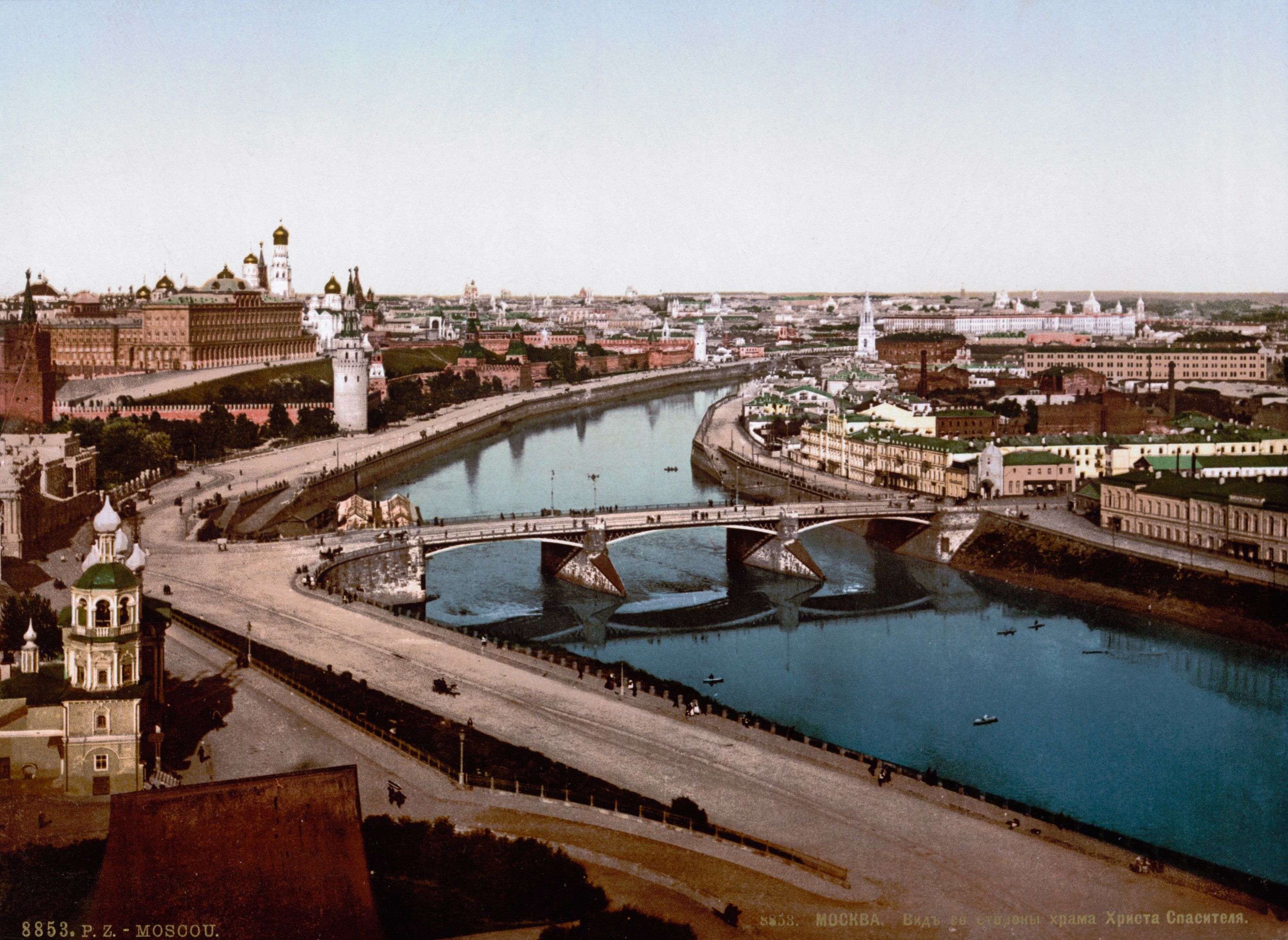
Общий вид Москвы. 1900-е годы

### Советский период
С победой большевиков в 1920 году в Гражданской войне, началась новая, советская эпоха в развитии города. В советское время Москва вновь стала центром государства, увеличилось международное политическое значение города. Москва застраивалась быстрыми темпами, к городу присоединялись бывшие пригороды. В то же время историческая застройка центра города подверглась выборочному уничтожению; был разрушен ряд храмов и монастырей, в числе которых были Храм Христа Спасителя, Страстной монастырь. В 1922 году Москва стала столицей СССР. В городе началось быстрое развитие транспортной инфраструктуры. Так, в 1924 году в Москве открылось автобусное движение, в 1933 году был запущен первый троллейбусный маршрут, а в 1935 году для пассажиров открылась первая линия метрополитена. После введения в эксплуатацию Канала имени Москвы и поднятия уровня воды в Москве-реке, часть городской территории возле Москвы-реки оказалось затопленной. В частности, под воду ушли участки бывшего Дорогомиловского и примыкающего к нему Еврейского кладбищ.
Постановлением Президиума ВЦИК «Об образовании на территории РСФСР административно-территориальных объединений краевого и областного значения» от 14 января 1929 года с 1 октября 1929 года была образована Центрально-Промышленная область с центром в городе Москве.
В 1931 году два крупных города РСФСР — Москва (16 июня) и Ленинград (3 декабря) — были выделены в отдельные административные единицы — города республиканского подчинения РСФСР.
В годы индустриализации в Москве быстрыми темпами развивается сеть высших и средних технических учебных заведений.
В 1930-е годы в Москве была создана целая сеть научно-исследовательских и проектных институтов технического профиля. Подавляющее большинство из них входило в систему Академии наук СССР. В это время в городе также развиваются средства массовой информации, издаётся много газет, с 1939 года организовано регулярное телевизионное вещание.
В это время претворяется в жизнь Генеральный план реконструкции Москвы, предполагавший коренную перестройку всего города и его городского хозяйства. На месте разрушенного Храма Христа Спасителя начинает строиться самое большое в мире здание — Дворец Советов, однако из-за войны планам по его строительству не суждено было сбыться.
Население растёт стремительными темпами: если в 1917 году оно составляло 1 854 400 человек, то в 1939 году — 4 215 532 человек.
Во время Великой Отечественной войны в городе располагались ГКО и генеральный штаб РККА, было сформировано народное ополчение (свыше 160 тысяч человек).
Зимой 1941/42 годов произошла знаменитая битва под Москвой, в которой советские войска одержали первую крупную победу над вермахтом с момента начала Второй мировой войны. В октябре 1941 года немецкие войска подступили вплотную к Москве; многие промышленные предприятия были эвакуированы, началась эвакуация правительственных учреждений в Куйбышев. 20 октября 1941 года в Москве было введено осадное положение. Но, несмотря на это, 7 ноября на Красной площади состоялся военный парад, войска с которого отправлялись прямо на фронт. В декабре 1941 года наступление немецкой группы армий «Центр» под Москвой было остановлено; в результате успешного контрнаступления советских войск под Москвой немецкие войска были отброшены от столицы. 24 июня 1945 года на Красной площади состоялся Парад Победы.
В 1952—1957 годах было проведено строительство высотных зданий, впоследствии получивших название «Сталинских высоток» и ставших одним из символов Москвы советской эпохи.
В 1960 году сформировалась новая граница Москвы по МКАД, за которую город стал выходить только в 1984 году.
В конце 1960-х — начале 1970-х годов центр города вновь подвергся серьёзной перестройке. Ради расширения существующих улиц, строительства новых магистралей и типовых многоэтажных панельных домов были снесены некоторые архитектурные памятники Москвы.
В 1957 и 1985 годах в Москве прошли соответственно VI и XII по счёту Всемирные фестивали молодёжи и студентов. В 1980 году Москва принимала XXII летние Олимпийские игры.

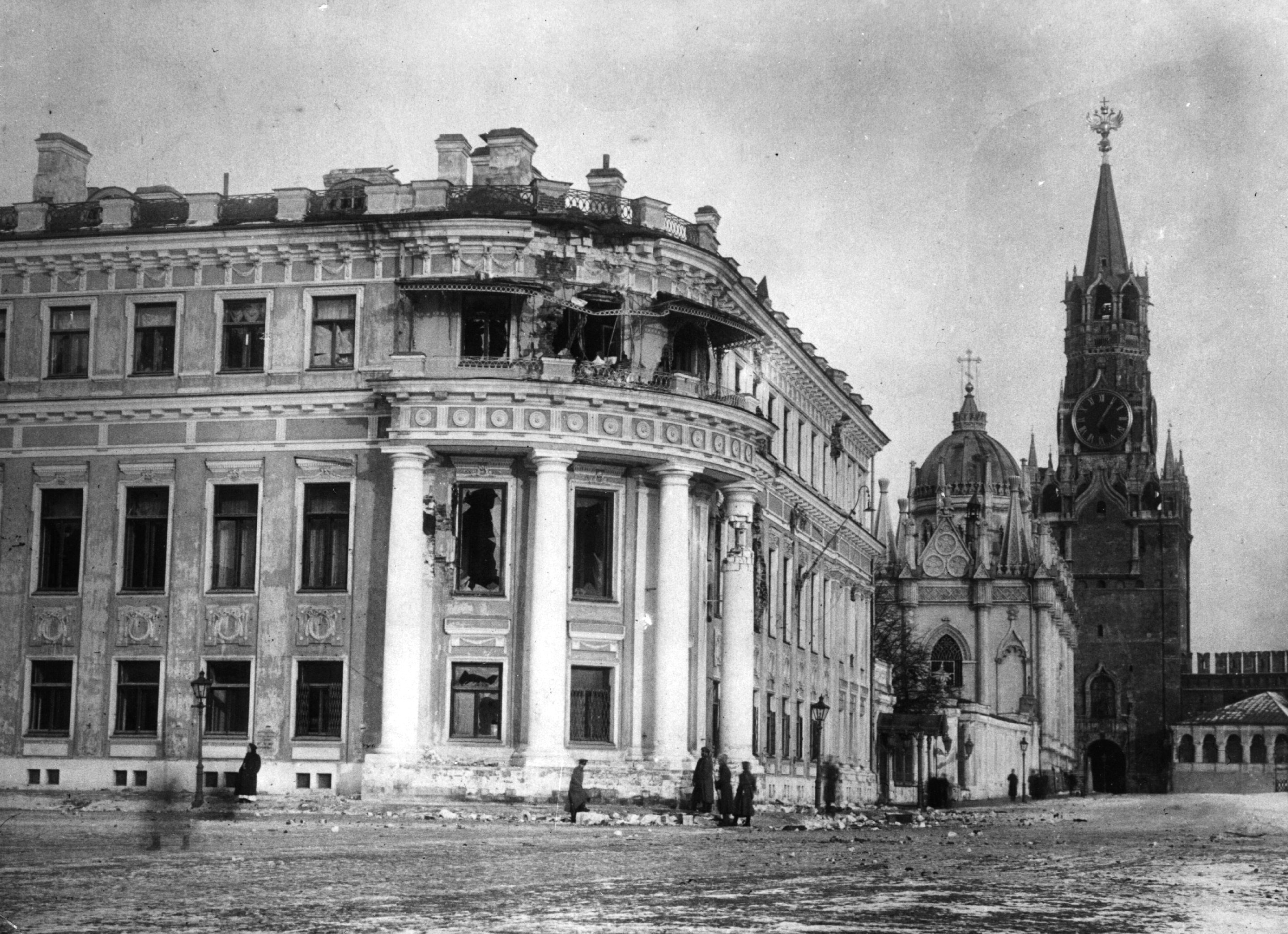
Разбитый Малый Николаевский дворец. 1917 год
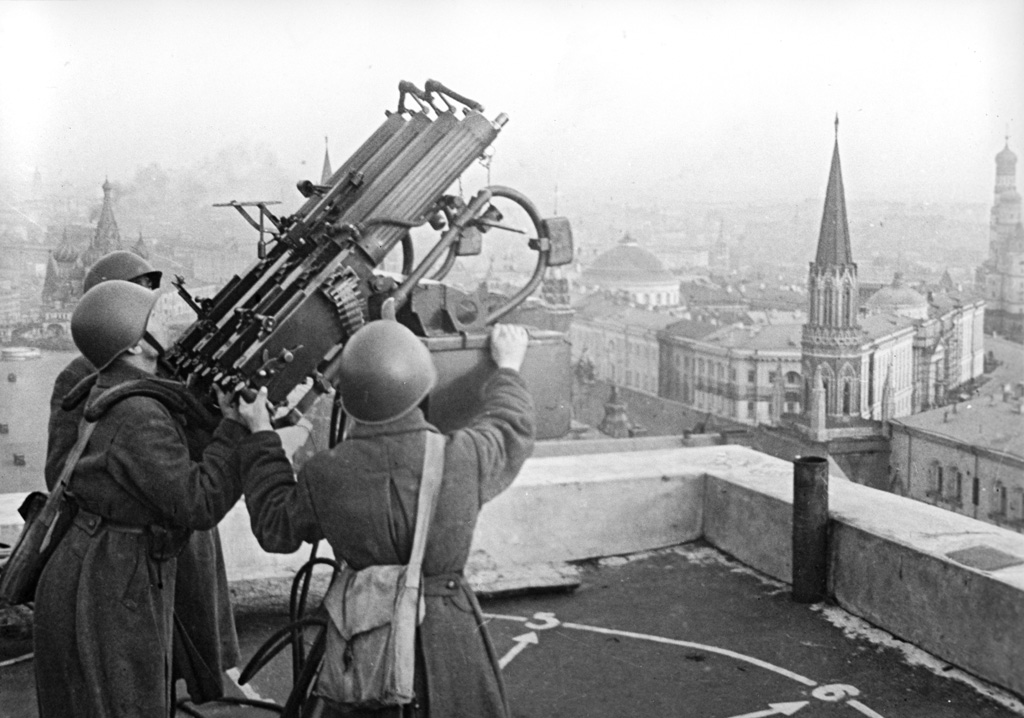
Оборона Москвы. 1941 год
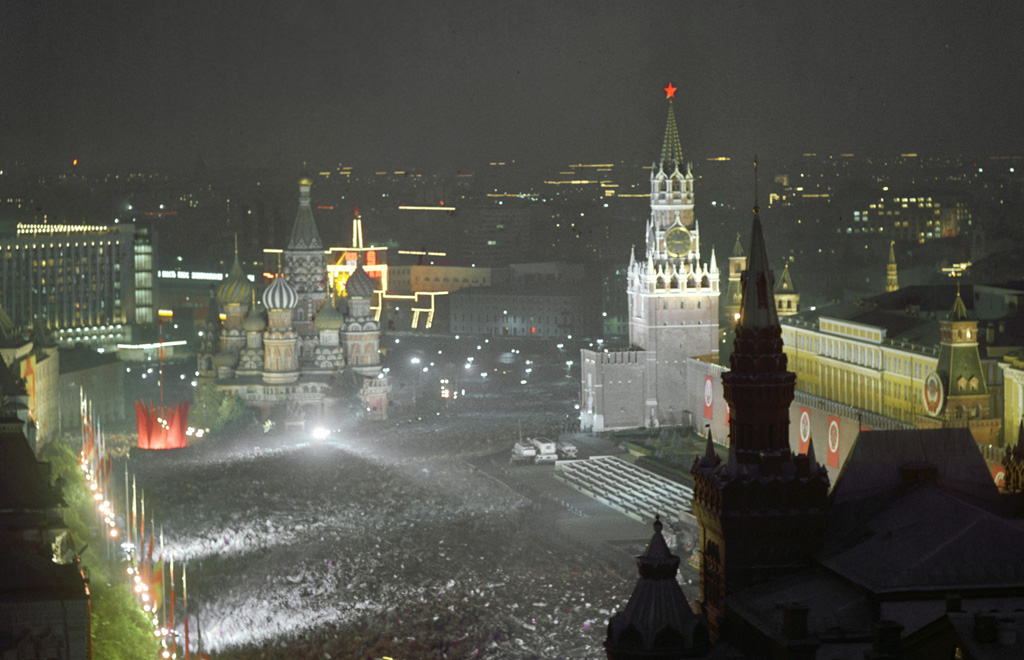
Празднование 30-летия дня Победы на Красной площади
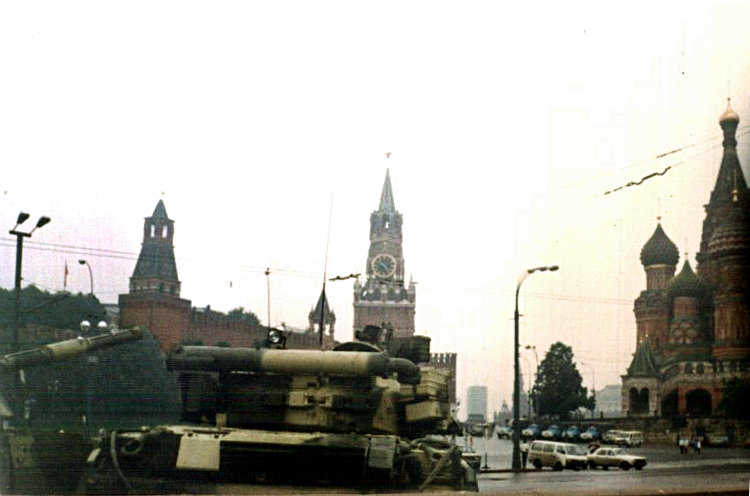
Распад Советского Союза

### Современность
19—22 августа 1991 года в городе произошёл Августовский путч, организованный ГКЧП. К 1993 году конституционно-государственный кризис, возникший в результате противостояния президента и парламента, достиг своей кульминации. 3—4 октября 1993 года произошли попытка захвата телецентра «Останкино» и расстрел здания Верховного Совета («Белого дома»). Затем в городе произошли значительные перемены. В 1995 году были утверждены новые официальные символы столицы — герб, флаг и гимн города. Началось восстановление храмов, строительство полномасштабной копии взорванного большевиками Храма Христа Спасителя.
В 1977 году город впервые столкнулся с угрозой терроризма. До 2011 года в Москве произошло 18 террористических актов.
Начало 2000-х ознаменовалось капитальным архитектурным преобразованием. Город серьёзно перестраивается — строятся многоэтажные офисные здания, современная транспортная инфраструктура, элитное жильё, возник новый деловой центр — район «Москва-Сити». В то же время отмечается, что этот «строительный бум» приводит к разрушению исторического облика города, уничтожению архитектурных памятников и сложившейся городской среды. Серьёзную проблему представляет недостаточно развитая транспортная инфраструктура, приводящая к автомобильным пробкам и перегруженности общественного транспорта. Меры по созданию выделенных полос для общественного транспорта, строительство новых автомобильных эстакад и развязок, усиление контроля за движением (камеры автоматической видеофиксации нарушений, работа эвакуаторов), организация парковочного пространства, по мнению мэра Москвы, С. С. Собянина, привели к ускорению движения на 12 % в 2016 году, по сравнению с периодом 5-летней давности.
До 2010 года Москва имела статус исторического поселения, однако приказом Министерства культуры РФ от 29 июля 2010 года № 418/339 город был этого статуса лишён.
С 1990-х годов активно обсуждался проект объединения Москвы и Московской области, летом 2011 года появился более конкретный проект расширения территории Москвы и её децентрализации за счёт присоединения юго-западных территорий, этот проект (так называемая «Новая Москва» или «Большая Москва») был реализован летом 2012 года.
В 2018 году Москва в числе других 11 городов приняла Чемпионат мира по футболу. К этому событию в городе построено несколько важных спортивных и инфраструктурных объектов.
В феврале 2022 года по предварительным данным рейтинга организации «Индекс процветания городов» Москва заняла первое место по критериям «развитие инфраструктуры» и «качество жизни».
Лучший мегаполис мира по качеству жизни и развитию инфраструктуры по оценке экспертов ООН в 2022 году.

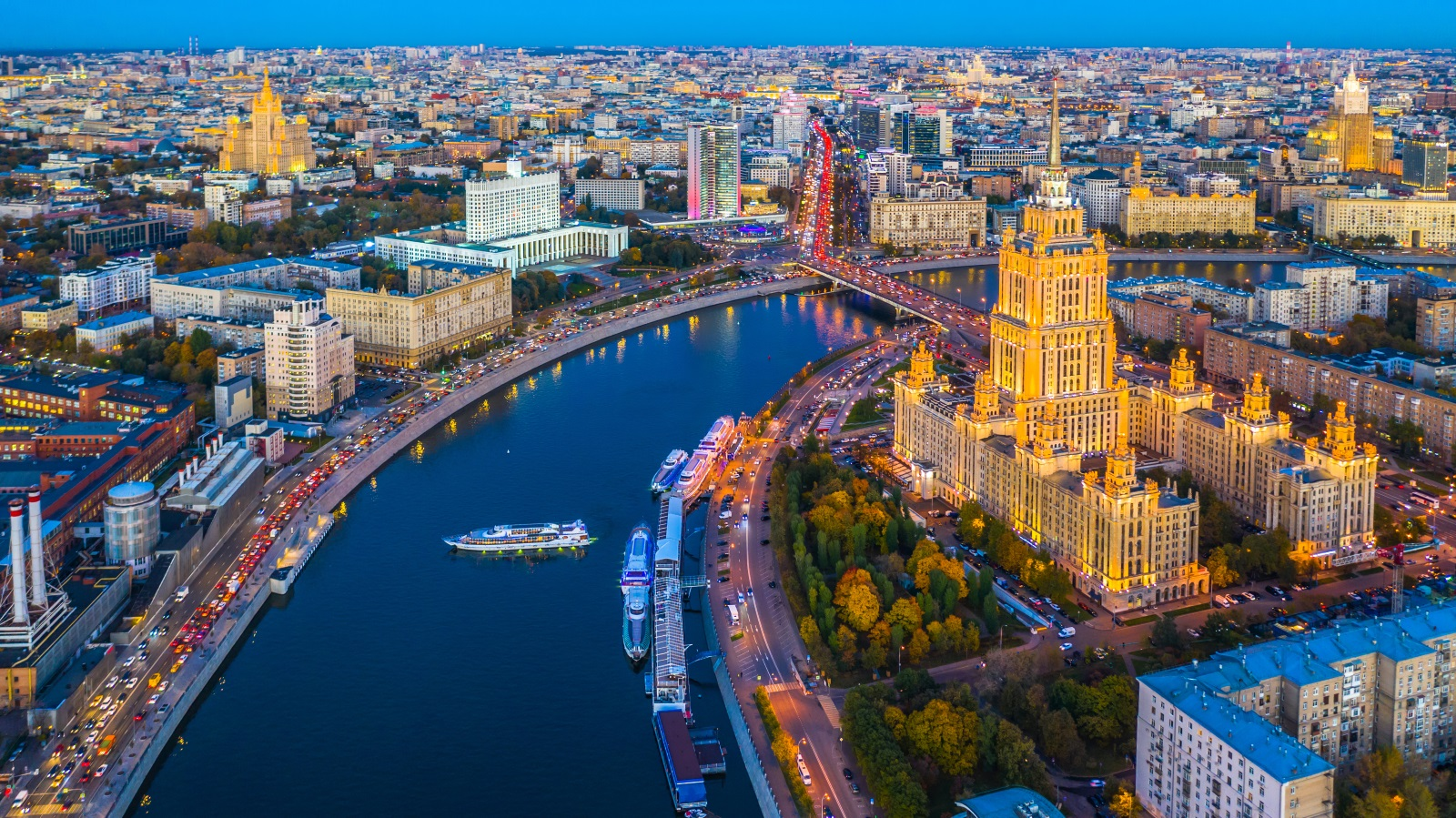
Взгляд в сторону Нового Арбата
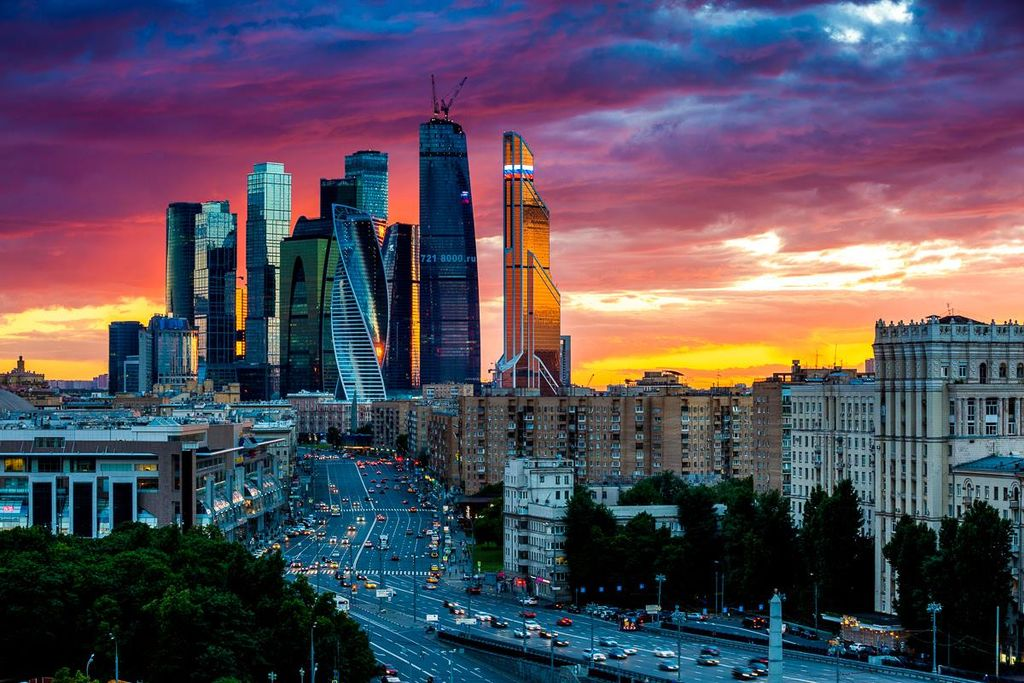
Москва-Сити
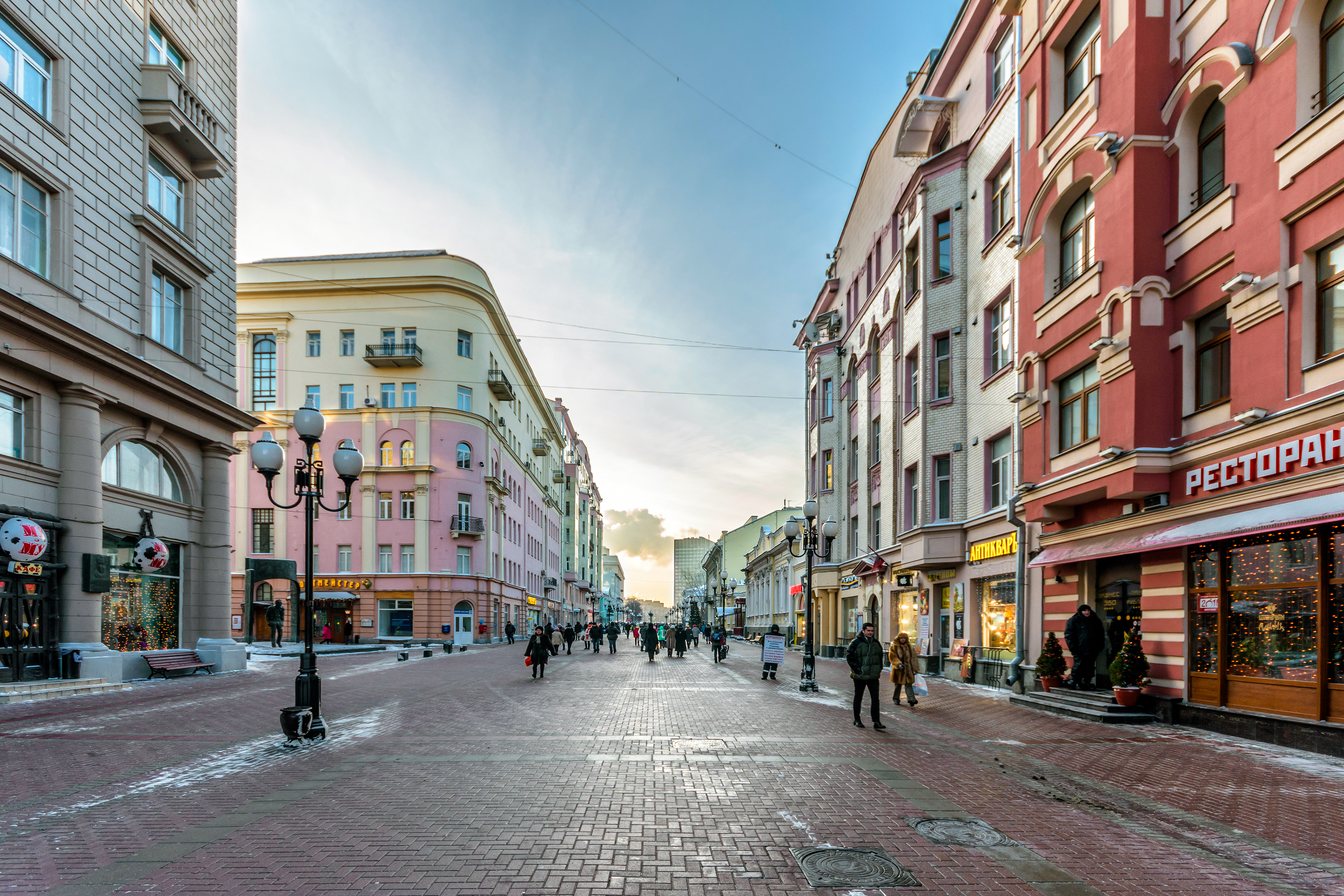
Улица Арбат
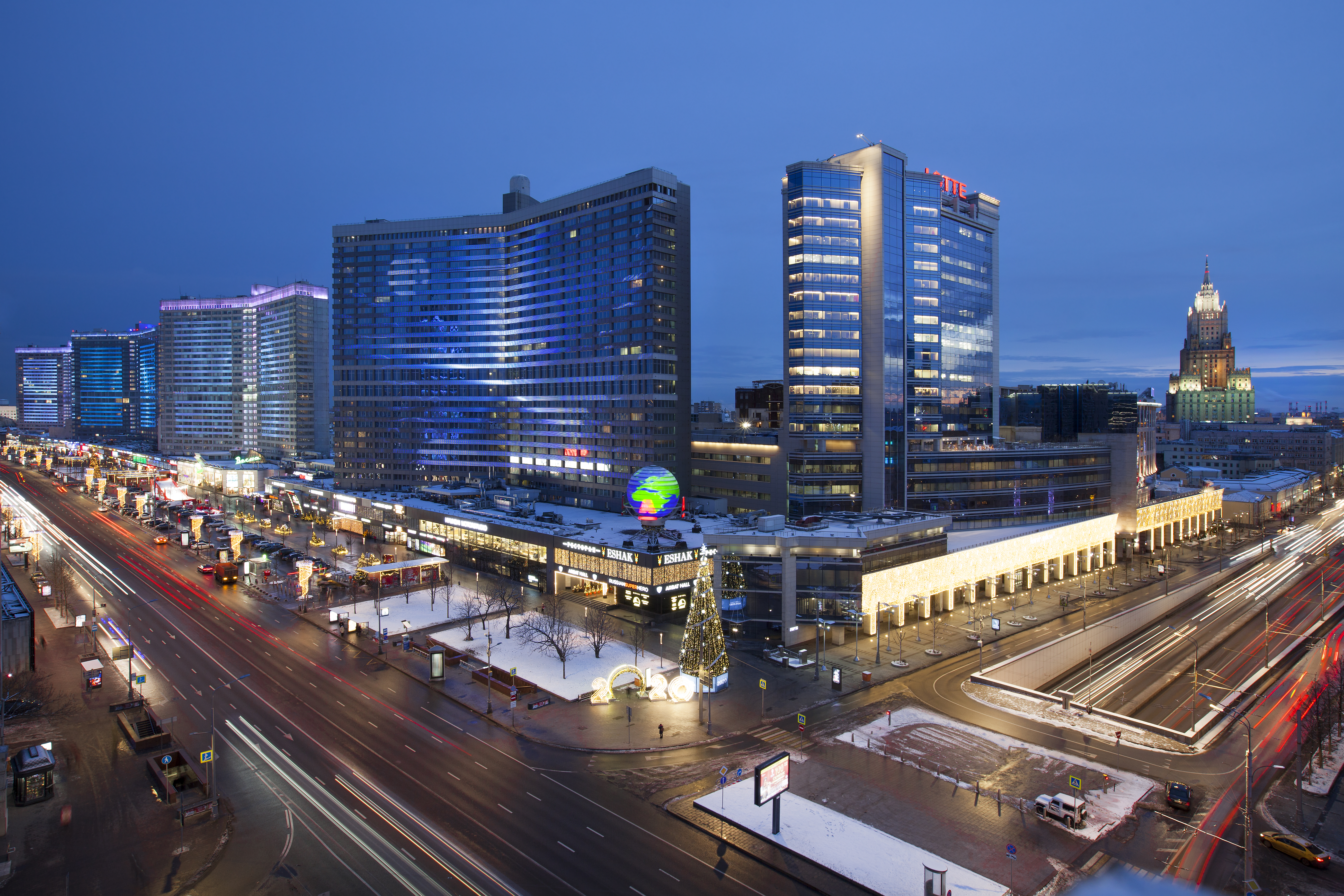
Пересечение Нового Арбата и Садового кольца
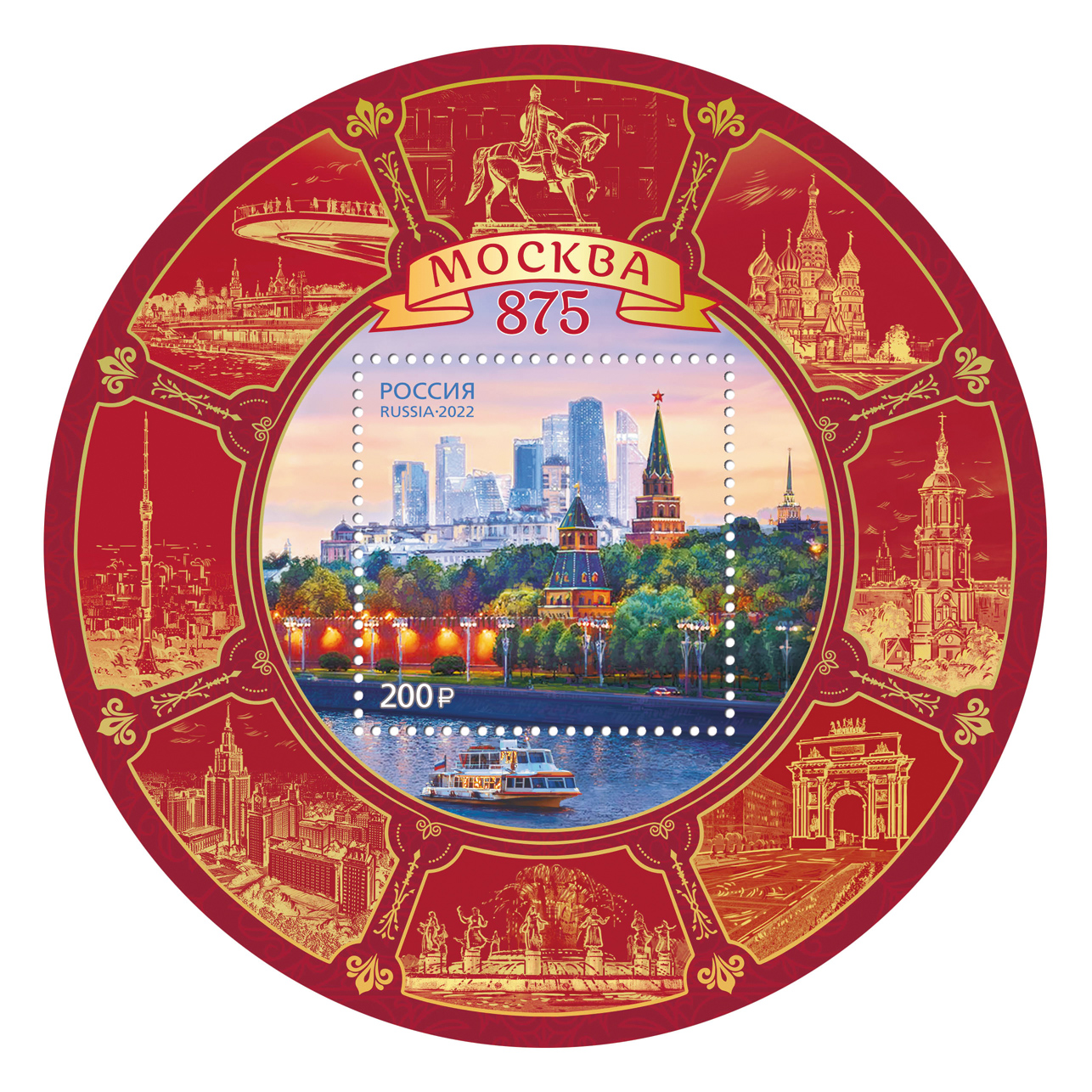
Почтовый блок 2022 года, 875 лет Москве

## Награды
- Звание Город-герой получено 8 мая 1965 года с вручением медали «Золотая звезда» и ордена Ленина[1] — за выдающиеся заслуги перед Родиной, массовый героизм, мужество и стойкость, проявленные трудящимися столицы СССР города Москвы в борьбе с немецко-фашистскими захватчиками, и в ознаменование 20-летия победы советского народа в Великой Отечественной войне 1941—1945 годов.
- Орден Ленина (6 сентября 1947)[1] — за выдающиеся заслуги трудящихся Москвы перед Родиной, за мужество и героизм, проявленные в борьбе с немецкими захватчиками, за успехи, достигнутые в развитии промышленности, культуры и осуществлении генерального плана реконструкции города, в связи с 800-летием города Москвы.
- Орден Октябрьской Революции (4 ноября 1967)[1] — в ознаменование 50-летия Великой Октябрьской социалистической революции.

## Органы власти

### Власти Москвы

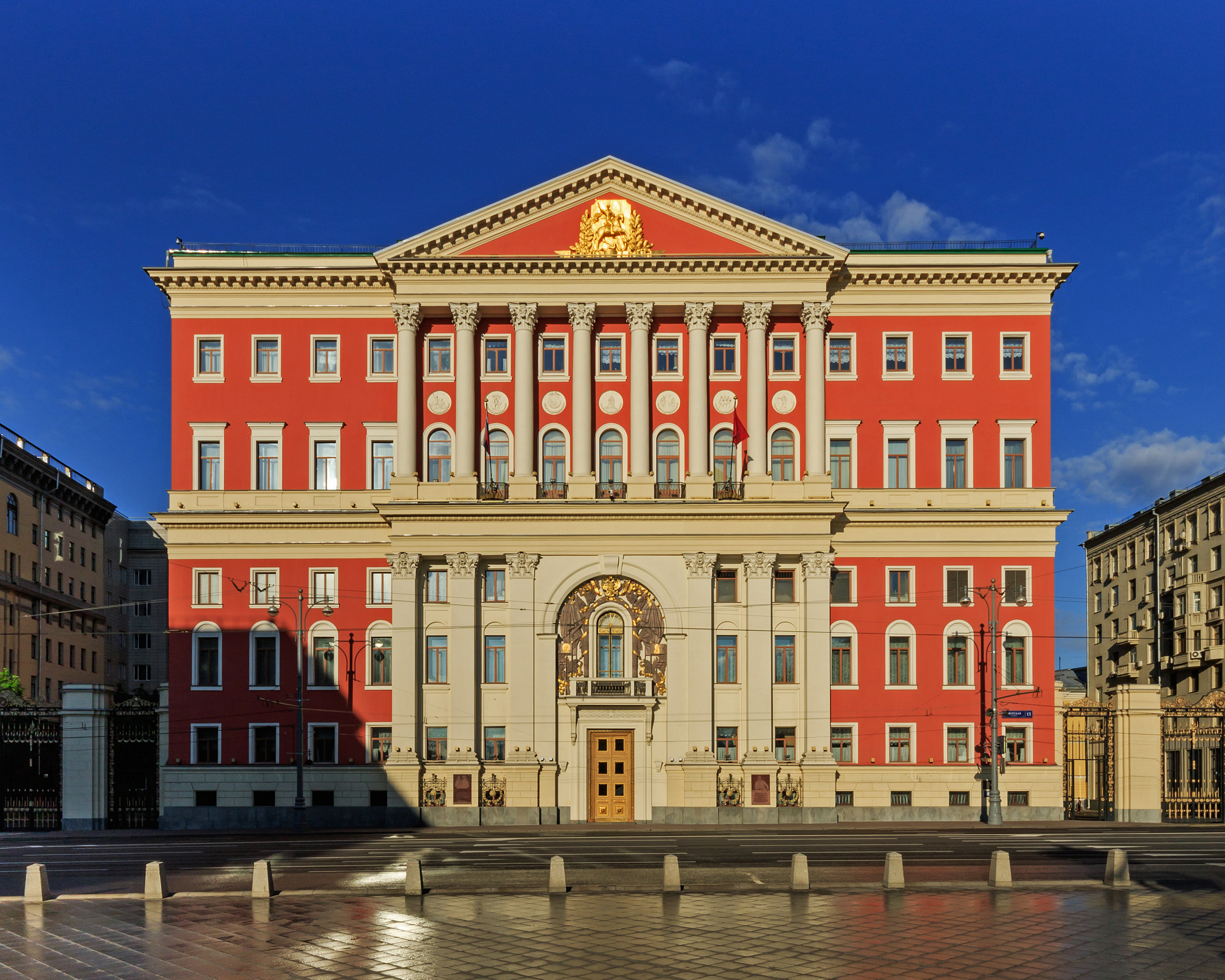
Мэрия Москвы

Согласно Конституции Российской Федерации, Москва является самостоятельным субъектом федерации, так называемым городом федерального значения.
Исполнительную власть в Москве осуществляет Правительство Москвы во главе с Мэром, законодательную — Московская городская дума, состоящая из 45 депутатов. С 2006 по 2012 год прямые выборы мэра не проводились в связи с изменениями в Уставе города Москвы, мэр назначался указанием президента. Первые прямые выборы со времён голосования 2003 года должны были пройти после окончания срока действовавшего градоначальника в 2015 году, однако, в связи с его отставкой по собственному желанию, они состоялись уже в сентябре 2013 года.
Управление на местах осуществляется посредством одиннадцати префектур, объединяющих районы Москвы в административные округа по территориальному признаку, и 125 районных управ. Согласно закону «Об организации местного самоуправления в городе Москве», с начала 2003 года исполнительными органами местного самоуправления являются муниципалитеты, представительными органами — муниципальные собрания, члены которых избираются в соответствии с Уставом внутригородского муниципального образования.
Принципы функционирования органов законодательной и исполнительной власти Москвы, а также органов местного самоуправления в городе определяются Уставом города Москвы и иными нормативными актами города.

### Федеральные органы власти

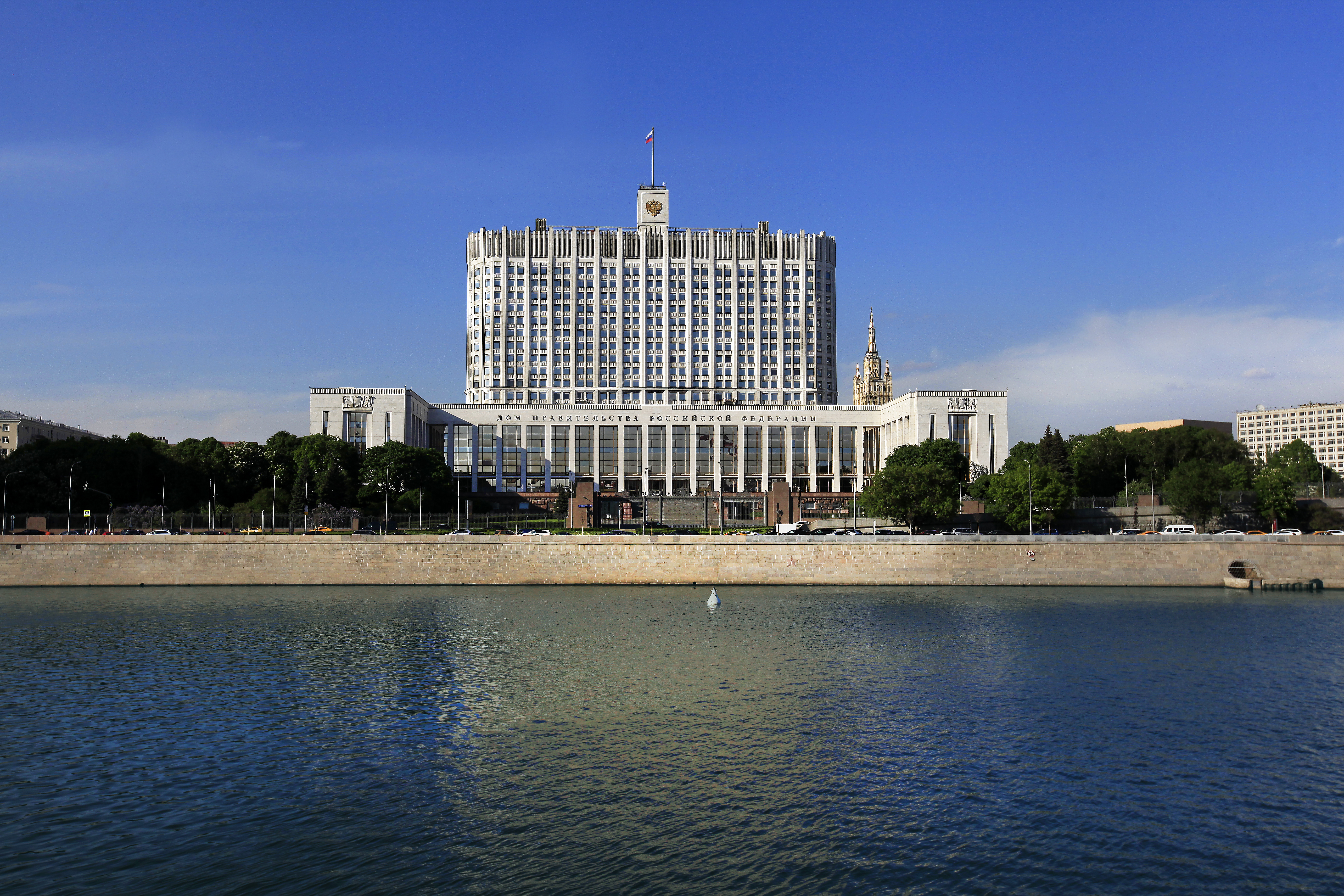
Дом правительства Российской Федерации

В Москве как в городе, наделённом Конституцией РФ столичными функциями, находятся законодательные, исполнительные и судебные федеральные органы власти страны, за исключением Конституционного суда РФ, который с 2008 года располагается в Санкт-Петербурге.
Высший исполнительный орган власти — Правительство Российской Федерации — находится в Доме правительства РФ на Краснопресненской набережной в центре Москвы. Государственная дума заседает на Охотном Ряду. Совет Федерации располагается в здании на Большой Дмитровке. Верховный суд Российской Федерации также находится в Москве.

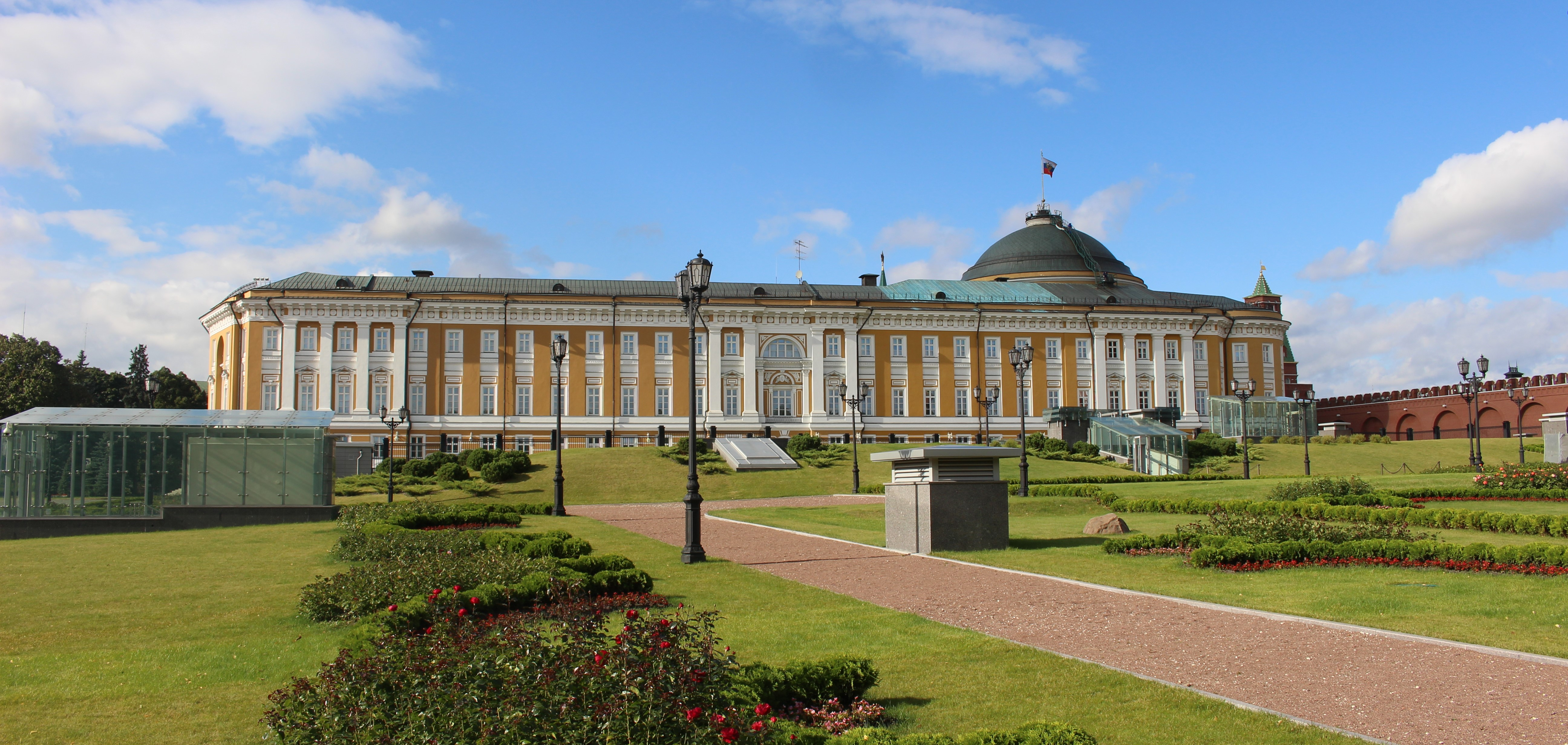
Сенатский дворец — рабочая резиденция Президента России в Кремле

Кроме того, Московский Кремль является официальной резиденцией Президента Российской Федерации. Рабочая резиденция президента в Кремле располагается в здании Сенатского дворца.

## Административно-территориальное деление

Территориальные изменения Москвы с 1922 по 1995 год

Территориальными единицами Москвы являются районы и административные округа, имеющие наименования и границы, закреплённые правовыми актами города.
| Москва, Россия           | Герб Москвы |
| Административных округов | 12          |
| Районов                  | 132         |

- Административный округ — территориальная единица города Москвы, образуемая для административного управления соответствующей территорией, включает в себя несколько районов или поселений Москвы. Границы административного округа не могут пересекать границ районов и поселений.
- Район — образуется с учётом исторических, географических, градостроительных особенностей соответствующих территорий, численности населения, социально-экономических характеристик, расположения транспортных коммуникаций, наличия инженерной инфраструктуры и других особенностей территории.

С 1 июля 2012 года по 8 мая 2024 года на территориях, включённых в состав Москвы в ходе реализации проекта по расширению её территории, существовала такая территориальная единица как поселение.
Образование, преобразование и упразднение районов, присвоение им наименований, установление и изменение их границ осуществляются Московской городской Думой по представлению мэра Москвы, а административных округов — мэром Москвы.
До 1 июля 2012 года в Москве было 125 районов и 10 административных округов. С 1 июля 2012 года, после расширения территории Москвы, были образованы 2 новых административных округа (Новомосковский и Троицкий), а в их составе 21 поселение, в 2024 году преобразованные в 8 районов.
Москва разделена на 12 административных округов: Центральный, Северный, Северо-восточный, Восточный, Юго-восточный, Южный, Юго-западный, Западный, Северо-западный, Зеленоградский, Новомосковский, Троицкий. Последние три полностью расположены за пределами МКАД.
Зеленоградский административный округ является эксклавом: со всех сторон он окружён территорией Московской области, на юго-востоке граничит с городским округом Химки, во всех остальных направлениях — с Солнечногорским районом Московской области.
В свою очередь, округа Москвы делятся на районы, всего в Москве 132 района. Несколько районов Москвы являются эксклавами. Управление округами осуществляют окружные префектуры, районами — районные управы.
До 8 мая 2024 года Новомосковский и Троицкий округа состояли из таких территориальных единиц Москвы, как поселения. В границах же этих поселений созданы такие внутригородские муниципальные образования, как поселение и городской округ, после чего были образованы районы, как и на остальной территории города. Районы Новомосковского и Троицкого округов находятся под управлением общей префектуры.

## Официальная символика
Герб, флаг и гимн Москвы — официально утверждённые символы города.
Герб и флаг Москвы представляют собой тёмно-красные геральдический щит и прямоугольное полотнище с изображением всадника — Святого Георгия Победоносца, поражающего чёрного Змия. Гимном города Москвы является музыкально-поэтическое произведение, созданное на основе песни Исаака Осиповича Дунаевского на стихи Марка Самойловича Лисянского и Сергея Ивановича Аграняна «Моя Москва».

## Население

### Численность населения
Численность населения Москвы составляет 13 274 285 человек (2025). По данным Росстата, в Москве проживает 8,6 % населения России.
По «Росписному списку» («Переписной книге города Москвы 1638 года») в 1638 году в Москве жило около 200 тысяч человек. К началу XVIII века численность населения Москвы немного уменьшилась и по «ревизским сказкам» составляла: в 1710 году около 160 тысяч человек, в 1725 году — 140—150 тысяч, в 1740 году — 138,4 тысячи, в 1776 году — 161 тысячу человек. Перед войной 1812 года в Москве жило 270 тысяч человек, а после её окончания — 215 тысяч. В результате миграционного прироста в середине XIX века население Москвы увеличилось: в 1840 году — 349,1 тысячи человек, в 1856 году — 368,8 тысячи, в 1868 году — 416,4 тысячи человек.
| Год  | Территория, км² | Население, тысяч человек | Плотность (человек на 1 км²) |
| ---- | --------------- | ------------------------ | ---------------------------- |
| 1871 | 79,0            | 602,0                    | 7623                         |
| 1882 | 79,0            | 753,5                    | 9541                         |
| 1897 | 107,4           | 1038,6                   | 9670                         |
| 1902 | 107,4           | 1092,4                   | 9832                         |
| 1912 | 176,6           | 1617,7                   | 9160                         |
| 1917 | 233,9           | 1854,4                   | 7928                         |
| 1920 | 233,9           | 1027,3                   | 4393                         |
| 1923 | 233,9           | 1542,9                   | 6598                         |
| 1926 | 233,9           | 2025,9                   | 8663                         |
| 1939 | 326,2           | 4137,0                   | 12 682                       |
| 1959 | 379,4           | 5085,6                   | 13 404                       |
| 1970 | 878,7           | 7061,0                   | 8036                         |
| 1979 | 878,7           | 7931,6                   | 9027                         |
| 1989 | 1071,9          | 8875,6                   | 8280                         |
| 2002 | 1071,9          | 10 382,8                 | 9686                         |
| 2010 | 1077,0          | 11 503.5                 | 10 681                       |
| 2012 | 2510,0          | 11 612,9                 | 4627                         |

Существует сложность в определении численности московского мегаполиса в зависимости от подходов к определению её границ: учитывать только ближайшие пригороды, пригородную зону в радиусе 60—70 км от МКАД или весь Московский столичный регион (МСР). В зависимости от определения границ численность московского мегаполиса на начало 2008 года оценивалась в 13—15 миллионов человек при численности населения в административных границах Москвы в 10,5 миллиона человек (7,4 % населения России). Активней всего миграционный прирост идёт не в Москве, а в ближайшем к Москве поясе городов и районов Московской области. Специалисты спорят, является ли этот процесс началом субурбанизации или, наоборот, экстенсивного расширения Москвы на новые территории.
Москва — крупнейший город России по количеству жителей и самый населённый из городов, полностью находящихся в Европе.
Московское произношение является произносительной нормой русского литературного языка.
По режиму воспроизводства населения Москва близка к европейским столицам, но по численности и плотности населения близка к перенаселённым столичным центрам развивающихся стран. По площади Москва в старых границах (до расширения в 2012 году) была близка к Берлину, Нью-Йорку, Большому Лондону и Большому Парижу. Плотность населения Москвы в старых границах сравнима с Тегераном, Киншасой, Манилой и меньше плотности населения Мумбаи, Боготы, Лимы.

#### Учёт мигрантов
Постоянный рост населения Москвы объясняется в основном притоком населения из других регионов.
Официальные данные о населении города учитывают только постоянно проживающих горожан. По данным управления ФМС по Москве, в 2008 году официальным учётом зарегистрировано ещё 1 миллион 800 тысяч приезжих (трудовых мигрантов и гастарбайтеров, студентов и других), а также в городе, по оценкам экспертов на 2009 год, находится ещё около 1 миллиона незарегистрированных мигрантов.
По результатам Всероссийской переписи населения 2002 года численность населения Москвы составила 10 382 754 человек. По официальным данным текущего статистического учёта, население города на 1 сентября 2012 года составило 11 911,1 тысячи человек. По предварительным итогам переписи 2010 года на октябрь 2010 года 11 643 060 человек постоянно проживают в Москве и лишь 30 тысяч человек временно пребывают в столице, 1,2 млн москвичей по разным причинам отказалось участвовать в переписи. Управление Федеральной миграционной службы по городу Москве сообщило, что постоянную регистрацию в Москве имеют 9060 тысяч человек, временную регистрацию — 1100 тысяч человек, на миграционном учёте стоят также 340 тысяч иностранцев. От 600 до 800 тысяч российских граждан, по оценкам специалистов УФМС, проживают в Москве без регистрации в органах ФМС.

### Рождаемость

Демографическая пирамида Москвы в 2021 году

Москва имеет особую модель рождаемости в силу следующих причин: особая социальная структура населения в виде большой доли людей с высшим образованием и более высоким по сравнению с остальной Россией уровнем доходов, высокого миграционного прироста преимущественно в виде молодого населения с высоким репродуктивным потенциалом, развитой социальной инфраструктурой в виде высокого качества и доступности услуг здравоохранения и образования. Итоговая детность приезжих выше, чем коренных москвичей. С 2000-х годов рождаемость в Москве росла, причём более быстрыми темпами по сравнению с остальной Россией: за 10 лет с 1999 по 2009 год в Москве она выросла в 1,73 раза, тогда как по России в целом в 1,45 раза. В Москве рожают не только жители Москвы, но и иногородние, что завышает показатели рождаемости в статистике среди москвичей.

### Этнический и религиозный состав
В начале XIX века, накануне войны 1812 года, в Москве 92 % были православными, а 8 % приверженцами других религий. В 1871 и 1882 годах религиозный состав Москвы выглядел следующим образом: православные и единоверцы — 92,84 и 91,71 %, протестанты — 2,05 и 2,28 %, раскольники — 2,72 и 2,21 %, иудеи — 0,88 и 2,00 %, католики — 1,24 и 1,23 %, магометане — 0,17 и 0,26 %, армяне-григорианцы — 0,10 и 0,12 %, остальные — 0,02 %, не обозначены 0,17 %.
Москва — крупнейший русскоязычный город в мире[значимость факта?]. По языковому составу в 1881 году доля москвичей, говорящих на русском языке — 95,6 %, а в 1882 году — 94,5 %; на польском — 0,60 и 0,60 %, финском — 0,02 и 0,05 %, латышском — 0,03 и 0,03 %, литовском — 0,06 и 0,03 %, иврите — 0,94 и 1,61 %, татарском — 0,15 и 0,24 %, армянском — 0,10 и 0,12 %, французском — 0,34 и 0,29 %, немецком — 1,82 и 2,02 %, английском — 0,12 и 0,10 %, итальянском — 0,03 и 0,02 %, нидерландском — 0,01 и 0,00 %, на других языках — 0,04 и 0,04 %, не ответили на этот вопрос — 0,14 %. По переписи 1897 года, в городе жили представители следующих народов: русские — 987 тысяч (95 %), немцы (около 18 тысяч), поляки (9 тысяч), евреи (около 5 тысяч), татары (4,3 тысячи). По переписи 1926 году, русских в Москве насчитывалось 1772 тысячи человек (87,4 %), евреев — 131 тысяча (6,5 %), татар — 171 тысяча, и украинцев — 161 тысяча. В период с 1912 по 1926 год доля русских уменьшилась на 7,8 % (в 1912 году — 95,3 %), доля немцев сократилась на 0,9 %, поляков — на 0,2 %, но увеличилась численность евреев (на 6,1 %), украинцев (на 0,6 %), татар, латышей, армян (на 0,3 %). С 1926 по 1939 год доля русских не изменилась, незначительно сократилась доля евреев — с 6,5 до 6 %, но удельный вес украинцев повысился с 0,8 до 2,2 %, татар — с 0,8 до 1,4 %, армян — с 0,2 до 0,3 %.
С 1939 по 1959 год увеличился удельный вес русских (с 87,4 до 89,5 %), уменьшился удельный вес евреев (с 6,0 до 4,1 %), понизилась доля немцев, поляков, представителей народов Прибалтики, мордвы, азербайджанцев, грузин, но увеличилась доля татар (до 1,5 %), украинцев и белорусов. С 1970 по 1989 год увеличилась доля русских (с 89,2 до 89,7 %), украинцев (с 2,6 до 2,8 %), татар (с 1,6 до 1,8 %), белорусов, народов Кавказа, Средней Азии, мордвы, чувашей и др., но сократилась доля евреев (с 3,6 до 2 %), народов Прибалтики. В 1989 году в Москве проживали: русские — 7 963 246, украинцы — 252 670, евреи — 174 728, татары — 157 376, белорусы — 73 005, армяне — 43 989, мордва — 30 916, азербайджанцы — 20 727, грузины — 19 608, чуваши — 18 358, узбеки — 9183, казахи — 8225, осетины — 7270, молдаване — 6997, поляки — 6920, башкиры — 5417, немцы — 4670, латыши — 3896, корейцы — 3693, греки — 3586, литовцы — 3243, ассирийцы — 3196, киргизы — 3044, таджики — 2893, болгары — 2641, удмурты — 2600, марийцы — 2490, лезгины — 2434, чеченцы — 2101, туркмены — 2093, эстонцы — 1801, аварцы — 1706, буряты — 1496, таты — 1292, абхазы — 1286, цыгане — 1284, кабардинцы — 1275, арабы — 1261, карелы — 1245, испанцы — 1219, коми-зыряне — 1141, вьетнамцы — 1052, лакцы — 913, даргинцы — 891, венгры — 838, горские евреи — 776, якуты — 771, кумыки — 727, ингуши — 685, карачаевцы — 624, чехи — 605, кубинцы — 597, адыгейцы — 490, финны — 471, каракалпаки — 402, балкарцы — 399, черкесы — 374, китайцы — 372, гагаузы — 352, хакасы — 316, коми-пермяки — 307, монголы — 301, караимы — 283, румыны — 270, афганцы — 263, крымские татары — 239, итальянцы — 235, сербы — 227, представители народов Индии и Пакистана — 223, курды — 209, тувинцы — 195, словаки — 159, уйгуры — 159, абазины — 145, турки — 137, персы — 126, французы — 117, прочие этнодисперсные группы (всего 42) — не больше 100 человек.
С 1989 по 1994 год увеличилась доля русских с 89,7 до 90,5 %, доля татар увеличилась с 1,8 до 1,9 %, армян с 0,5 до 0,7 %, но уменьшилась доля украинцев с 2,8 до 2,4 %, белорусов — с 0,8 до 0,7 % и евреев с 2 до 1,5 %. После распада СССР резко выросли размеры нелегальной миграции, поэтому получить достоверные данные об этноконфессиональном составе москвичей очень трудно. Например, по оценкам экспертов МВД в 2002 году в 9-миллионной тогда столице было от 0,9 до 3 миллионов нелегальных мигрантов. По мнению экспертов численность некоторых этнических групп изменилась в несколько, а в некоторых случаях в десятки раз. Речь идёт о закавказских (армянах, азербайджанцах, грузинах), центральноазиатских (таджиках, таджикских цыганах — люли, афганцах), южноазиатских (китайцах, корейцах) этнических группах, строительных рабочих из Молдовы и с Украины, а также жителях республик Северного Кавказа (особенно чеченцах и дагестанцах). В отличие от Запада, в Москве нет ярко выраженных районов этнического расселения, хотя по мнению столичной прессы на юго-западе Москвы преимущественно селятся армяне, в Измайлове — азербайджанцы, в Марьиной Роще — грузины, в Очакове и в районе метро «Автозаводская» — китайцы, в районах метро «Савёловская», «Домодедовская», «Планерная» — выходцы из Юго-Восточной Азии, в ближайшем Подмосковье в дачных посёлках — таджики, а таджикские цыгане (люли) ставят таборы вокруг Московской кольцевой автодороги.
С 1989 по 2002 год этнический состав Москвы изменился следующим образом: доля русских снизилась с 89,7 % в 1989 до 84,8 % в 2002 году, украинцев — с 2,8 % до 2,4 %, татар — с 1, 8 % до 1,6 %, евреев — с 2,0 % до 0,8 %, но одновременно увеличилась доля армян — с 0,5 % до 1,2 %, азербайджанцев — с 0,2 % до 0,9 %, грузин — с 0,2 % до 0,5 %.
Национальный состав населения Москвы, согласно переписи населения 2010 года, распределён следующим образом: русские — 9 930 410 (91,65 %), украинцы — 154 104 (1,42 %), татары — 149 043 (1,38 %), армяне — 106 466 (0,98 %), азербайджанцы — 57 123 (0,53 %), евреи — 53 142 (0,49 %), белорусы — 39 225 (0,36 %), грузины — 38 934 (0,36 %), узбеки — 35 595 (0,33 %), таджики — 27 280 (0,25 %), молдаване — 21 699 (0,20 %), киргизы — 18 736 (0,17 %), мордва — 17 095 (0,16 %), чеченцы — 14 524 (0,13 %), чуваши — 14 313 (0,13 %), осетины — 11 311 (0,10 %), лица, не указавшие национальность — 668 409 (5,81 %).
Процент русских в Москве превышает средний показатель по России (80 %), доли армян и евреев также более высоки по сравнению со среднероссийскими (0,78 % и 0,16 % соответственно). Доля русских возросла с момента переписи 1989 года, когда они составляли 89,7 %.
Национальный состав по переписям населения 2010 и 2021 
| Народность                                                        | Численность 2010 | Численность 2010                     | Численность 2021 | Численность 2021                     |
| Народность                                                        | человек          | % от указавших принадлежность / всех | человек          | % от указавших принадлежность / всех |
| ----------------------------------------------------------------- | ---------------- | ------------------------------------ | ---------------- | ------------------------------------ |
| русские                                                           | 9 930 410        | 91,65 % / 86,32 %                    | ↘9 074 375       | ↘90,21 % / ↘69,75 %                  |
| украинцы                                                          | 154 104          | 1,42 % / 1,24 %                      | ↘58 788          | ↘0,58 % / ↘0,45 %                    |
| татары                                                            | 149 043          | 1,38 % / 1,30 %                      | ↘84 373          | ↘0,84 % / ↘0,65 %                    |
| армяне                                                            | 106 466          | 0,98 % / 0,93 %                      | ↘68 018          | ↘0,68 % / ↘0,52 %                    |
| азербайджанцы                                                     | 57 123           | 0,53 % / 0,50 %                      | ↘37 259          | ↘0,37 % / ↘0,29 %                    |
| евреи                                                             | 53 145           | 0,49 % / 0,46 %                      | ↘28 014          | ↘0,28 % / ↘0,22 %                    |
| белорусы                                                          | 39 225           | 0,36 % / 0,34 %                      | ↘17 632          | ↘0,18 % / ↘0,14 %                    |
| грузины                                                           | 38 934           | 0,36 % / 0,34 %                      | ↘26 222          | ↘0,26 % / ↘0,20 %                    |
| узбеки                                                            | 35 595           | 0,33 % / 0,31 %                      | ↘29 526          | ↘0,29 % / ↘0,23 %                    |
| таджики                                                           | 27 280           | 0,25 % / 0,24 %                      | ↘22 783          | ↘0,23 % / ↘0,18 %                    |
| молдаване                                                         | 21 699           | 0,20 % / 0,19 %                      | ↘8122            | ↘0,08 % / ↘0,06 %                    |
| киргизы                                                           | 18 736           | 0,17 % / 0,16 %                      | ↘16 858          | →0,17 % / ↘0,13 %                    |
| мордва                                                            | 17 095           | 0,16 % / 0,15 %                      | ↘6992            | ↘0,07 % / ↘0,05 %                    |
| чеченцы                                                           | 14 524           | 0,13 % / 0,13 %                      | ↘11 491          | ↘0,11 % / ↘0,09 %                    |
| чуваши                                                            | 14 313           | 0,13 % / 0,12 %                      | ↘8278            | ↘0,08 % / ↘0,06 %                    |
| осетины                                                           | 11 311           | 0,10 % / 0,10 %                      | ↘6797            | ↘0,07 % / ↘0,05 %                    |
| прочие                                                            | 146 089          | 1,35 % / 1,27 %                      | ↗553 863         | ↗5,51 % / ↗4,25 %                    |
| Всего указавших                                                   | 10 835 092       | 100,0 % / 94,2 %                     | ↘10 059 391      | →100,0 % / ↘77,3 %                   |
| Не указали, отказались или затруднились указать (включая метисов) | 668 409          | — / 5,81 %                           | ↗2 950 721       | — / ↗22,7 %                          |
| Всего                                                             | 11 503 501       | — / 100,0 %                          | ↗13 010 112      | — / →100,0 %                         |

### Языки
Родные языки населения по данным переписи 2020—2021 годов (языки, которые родными указали 0,1 % или более от количества указавших родной язык):
| Родной язык                 | Человек    | Доля от указавших родной язык | Доля от всего населения |
| --------------------------- | ---------- | ----------------------------- | ----------------------- |
| Русский                     | 9 594 657  | 96,82 %                       | 73,75 %                 |
| Татарский                   | 44 725     | 0,45 %                        | 0,34 %                  |
| Армянский                   | 42 045     | 0,42 %                        | 0,32 %                  |
| Украинский                  | 30 037     | 0,30 %                        | 0,23 %                  |
| Азербайджанский             | 26 604     | 0,27 %                        | 0,21 %                  |
| Узбекский                   | 23 708     | 0,24 %                        | 0,18 %                  |
| Таджикский                  | 18 254     | 0,19 %                        | 0,14 %                  |
| Грузинский                  | 17 534     | 0,18 %                        | 0,13 %                  |
| Киргизский                  | 13 736     | 0,14 %                        | 0,11 %                  |
| Другие языки                | 98 423     | 0,99 %                        | 0,76 %                  |
| Всего указавших родной язык | 9 909 723  | 100,00 %                      | 76,17 %                 |
| Не указавших родной язык    | 3 100 389  | —                             | 23,83 %                 |
| Итого                       | 13 010 112 | —                             | 100,00 %                |

## Экономика

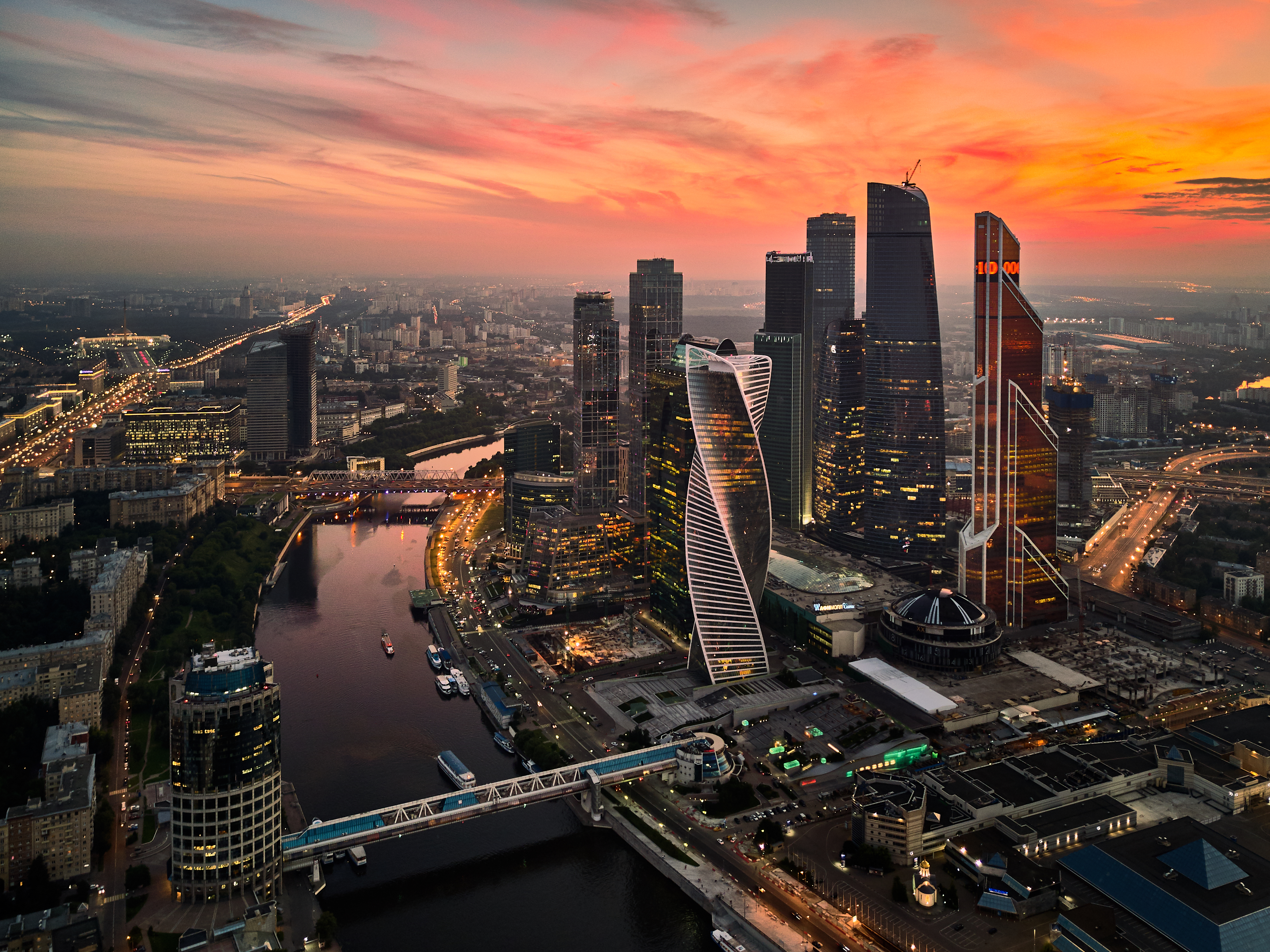
Московский международный деловой центр «Москва-Сити»

Москва — крупнейший в общероссийском масштабе финансовый центр, международный деловой центр и центр управления большой частью экономики страны. Так, например, в Москве сосредоточено около половины банков из числа зарегистрированных в России. Кроме того, бо́льшая часть крупнейших компаний зарегистрированы и имеют центральные офисы именно в Москве, хотя их производство может быть расположено за тысячи километров от неё. По состоянию на ноябрь 2019 года из 200 крупнейших предприятий страны 104 зарегистрированы в Москве.
Москва — крупный центр (зарегистрированных штаб-квартир, но не производства) машиностроения, в том числе энергомашиностроения, станко-, судо-, приборостроения; чёрной и цветной металлургии (производство алюминиевых сплавов), химической, лёгкой, полиграфической промышленности. Однако в последнее время наблюдается тенденция к смене юридических адресов (налоговой регистрации) крупных производителей.
По данным на 2008 год, по объёму ВВП (321 млрд $) Москва находилась на 15 месте среди крупнейших городов мира.

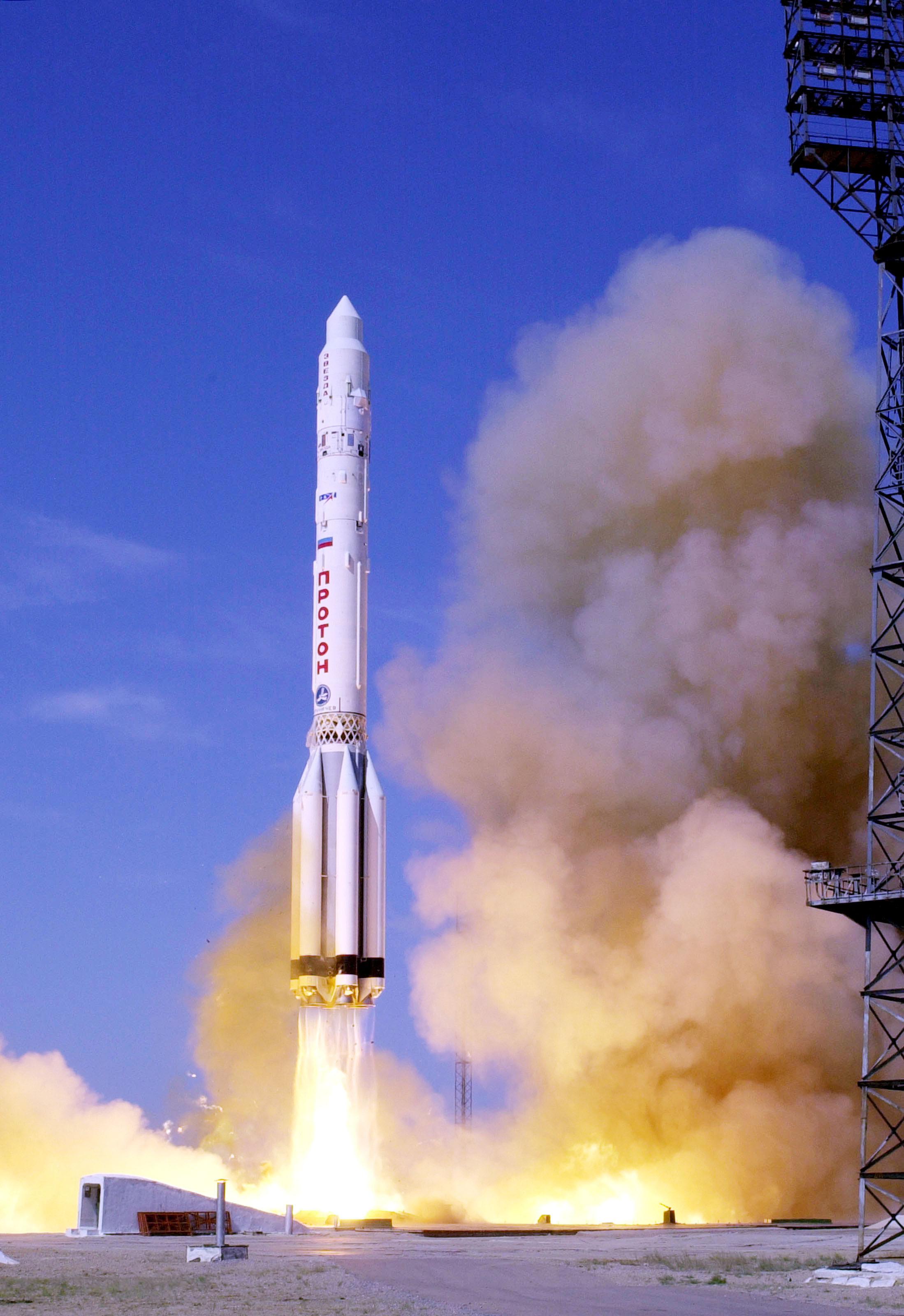
Наиболее мощная российская ракета-носитель «Протон» разработана и производится на ГКНПЦ Хруничева

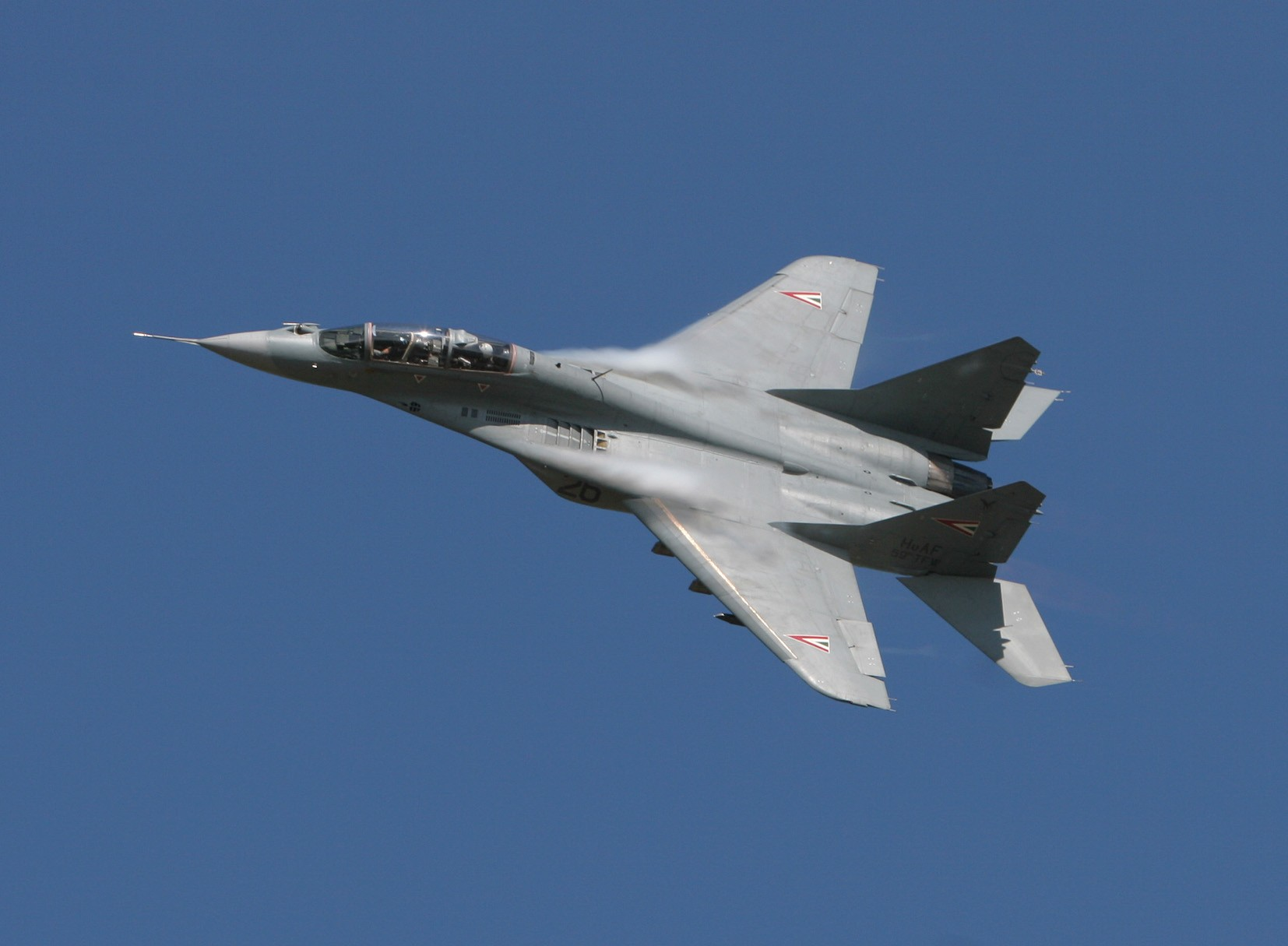
МиГ-29 — разработанный и произведённый РСК «МиГ»

Промышленное производство за 2007 год в Москве выросло на 11,5 %.

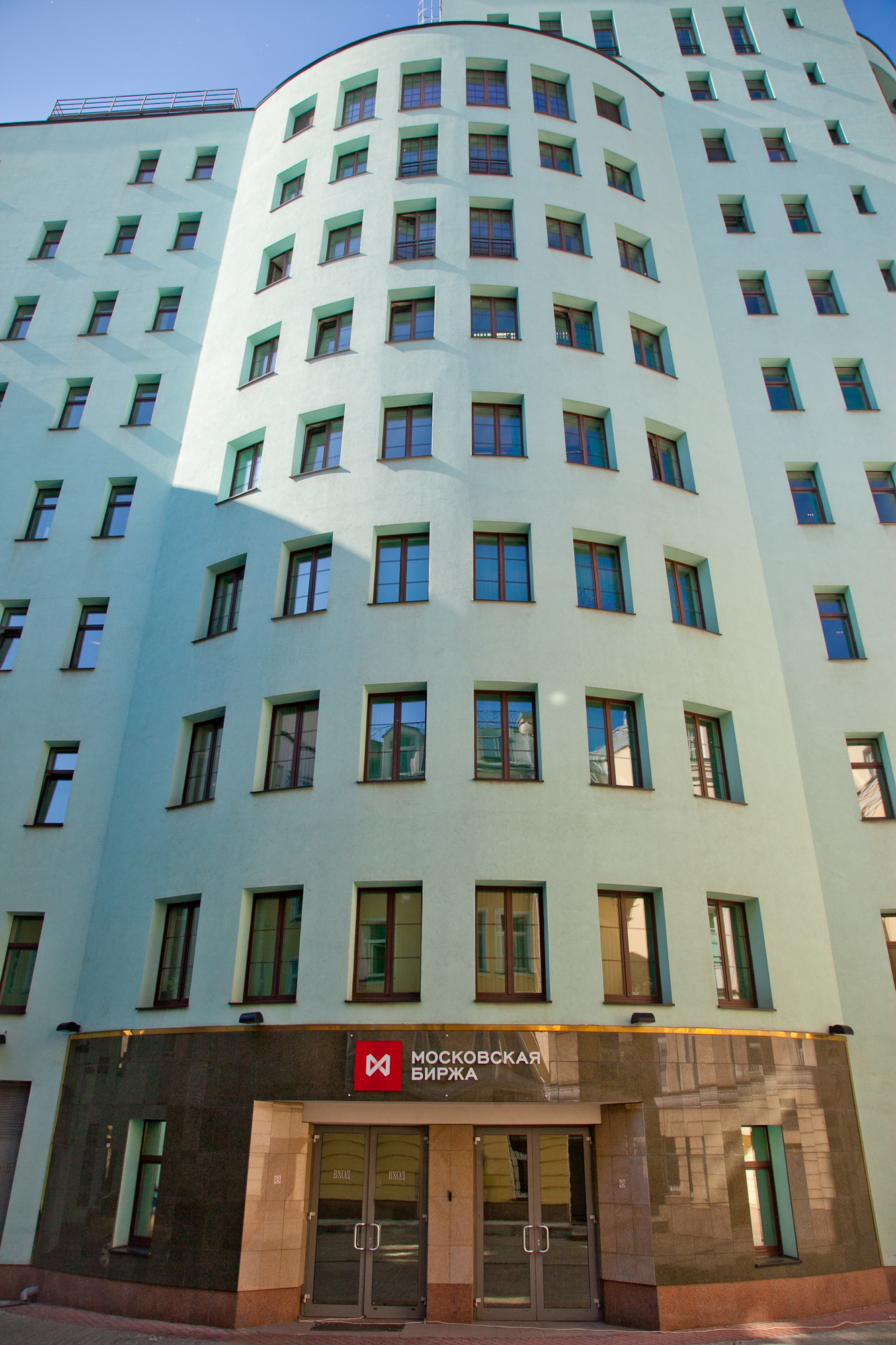
Московская биржа

В городе имеется сильная научная и технологическая база по производству оптико- и радиоэлектронных приборов, авиационной и космической аппаратуры, высокоточных механических приборов.
Москва является крупнейшим в стране инженерным центром, здесь проектируется значительная часть российской продукции (особенно авиационной, космической, ядерной и вооружения), разрабатываются технологии её изготовления, исследуются материалы.
Оборот розничной торговли в 2007 году составил 2040,3 млрд руб. (рост по отношению к 2006 году — 5,1 %), оборот оптовой торговли, в свою очередь, составил 7843,2 млрд руб. (рост к 2006 году — 22,3 %), объём платных услуг населению — 815,85 млрд руб. (это 24 % от объёма услуг по всей России).
По данным компании «Ernst & Young» за 2011 год, Москва занимает 7-е место среди европейских городов по инвестиционной привлекательности, причём её рейтинг растёт.
В городе работают шесть операторов сотовой связи, три из которых предоставляют услуги в стандартах GSM, UMTS (3G) и LTE («МТС», «МегаФон», «Билайн»); один в стандартах UMTS и LTE («Tele2»); оставшиеся два предоставляют беспроводной интернет в стандарте LTE («Yota» и «Скай Линк»), оба эти оператора не являются независимыми и принадлежат «МегаФону» и «Tele2» соответственно. На базе сетей некоторых из вышеперечисленных операторов работают виртуальные операторы.
По данным 2011 года журнала Forbes, Москва занимает 1‑е место среди городов мира по числу долларовых миллиардеров (79 человек). Журнал Foreign Policy поставил Москву в 2010 году на 25-е место глобальных городов, вносящих значительный вклад в развитие мировой цивилизации.
Тем не менее, по рассчитанному Росстатом в 2011 году индексу стоимости жизни Москва оказалась не самым дорогим городом России, «уступив» целому ряду сибирских и северных городов.
В 2012 году Москва заняла 1-е место в Рейтинге качества городской среды, составленном Министерством регионального развития РФ, Российским союзом инженеров, Федеральным агентством по строительству и жилищно-коммунальному хозяйству, Федеральной службой по надзору в сфере защиты прав потребителей и благополучия человека, а также Московским государственным университетом.
В 2018 году Москва приняла 12 матчей Чемпионата мира по футболу, что стало дополнительным драйвером экономики инфраструктуры. В 2018 году предприятия малого и среднего бизнеса пополнили бюджет Москвы на 473 млрд рублей. С 2015 года общий объём налоговых поступлений от них увеличился на 46 %. По мнению мэра Москвы Сергея Собянина рост малого бизнеса вызван тем, что в Москве создана необходимая для него инфраструктура: доступная аренда помещений и недорогой интернет.
В середине 2021 года Москва заняла 397-ю строчку в рейтинге самых дорогих городов для жизни по данным исследования агентства Numbeo. В 2022 году она поднялась на 287-ю строчку.
В 2022 году по стоимости проживания в рейтинге Economist Intelligence Unit Москва заняла 37-е место.

## Транспорт
Москва — крупнейший транспортный узел страны. Город находится в самом центре паутины железных дорог и федеральных автомагистралей. Объём пассажирских перевозок в Московском транспортном узле по оценке на 2013 год составляет 11,5 млрд человек. Внутри города развиты многие виды общественного транспорта, с 1935 года работает метрополитен; общественным транспортном осуществляется 76 % пассажирских перевозок.

### Железнодорожный

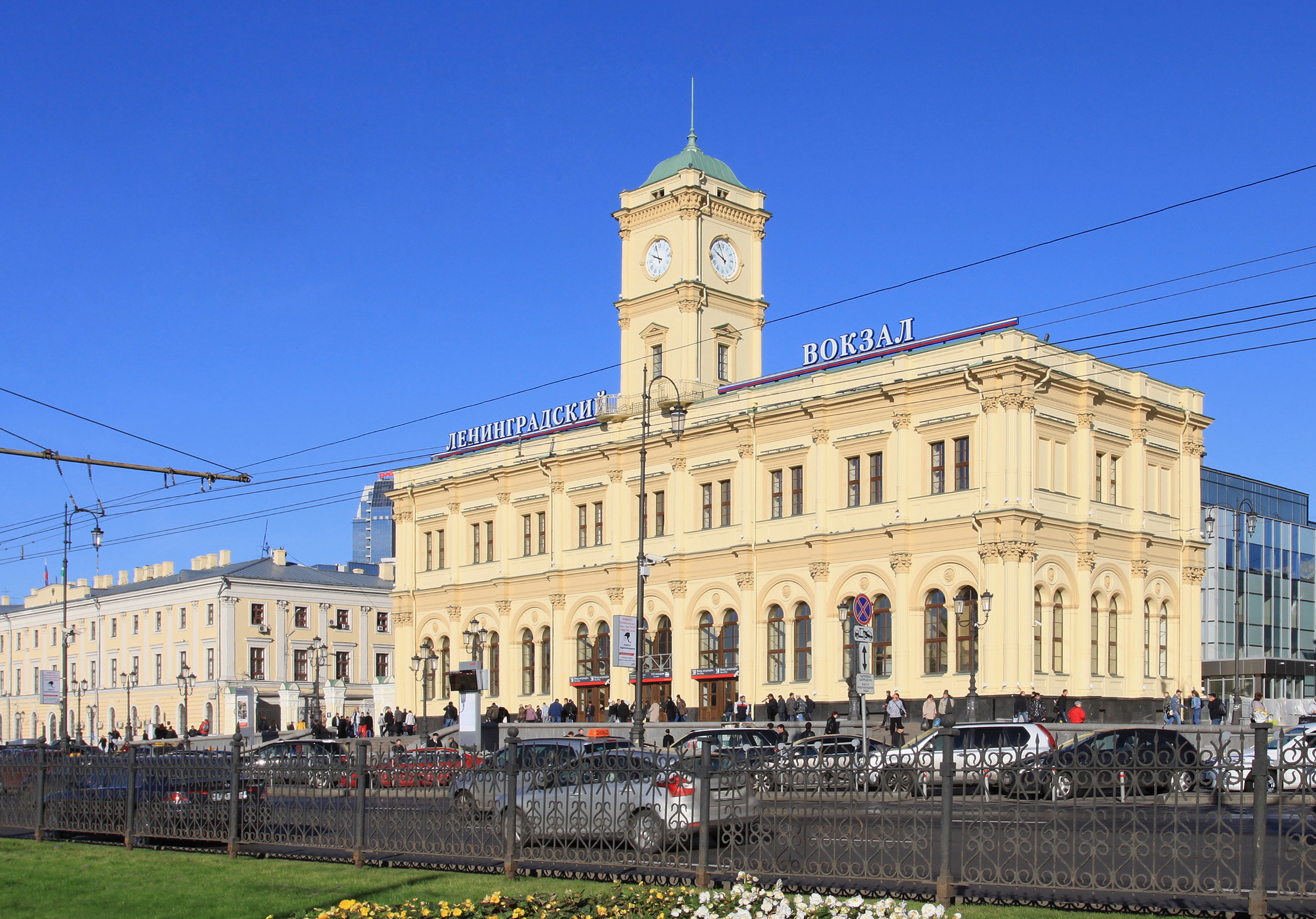
Ленинградский вокзал — старейший вокзал Москвы, был построен в 1849 году для обслуживания Николаевской железной дороги

Железнодорожная сеть в Москве представлена десятью основными направлениями с десятью вокзалами (с восьми вокзалов — Белорусского, Казанского, Курского, Киевского, Ленинградского, Павелецкого, Рижского и Ярославского — осуществляется как пригородное, так и дальнее сообщение; Савёловский вокзал обслуживает только пригородные перевозки, а Восточный — только дальние перевозки), Московской окружной железной дорогой, несколькими соединительными ветвями и рядом ответвлений, в основном однопутных, относительно небольшой длины, основная часть из которых полностью находится в черте города.
В 1990-е — 2000-е годы ряд железнодорожных веток, обслуживавших промышленные предприятия, был закрыт в связи с выводом этих предприятий из города или серьёзным сокращением объёмов производства.
Общая протяжённость железных дорог в пределах города — 394,7 км. Пригородные поезда, связывающие вокзалы Москвы с населёнными пунктами Московской и близлежащих областей, играют существенную роль и во внутригородских перевозках. Крупным проектом по развитию пассажирского железнодорожного сообщения в Москве стала организация на Малом кольце Московской железной дороги частично интегрированной с метрополитеном линии пассажирского железнодорожного транспорта, получившей название «Московское центральное кольцо». Новым подобным проектом, развивающим принцип интеграции железнодорожных перевозок с метрополитеном, являются Московские центральные диаметры, первые два из которых — Белорусско-Савёловский и Курско-Рижский открылись 21 ноября 2019 года, третий — Ленинградско-Казанский — открылся 17 августа 2023 года, четвёртый — Калужско-Нижегородский — открылся 9 сентября 2023 года. Соединение Ярославского и Павелецкого направлений на данный момент находится на стадии проектных работ.

### Воздушный

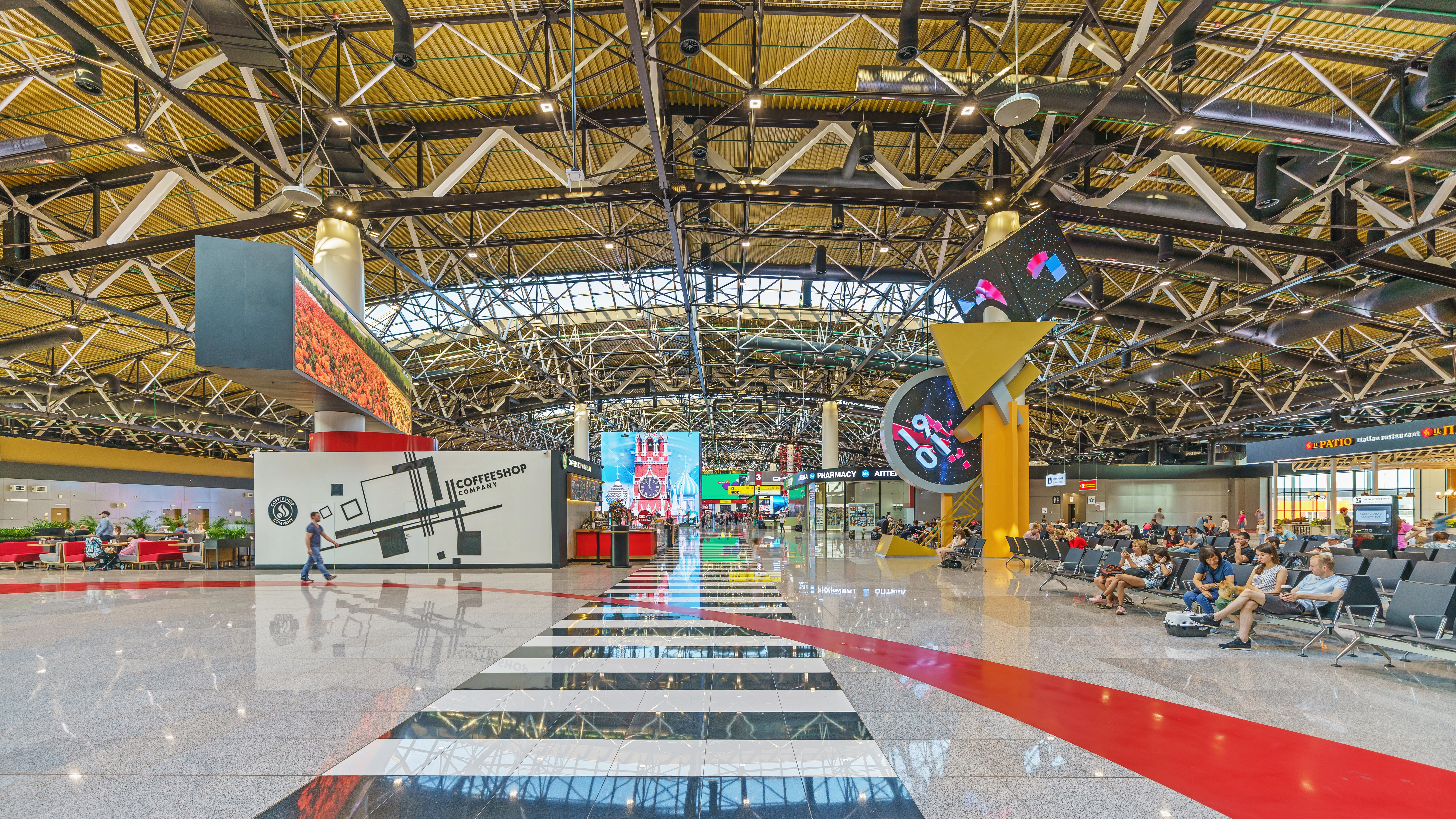
Терминал B аэропорта Шереметьево

На территории Москвы находятся международные аэропорты Внуково и Остафьево. Также жители и гости города пользуются услугами других международных аэропортов, расположенных на территории Московской области: Домодедово, Чкаловский, Шереметьево, Жуковский. В 1933—2010 годах воздушные суда гражданской авиации принимал аэропорт Быково, ныне используемый лишь как ведомственный вертолётный порт.
Добраться до аэропортов можно не только на автотранспорте, но и воспользовавшись экспрессами, отправляющимися с железнодорожных вокзалов: Киевского — до аэропорта Внуково, Белорусского — до аэропорта Шереметьево и Павелецкого — до аэропорта Домодедово.
В городе действовал аэровокзал в районе Ходынского поля, однако с начала XXI века он, фактически, утратил своё прямое назначение: его помещения были сданы арендаторам под торговые площади. В ноябре 2017 года бывшее здание аэровокзала было снесено.

### Автомобильный

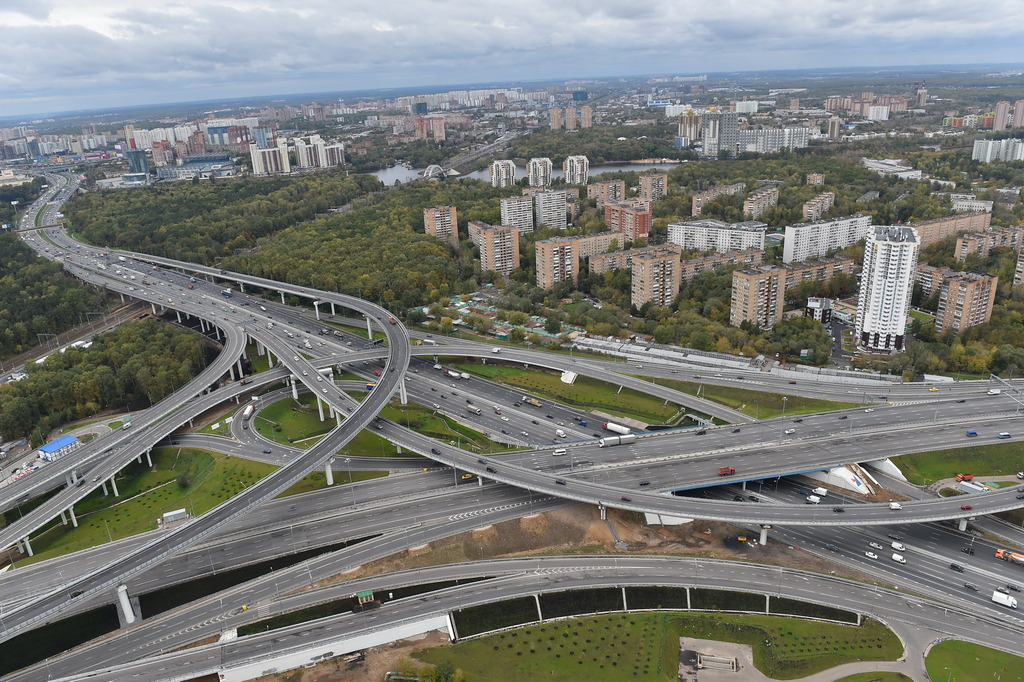
Бусиновская развязка на МКАД. Первая и на данный момент единственная в России пятиуровневая транспортная развязка

Москва является центром сети федеральных автомагистралей различных направлений, которые соединяют столицу с административными центрами субъектов Российской Федерации и городами сопредельных государств. В самой Москве имеется развитая транспортная инфраструктура, содержащая в частности три транспортных кольца: Садовое, Третье транспортное и Московская кольцевая автомобильная дорога (МКАД), планируется строительство Центральной кольцевой автомобильной дороги (ЦКАД) в Подмосковье для разгрузки города от транзитного транспортного потока.

#### Пробки
Начиная с 1990-х годов Москва столкнулась с острой транспортной проблемой. В Москве продолжается бурный рост автомобильного парка: если в 2000 году в городе насчитывалось 2,6 млн автомобилей, то 2012 году — уже 4,5 млн (свыше 380 автомобилей на 1000 жителей); ожидаемый показатель среднегодовой рост до 2020 года — 4 %. Увеличился также объём грузовых перевозок автомобильным транспортом в городе; в год через Москву перевозится около 10 млрд т грузов, из них около 4 млрд т приходится на транзитные грузоперевозки. Значительный рост автопарка привёл к возникновению большого количества дорожных заторов. Были приняты некоторые меры по сокращению числа пробок, такие как запрет на въезд в город большегрузных машин, строительство новых развязок и т. п. Автомобильные пробки влекут за собой огромные убытки. Росту пробок способствовали градостроительные ошибки. Правительство города предприняло ряд попыток разрешить проблему пробок путём дорожного строительства. Так, была реконструирована кольцевая автодорога, построено Третье транспортное кольцо, в 2008 году началось строительство Четвёртого кольца.
В 2016 году для увеличения скорости движения на дорогах была внедрена адаптивная система работы светофоров. Автоматическое переключение светофорных режимов зависит от загруженности трассы. Такие системы действуют на 4 магистралях: Пятницкое шоссе, улица Свободы, Шереметьевская улица и Алтуфьевское шоссе. К концу года количество магистралей с автоматической системой управления светофорами увеличилось до 20.
В 2017 году произошло сужение полос на Каширском шоссе от Пролетарского проспекта до улицы Борисовские пруды, это позволило сделать 5 полос, вместо 4. По данным Департамента транспорта Москвы, в апреле 2016 года в часы пик проходимость этого участка составляла 3,7 тысячи машин, после расширения увеличилась на 19 % (4,4 тысячи). Сужение произошло также на перекрёстке проспекта Вернадского и Тропарёвской улицы (интенсивность потока возросла на 15 % с 3,5 тысяч машин до 4,1 тысячи). Число полос увеличили на участке Липецкой улицы МКАД до Липецкого путепровода (проходимость увеличилась на 33 %). Изменения затронули также Каширское, Алтуфьевское, Воробьёвское, Бесединское шоссе, Волгоградский и Ленинградский проспекты, Большую Тульскую, Липецкую, Люблинскую и Широкую улицы, проезд Дежнёва. Создано несколько новых поворотов и разворотов для сокращения перепробегов.
С начала 2018 года на дорогах Северного административного округа и на МКАД заработали дополнительные информационные мониторы, транслирующие сообщения о загруженности дорог, ограничениях движения, установке новых камер фотовидеофиксации, необходимости соблюдения ПДД, расчётном времени пути до ближайших точек (до МКАД, Третьего транспортного кольца), угнанных автомобилях, погодных условиях.

#### Парковка

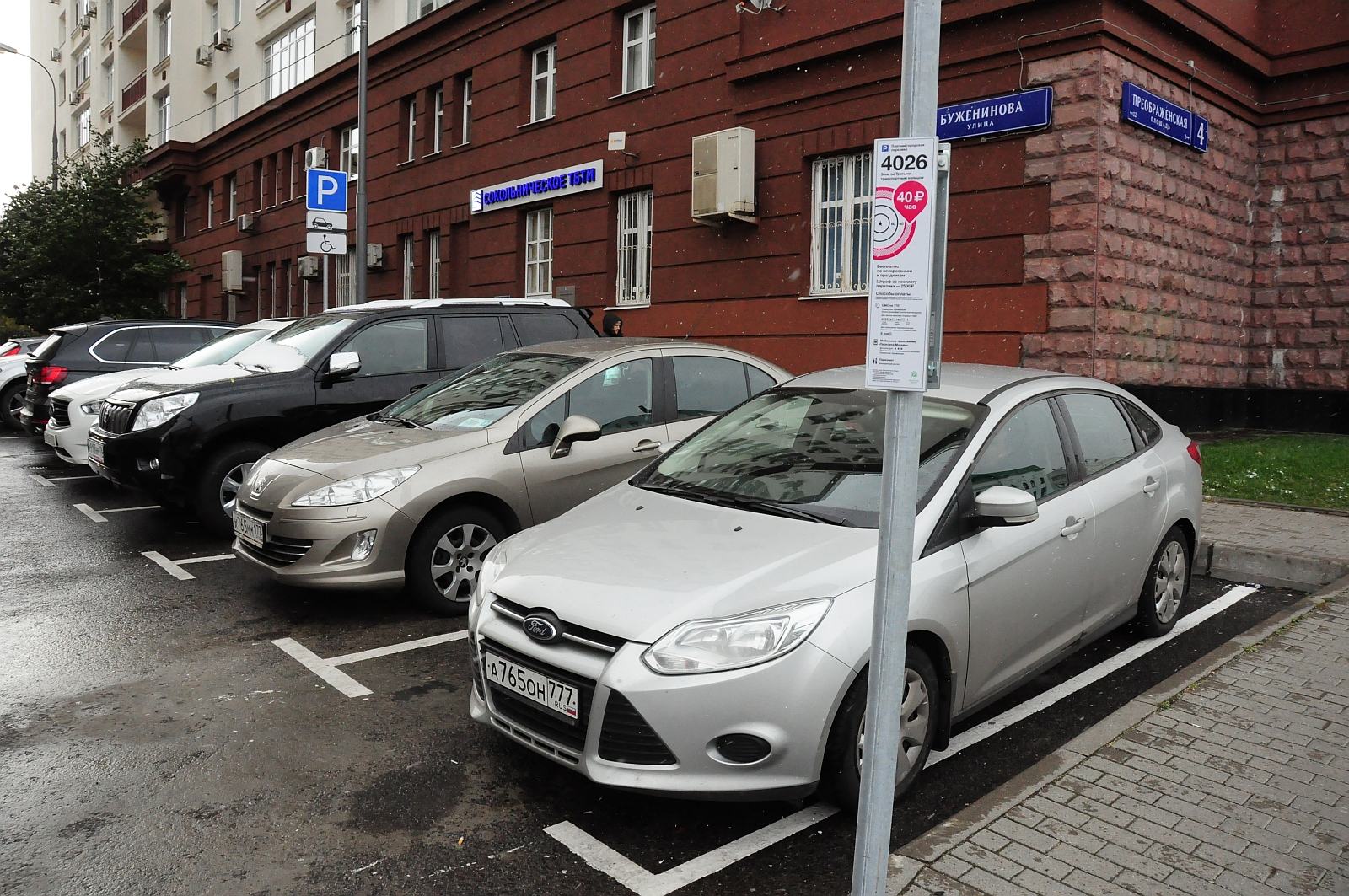
Парковка на улице Буженинова

Остаётся нерешённой проблема недостаточного количества парковок. В сентябре 2010 года руководитель Департамента транспорта и связи Василий Кичеджи сообщил, что «в городе существует 250 тысяч парковочных мест, в то время как в местах нуждаются 1,2 миллиона машин». Ранее были попытки введения платных парковок на городских улицах, однако 10 сентября 2008 года было принято решение, согласно которому автомобили можно парковать вдоль обочин бесплатно. Платными остались парковки на вокзалах, в аэропортах и в нескольких специально выделенных зонах городского центра. Для решения проблемы в жилых районах была организована программа «Народный гараж», однако её реализация затягивается.
В 2012 году к проекту организации платных парковок решено было вернуться, по мнению властей, решению транспортной проблемы способствует вводимое с июля 2012 года значительное повышение штрафов за нарушение правил парковки, ввод платы за парковку на улицах центральной части города. Учреждением, отвечающим за платные муниципальные парковки, стал ГКУ «Администратор московского парковочного пространства» (АМПП).
С 1 ноября 2012 года по 28 февраля 2013 года на улицах Петровка и Каретный Ряд, а также на прилегающих переулках были введены первые платные парковки. Плата за использование парковочного места за час составляла 50 рублей. Парковка во дворах была бесплатной. 1 июня 2013 года стали появляться платные парковки внутри Бульварного кольца. Цена парковки в этой зоне составляла 50 рублей. С 5 декабря 2013 года цена парковки внутри Бульварного кольца возросла до 80 рублей. С конца 2013 года зона платной парковки расширилась до Садового кольца, цена парковочного места в этой зоне составила 60 рублей в час.
С 1 июня 2014 года платные парковки появились в районе ММДЦ «Москва-Сити». В этой зоне в Москве впервые был применён прогрессивный тариф. Цена первых двух часов парковки составила 80 рублей, за каждый последующий час — 130 рублей. С августа 2014 года зона платного паркинга расширилась до Третьего транспортного кольца, включая придомовые территории (дворы). В зону расширения вошли улицы следующих районов: Пресненский, Арбат, Тверской, Дорогомилово и Хамовники.
С сентября 2014 года в центре Москвы было оборудовано 27 539 парковочных мест. На территории платных зон бесплатная парковка была разрешена многодетным семьям и инвалидам, а также мотоциклам и электромобилям.
25 декабря 2014 года внутри Третьего Транспортного кольца была организована новая зона платных парковок. Платная парковка появилась на 405 улицах в следующих районах: Хамовники, Тверской, Беговой, Хорошёвский, Аэропорт, Савёловский, Марьина Роща, Мещанский, Красносельский, Басманный, Таганский, Южнопортовый, Замоскворечье, Якиманка, Донской, Даниловский, Лефортово.
С 10 августа 2015 года на 75 улицах внутри Бульварного кольца был введён прогрессивный тариф на парковку. Для круглосуточной бесплатной парковки можно приобрести абонемент, а для жителей домов, которые живут в домах в зонах платной парковки, предусмотрены льготные условия.
В 2017 году нидерландская компания TomTom вручила Москве премию за организацию парковочного пространства по итогам ежегодного отчёта Traffic Index о воздействии заторов. После ввода современной системы управления парковками в городе время поиска парковочного места уменьшилось на 65 %. Согласно данным компании, в 2013 году Москва занимала первое место среди городов с самыми загруженными дорогами, в 2015 — пятое, а в 2016 столица заняла 13 позицию.

#### Каршеринг
В Москве действует система каршеринга — краткосрочная аренда автомобиля с поминутной или почасовой тарификацией. Каршеринг является альтернативой личному автомобилю, с помощью этого сервиса удаётся снизить плотность транспорта на дорогах и парковочном пространстве. По данным департамента транспорта, 1 автомобиль в системе каршеринга способен заменить 10 личных. Стоимость аренды автомобиля зависит от оператора, в среднем составляет 7-11 рублей за минуту. Преимущество каршеринга состоит в том, что не надо тратить средства на парковку, бензин, мойку автомобиля и его содержание. По состоянию на 2020 год в систему московского каршеринга входят 8 операторов: «Делимобиль», Youdrive, BelkaCar, Rentmee, Lifcar, «Карусель», Яндекс.Драйв, Matreshcar. Первый каршеринговый сервис в столице предложила в 2013 году компания «СитиКар», вышедшая под брендом Anytime. С 2017 года Департамент транспорта Москвы субсидирует каршеринговые компании.

### Наземный городской

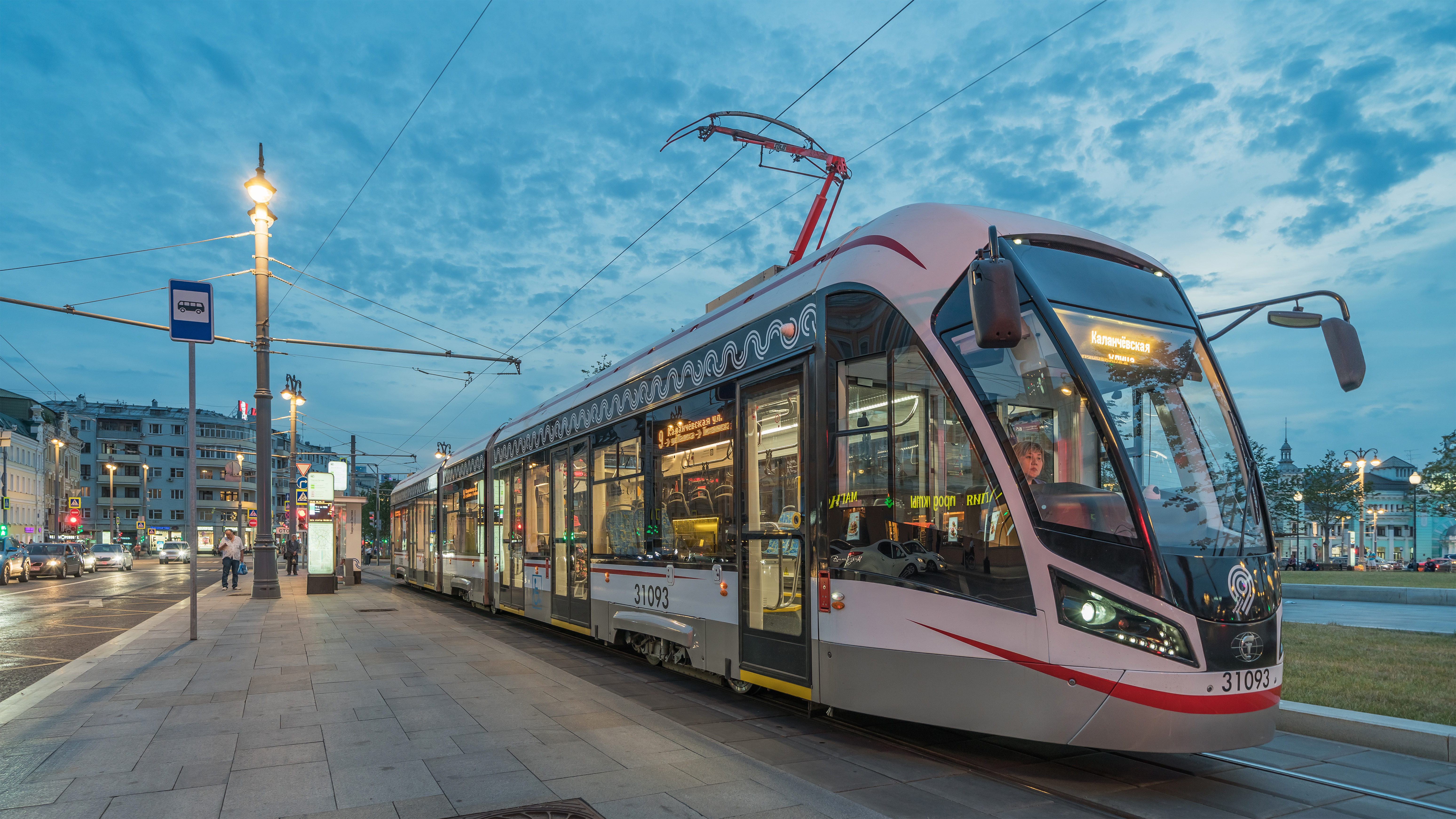
Трамвай «Витязь-М»

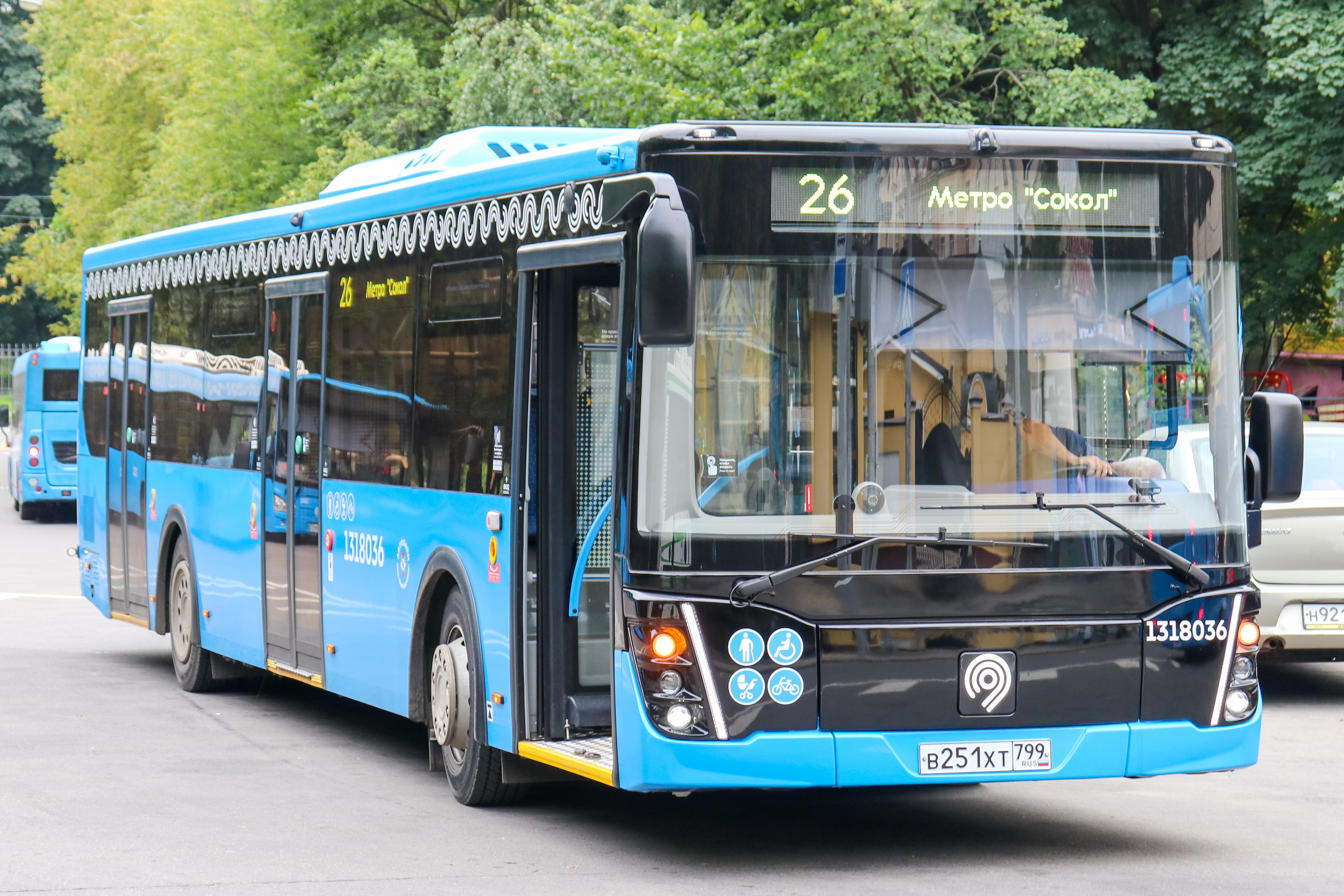
Автобус «ЛиАЗ-5292»

В Москве действует разветвлённая сеть уличного общественного транспорта: маршрутов автобусов, электробусов, трамваев, маршрутных такси, которые перевозят около 12 миллионов пассажиров ежедневно. Некоторые маршруты работают и в ночное время.
В начале XX века в Москве активно развивалась трамвайная сеть — в начале 1930-х годов она охватывала оба Бульварное и Садовое кольца и все соединяющие их улицы, были проложены линии и на окраины. После открытия в 1935 году первых линий метрополитена были сняты трамвайные линии, совпадающие с ними по направлению. Более радикальные изменения произошли в 1940-х годах, когда некоторые трамвайные маршруты были заменены на троллейбусные и убраны от Кремля. К 1960—1970-х годах были ликвидированы линии в западной части города и разорваны «трамвайные кольца». С начала 1980-х годов строительство новых линий почти не велось. Последней в 1981—82 годах была построена линия в Строгине. С середины 1990-х началась новая волна снятия трамвайных линий и закрытие депо, в основном прилегающих к центру. С 2010-х началось частичное восстановление некоторых линий.
До августа 2020 года в Москве действовала сеть троллейбусов, многие годы — крупнейшая в мире. Троллейбусный транспорт был частично заменён электробусами, частично — автобусами. Формальная причина закрытия — освобождение улиц от нависающей контактной сети, физический износ парка троллейбусов и моральное устаревание концепции троллейбусного транспорта. Сейчас в городе существует лишь один, музейный маршрут, растянувшийся от Комсомольской площади до Елоховской.
Общественный транспорт часто вынужден стоять в общих пробках, но на крупных магистралях создаются выделенные полосы. Первая выделенная полоса открыта в июле 2009 года на Волоколамском шоссе, в 2011 году на Щёлковском шоссе, Ярославском шоссе, проспекте Андропова и Ленинградском проспекте. По состоянию на июль 2020 года в эксплуатацию введено 65 выделенных полос общей протяжённостью 350,82 км. Происходит также обновление подвижного состава трамваев и автобусов — они становятся низкопольными для того, чтобы в них удобнее было проезжать инвалидам и людям с колясками. С 2014 года в наземном общественном транспорте разрешён провоз велосипедов.
8 октября 2016 года была официально запущена первая очередь маршрутной сети «Магистраль». Это программа оптимизации маршрутной сети общественного транспорта в центральных районах города. Маршруты сети «Магистраль» соединяют центр, проспекты и окраины Москвы. Большинство маршрутов — это изменённые существующие рейсы. Проект реализован Департаментом транспорта Москвы. 7 октября 2017 года запущена вторая (последняя) очередь «Магистрали». С начала 2017 года открыты выделенные полосы на Воздвиженке и на Сретенке, благодаря чему ускорилось движение по некоторым маршрутам сети. Пересадки стали более удобными: построен большой пересадочный узел на Славянской площади, стали появляться длинные пересадочные павильоны с персональными местами посадки для каждого маршрута, остановки оснащены зарядной станцией для гаджетов и бесплатным wi-fi, возле выходов из метро появились указатели остановок, на самих остановках — карты сети «Магистраль», которые подсвечиваются в тёмное время суток.
В ноябре 2017 года Департамент транспорта Москвы начал процесс оборудования наземного транспорта валидаторами с бесконтактной оплатой проезда. Для бесконтактной оплаты пассажиры могут воспользоваться банковскими картами, поддерживающими технологии PayPass и PayWave, а также смартфонами с функцией Google Pay, Apple Pay или Samsung Pay. При таком способе оплаты проезд составит 40 рублей, что на 15 рублей дешевле покупки транспортной карты у водителя. Число маршрутов, на которых можно оплатить проезд с помощью банковской карты постоянно растёт.

### Метрополитен

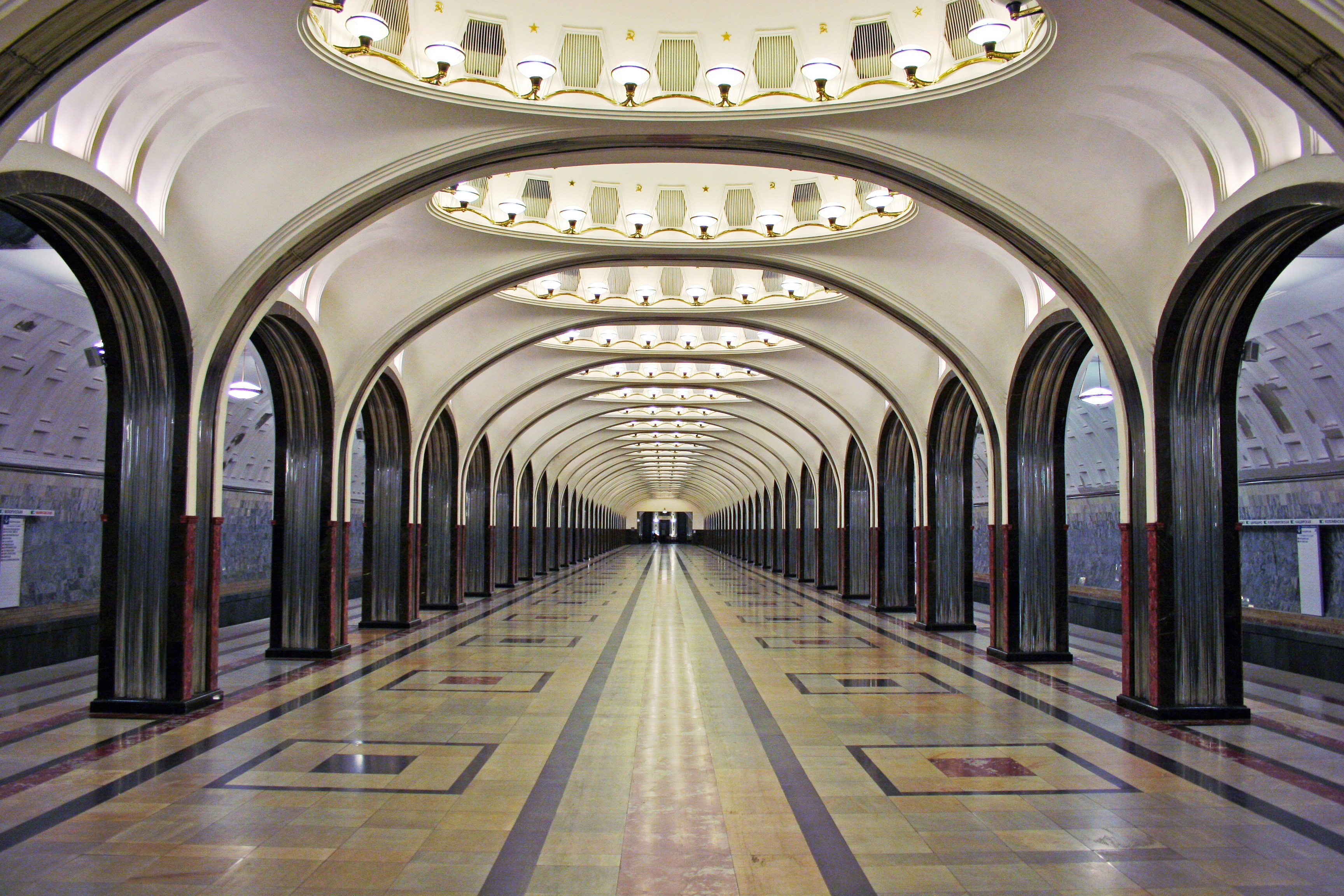
Станция «Маяковская» — первая в мире колонная станция глубокого заложения

С 15 мая 1935 года в Москве работает метрополитен, являющийся основным средством передвижения в пределах столицы. В среднем московское метро перевозит 6,498 млн пассажиров в день (по данным за 2016 год). Это шестая по годовому пассажиропотоку система метро в мире и первая в Европе. Общая протяжённость линий Московского метрополитена по состоянию на 2025 год— около 471,7 км; бо́льшая часть пути и станций находится под землёй. По протяжённости линий Московский метрополитен занимает четвёртое место в мире.
Всего по состоянию на февраль 2025 года в московском метро действует 271 станция и 15 линий (без учёта МЦК и МЦД). Многие станции метро являются памятниками архитектуры. Начиная с 2000-х годов линии метрополитена начали выходить за пределы МКАД. Первой таковой стала Серпуховско-Тимирязевская линия со станцией «Бульвар Дмитрия Донского».
Открытая в конце 2009 года станция «Мякинино» стала первой в Московском метрополитене, расположенной вне административно-территориальных границ Москвы (в г. Красногорске Московской области), и, в связи с финансированием правительством Московской области и частными капиталовложениями — компанией «Crocus Group» Араза Агаларова не принадлежит ГУП «Московский метрополитен», также не находясь в подчинении правительства Москвы. Позже, в 2015 году, в Московской области была открыта станция «Котельники» с выходами в три населённых пункта агломерации: район Выхино-Жулебино (ЮВАО), а также города Котельники и Люберцы, что, возможно, является мировым прецедентом.
С 14 октября 2013 года в Московском метрополитене функционирует Центр обеспечения мобильности для оказания помощи гражданам с ограниченными возможностями в передвижении (маломобильные граждане с нарушениями слуха, зрения, функций опорно-двигательного аппарата, граждане социальных категорий, а также организованные группы пассажиров (в том числе детские группы до 11 лет). Сопровождение осуществляется по всему маршруту следования (вход на станцию, передвижение в лифте, по лестницам, эскалаторам и платформам станций, в вагонах поездов, на выходе со станции).
В 2018 году Московский метрополитен совместно с АО «Москва Медиа» и Департаментом транспорта и развития дорожно-транспортной инфраструктуры Москвы запустили систему онлайн-информирования пассажиров с помощью экранов, установленных в вагонах поездов. На экраны выводится информация об изменениях в работе общественного транспорта, в случае нештатной ситуации появляется сообщение на ярком жёлтом фоне и алгоритм действий пассажиров в каждом конкретном случае. К сентябрю 2018 года планируется оснастить 1896 вагонов 8720 экранами. К чемпионату мира по футболу 2018 в Московском метрополитене и на МЦК провели масштабную программу по обновлению навигации. Специальными значками отмечены стадион «Спартак» и Большая спортивная арена «Лужников», место проведения фестиваля болельщиков и городской билетный центр. В мае 2018 года в метрополитене появились карта «Тройка» и брелоки с функцией «Тройка», дизайн которых посвящён чемпионату мира: российский триколор и залетающий в ворота футбольный мяч.

#### Монорельс
С 2004 по 2025 год работала монорельсовая дорога (обозначалась порядковым номером 13), эксплуатация которой велась силами ГУП «Московский метрополитен».

#### Московское центральное кольцо
10 сентября 2016 года открылось пассажирское движение по Московскому центральному кольцу (МК МЖД), которое с 1934 года использовалось только для грузовых и транзитных перевозок. Линия является железнодорожным кольцом, состоящим из 31 станции, но позиционируется как полноценная 14 линия метрополитена. Характер движения на Московском центральном кольце представляет собой городскую электричку, частично интегрированную с Московским метрополитеном (пересадки и система оплаты проезда). Также Московское центральное кольцо интегрируют с пригородными направлениями поездов, для чего некоторые железнодорожные станции переносят непосредственно к станциям МЦК.

#### Большая кольцевая линия
26 февраля 2018 года состоялось открытие первой (северо-западной) части Большой кольцевой линии — второй подземной кольцевой Московского метрополитена. Линия была замкнута в кольцо 1 марта 2023 года.
С 2018 года ведутся работы по строительству транспортно-пересадочных узлов (ТПУ) на Большой кольцевой линии. Всего планируется построить 22 ТПУ.

### Речной транспорт

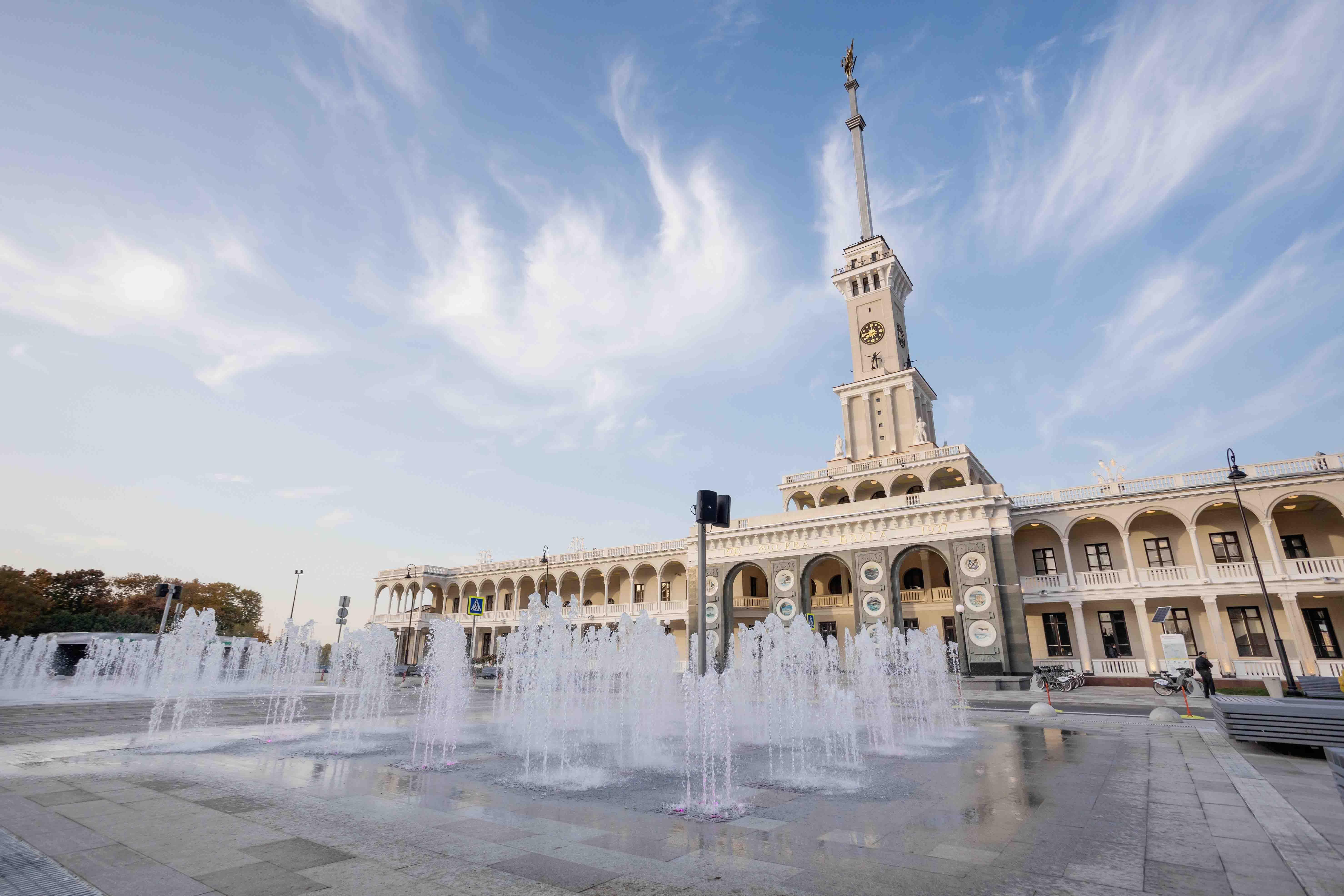
Северный речной вокзал

Благодаря системе каналов, построенных в составе Великих строек коммунизма, Москва с советских времён была известна как «порт пяти морей» — Балтийского, Белого, Каспийского, Азовского и Чёрного. Хотя в Чёрное море из Москвы по водному пути можно попасть только через Азовское море. Так как Волга впадает в Каспийское море, а Москва-река приток Оки (правого притока Волги), то открыт путь к Каспийскому морю. Благодаря Волго-Донскому каналу открывается выход к Азовскому морю. Через Канал имени Москвы можно добраться до Рыбинского водохранилища, а оттуда через систему каналов либо по Волго-Балтийскому водному пути в Балтийское море, либо по Северо-Двинской водной системе в Белое. От Северного и Южного речных вокзалов ходят круизные теплоходы, соединяющие Москву с Санкт-Петербургом, Астраханью, Ростовом-на-Дону и другими городами России. В период навигации на Москве-реке работают несколько маршрутов речного трамвая.
Грузовые причалы имеются в Северном, Западном и Южном речных портах. Грузовые речные перевозки по Москве-реке в основном обеспечивают доставку различных насыпных грузов строительного характера; в Южном порту имеется крупный контейнерный терминал.

### Велосипедный транспорт
По статистике, в Москве более 3,5 миллиона велосипедов. Однако первая велодорожка появилась в столице только в 2011 году. К 2013 году протяжённость велотрасс достигла 100 километров, включая в себя многокилометровые маршруты такие как от улицы Барклая через парк «Фили» до станции метро «Крылатское» (8 км) и от парка «Музеон» до Парка Победы (16 км). Летом работают городские велопрокатные станции, спонсируемые «Банком Москвы», а также частные прокатные службы. Единый городской велопрокат начал работу в Москве в 2013 году. Тогда было организовано 79 точек на Бульварном кольце и на Фрунзенской набережной. Ежегодно до 2019 года к сети добавляется по 50 новых станций и 500 велосипедов. По состоянию на 2018 год, в Москве работает 430 станций, на которых размещено 4,3 тысячи велосипедов и 260 электробайков. Новые велосипедные дорожки планируется проложить на территории возле Чёрного озера в районе Некрасовка. Общая протяжённость веломаршрута вокруг озера составит около 5 километров.

## Общество

### Религия

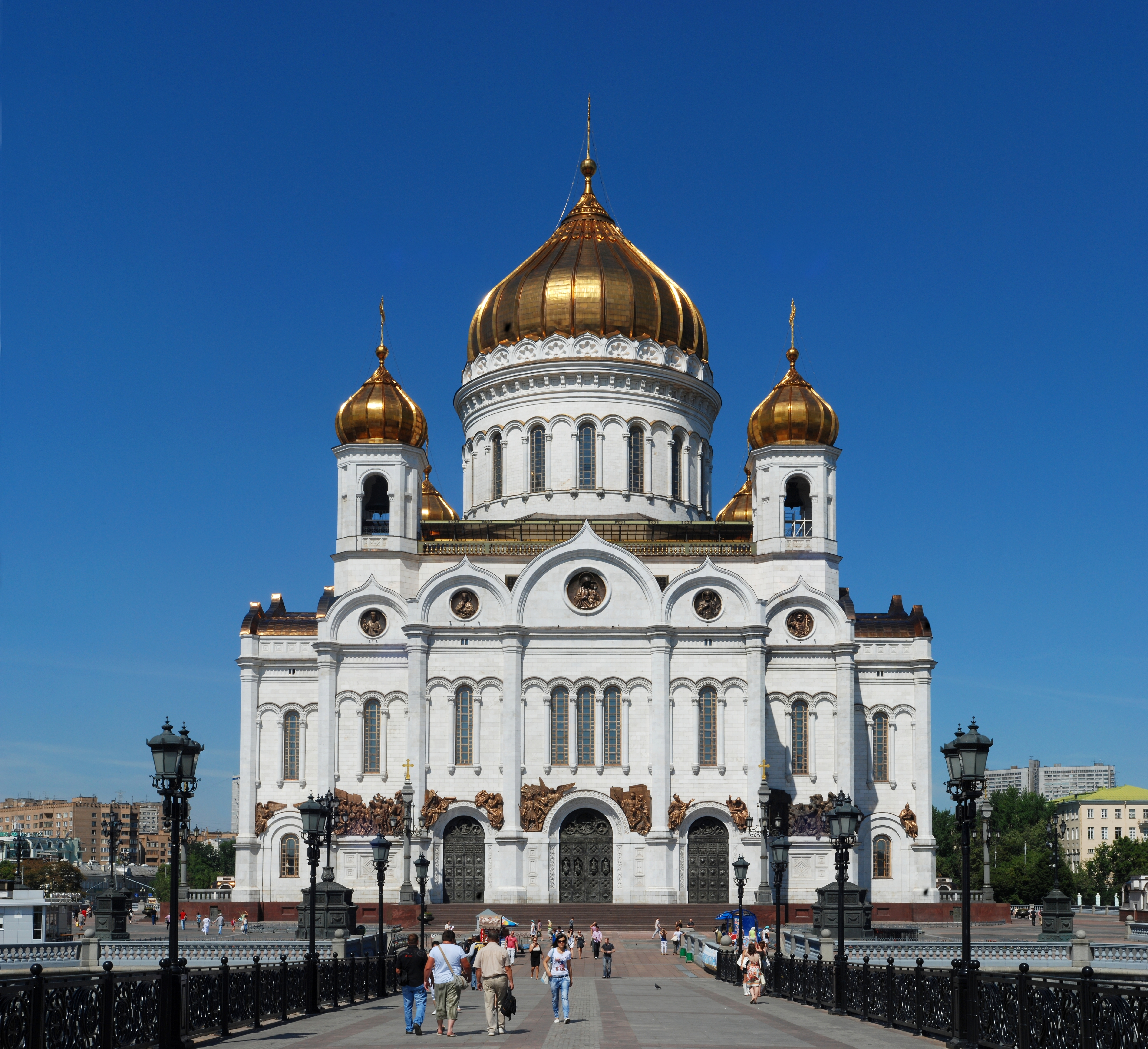
Храм Христа Спасителя

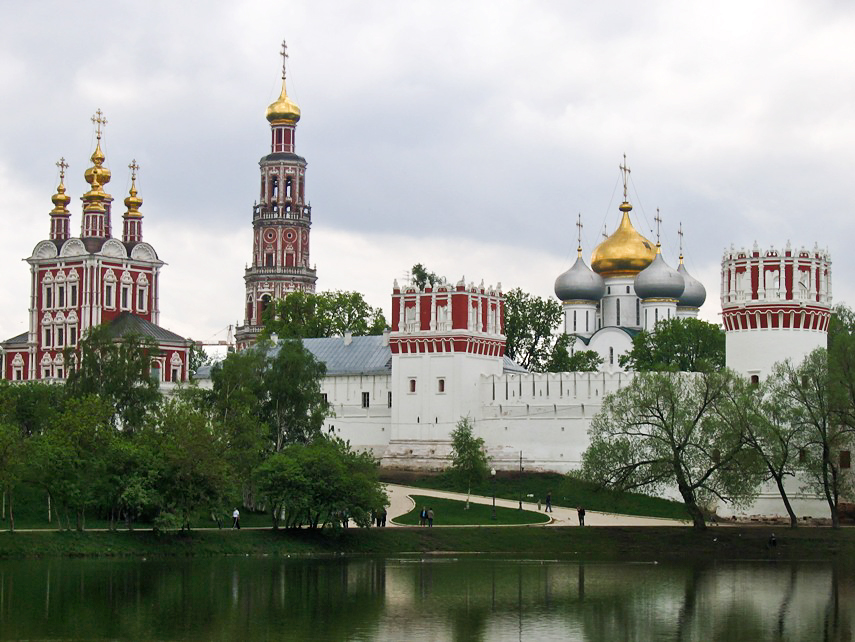
Вид на Новодевичий монастырь

Москва — центр Русской православной церкви, Русской православной старообрядческой церкви, Русской древлеправославной церкви, Российского союза евангельских христиан-баптистов и других деноминаций.
В Москве представлены все основные мировые религии. Официально в городе зарегистрировано более 1000 религиозных объединений и организаций, представляющих более 50 различных вероисповедных направлений.
Крупнейшей из религиозных организаций является Русская православная церковь (Московский патриархат) — она включает в себя около 500 объединений и организаций, 711 православных храмов и часовен, 6 мужских и 6 женских монастырей, входящих в состав Московской городской епархии. Действующими являются 645 храмов и часовен — самый крупный — Храм Христа Спасителя — главный кафедральный собор России, также 45 храмов и часовен находятся на стадии строительства. По информации журнала «Власть», на ноябрь 2010 года в Москве было открыто 253 общедоступных православных храма.
В городе действуют старообрядческие православные объединения и организации, которых насчитывается около 10 (крупнейшая — Русская православная старообрядческая церковь), богослужения которых совершаются в 13 храмах и часовнях.
Ислам представляют 25 объединений и организаций, богослужение проводится в 4 мечетях, крупнейшей из которых является Московская соборная мечеть.
Также в Москве представлены иудаизм (21 объединение и организация, 5 синагог); буддизм — 16 объединений и организаций, 4 культовых помещения, строится 1 храм; Армянская апостольская церковь — 3 объединения и организации, 2 храма, строится 2 храма; католицизм — 12 объединений и организаций, 3 храма; лютеранство — 10 объединений и организаций, 3 храма; протестантизм — около 260 объединений и организаций, 42 молитвенных дома; прочие религиозные направления — около 15 культовых объектов.
Кроме того, в Москве насчитывается 45 религиозных центров, 10 духовных учебных заведений и столько же монастырей.

### Преступность
|      | Кражи | Грабежи | Мошенничества | Разбои | Незаконный оборот наркотиков | Нанесение тяжкого вреда здоровью | Убийства и покушения | Всего |
| ---- | ----- | ------- | ------------- | ------ | ---------------------------- | -------------------------------- | -------------------- | ----- |
| 2014 | 93,6  | 9,2     | 21,6          | 2,0    | 20,8                         | 1,1                              | 0,3                  | 148,6 |
| 2015 | 103,7 | 9,0     | 21,5          | 1,9    | 19,7                         | 1,0                              | 0,3                  | 157,1 |
| 2016 | 89,2  | 6,9     | 25,8          | 1,4    | 16,2                         | 0,9                              | 0,3                  | 140,7 |

Число зарегистрированных убийств и покушений за 2006 год в Москве на каждые 100 000 человек постоянного населения составляет 11,4, тогда как в среднем по стране этот показатель равен 20 зарегистрированным убийствам в год на каждые 100 000 человек постоянного населения. Отмечены случаи рабства.
В 2007 году процент раскрываемости тяжких и особо тяжких преступлений составил 36,8 %. Это худший показатель по России после Санкт-Петербурга (25,5 %). По итогам 2016 года раскрываемость убийств составила 84,5 %, раскрываемость изнасилований достигла 95,3 %. В целом же уровень преступности в Москве остаётся высоким, хотя и сократился на 23,5 %. В периоде с января по август 2017 года в Москве зарегистрировано более 90 тысяч преступлений, что является самым высоким показателем не только в ЦФО, но и во всей стране. За тот же период было зарегистрировано более 26 тысяч тяжких и особо тяжких преступлений, из них раскрыты не более 10,5 тысяч. Для сравнения: за тот же период в Республике Дагестан зарегистрировано 2,5 тысяч тяжких и особо тяжких преступлений, из них раскрыто чуть более 2 тысяч.

### Здравоохранение
В Москве насчитывается 1857 больничных и амбулаторно-поликлинических учреждений. Из них в городе функционируют свыше 250 клинических больниц и больниц скорой помощи. Также в городе насчитывается 64 стоматологических поликлиники, 19 родильных домов, около 20 домов ребёнка. В Москве действует сеть из более чем 1700 амбулаторно-поликлинических учреждений, в том числе 256 детских. В городском подчинении на начало 2022 года была 61 больница, включая 10 детских. Общее количество врачей всех специальностей в Москве в начале 2021 года составляло примерно 89 тысяч человек, помимо них в городе насчитывалось более 114 тысяч представителей среднего медицинского персонала.
По официальным данным, средняя продолжительность жизни в 2015 году составляла 76,8 года. В 2016 году показатель вырос до 77 лет, предполагается, что в 2018 году он составит 78 лет.
| Год  | Доля прошедших диспансеризацию за последние 2 года | Доля прошедших диспансеризацию за последние 2 года | Доля ведущих ЗОЖ | Доля ведущих ЗОЖ | Ист.    |
| Год  | Мужчины                                            | Женщины                                            | Мужчины          | Женщины          | Ист.    |
| ---- | -------------------------------------------------- | -------------------------------------------------- | ---------------- | ---------------- | ------- |
| 2021 | 32,9                                               | 42,8                                               |                  |                  | [ 278 ] |
| 2022 | 38,8                                               | 48,7                                               | 4                | 5,9              | [ 278 ] |

### Кладбища
С ростом и развитием города территория ряда кладбищ была сокращена, а некоторые были уничтожены. В черте города находятся 63 действующих кладбища и три крематория: Митинский на территории Митинского кладбища, Николо-Архангельский рядом с Николо-Архангельским кладбищем и Хованский на Хованском кладбище.

## Культура

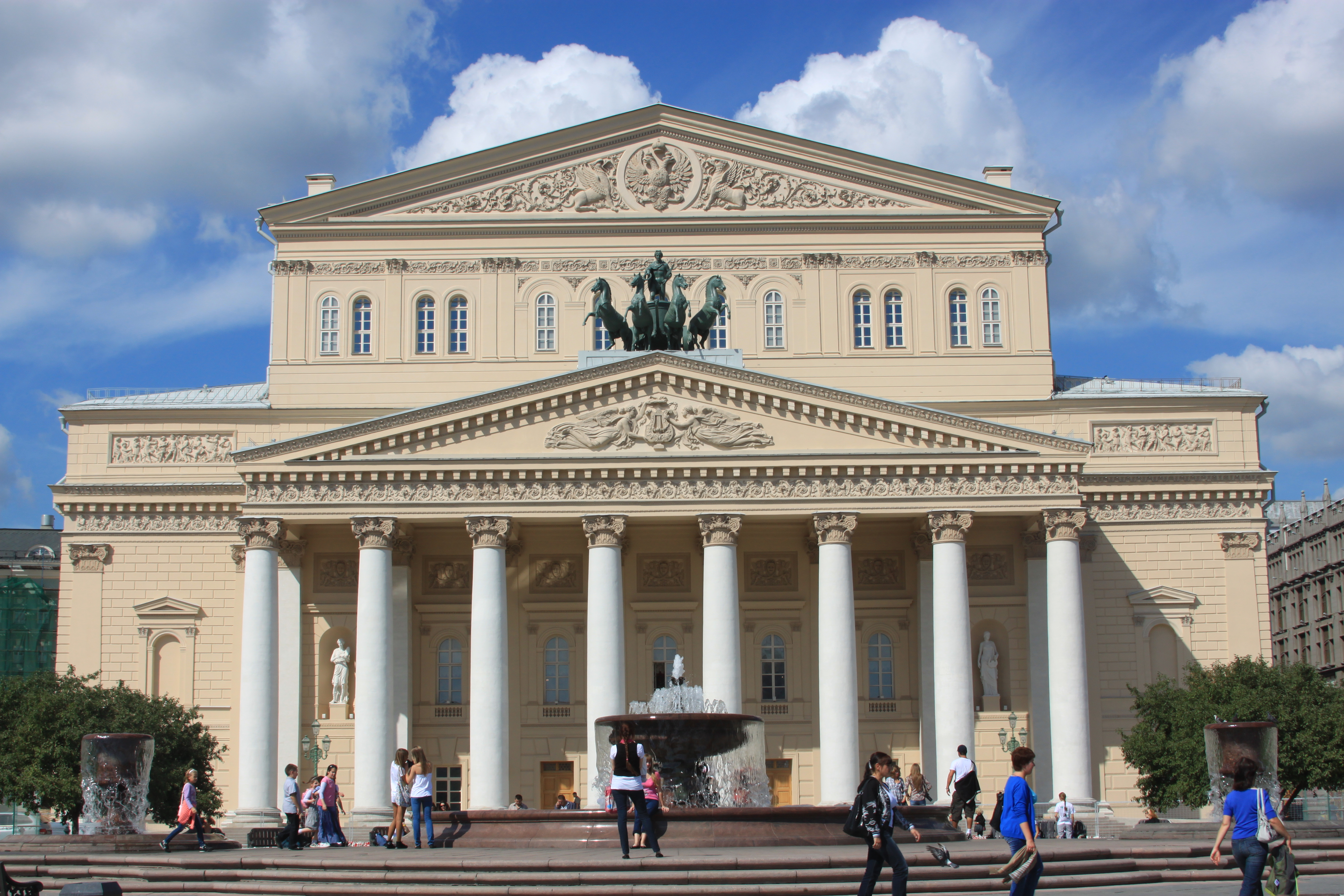
Большой театр

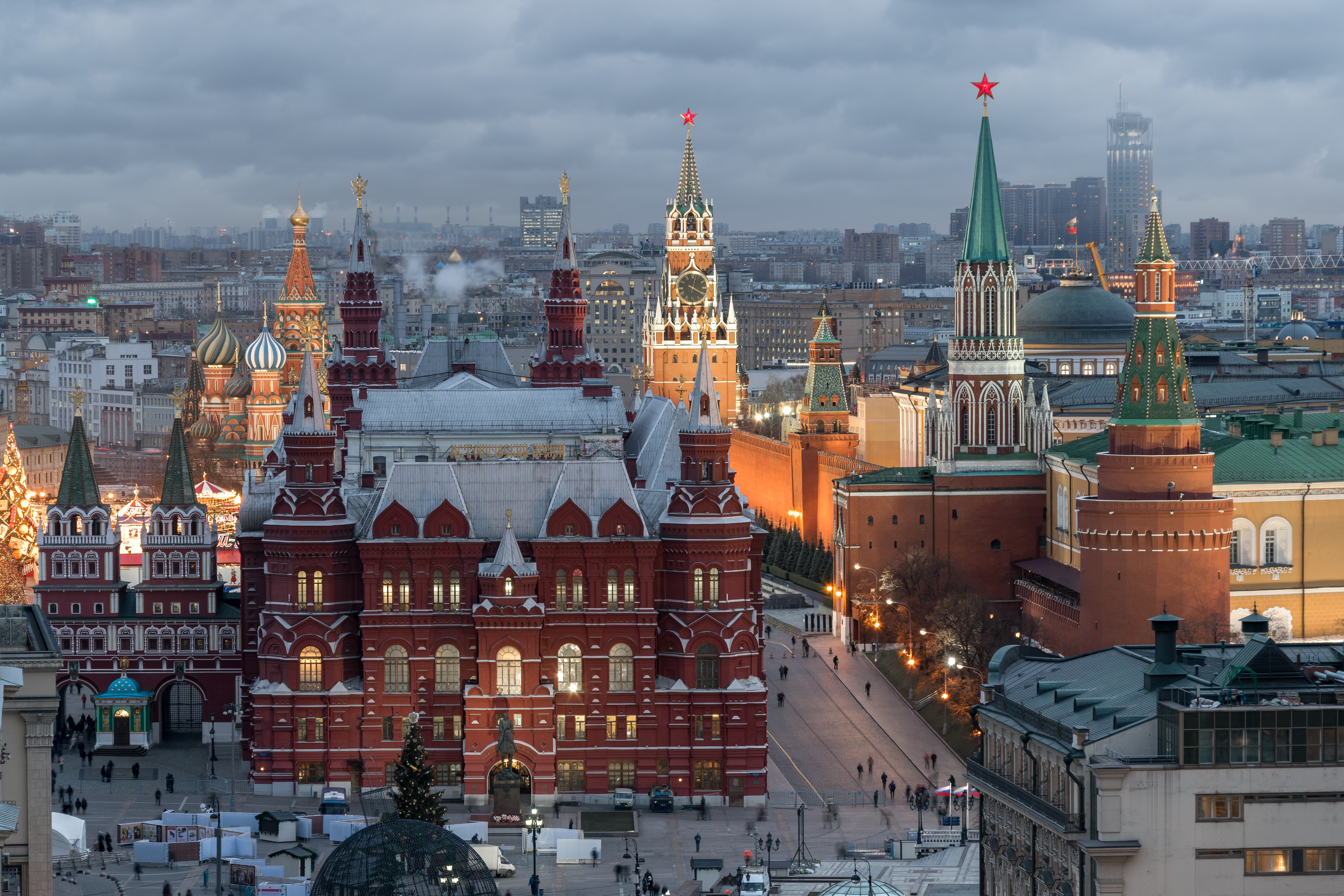
Вид на Государственный исторический музей со стороны Манежной площади

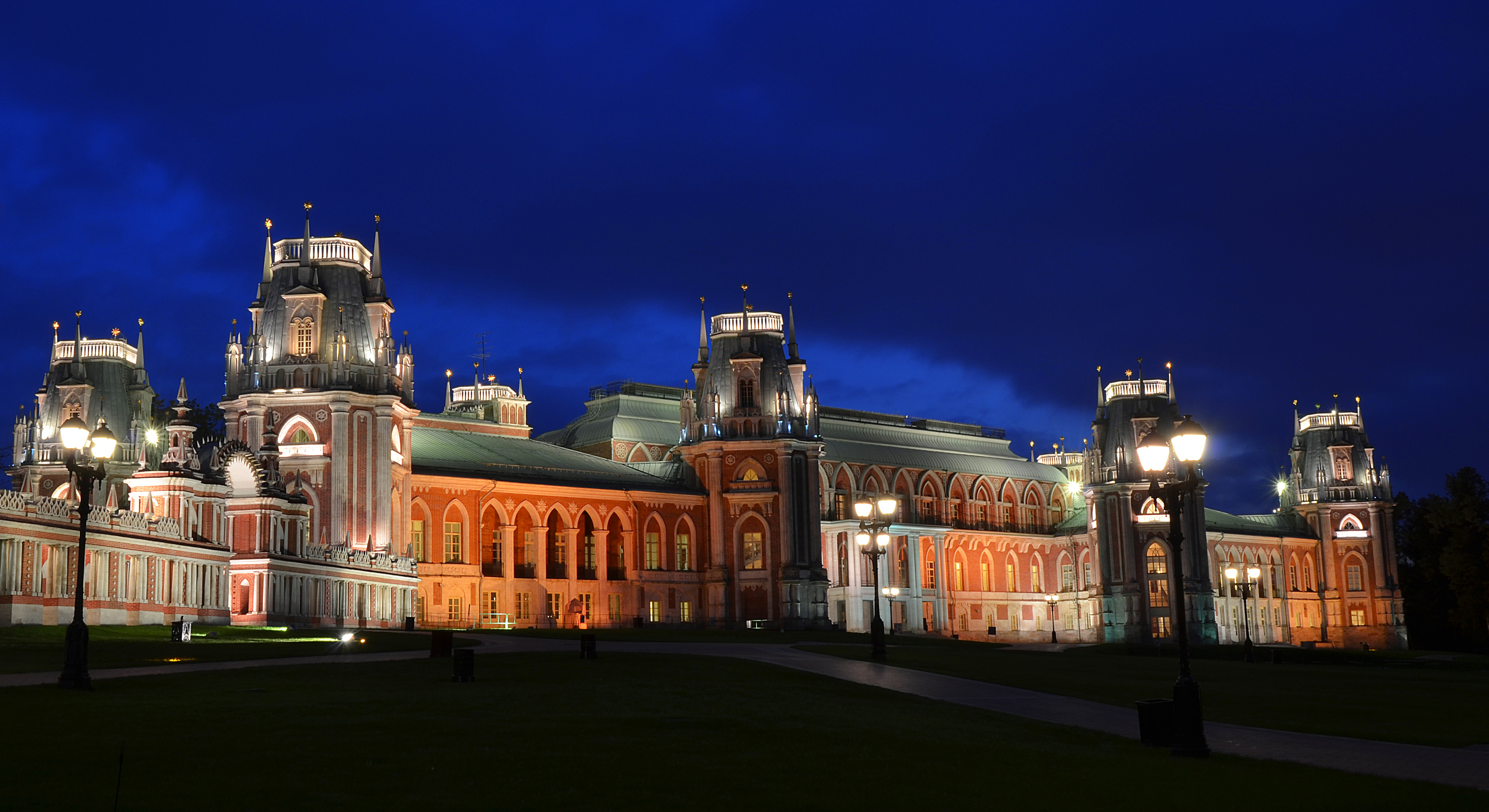
Большой дворец в Царицыно ночью

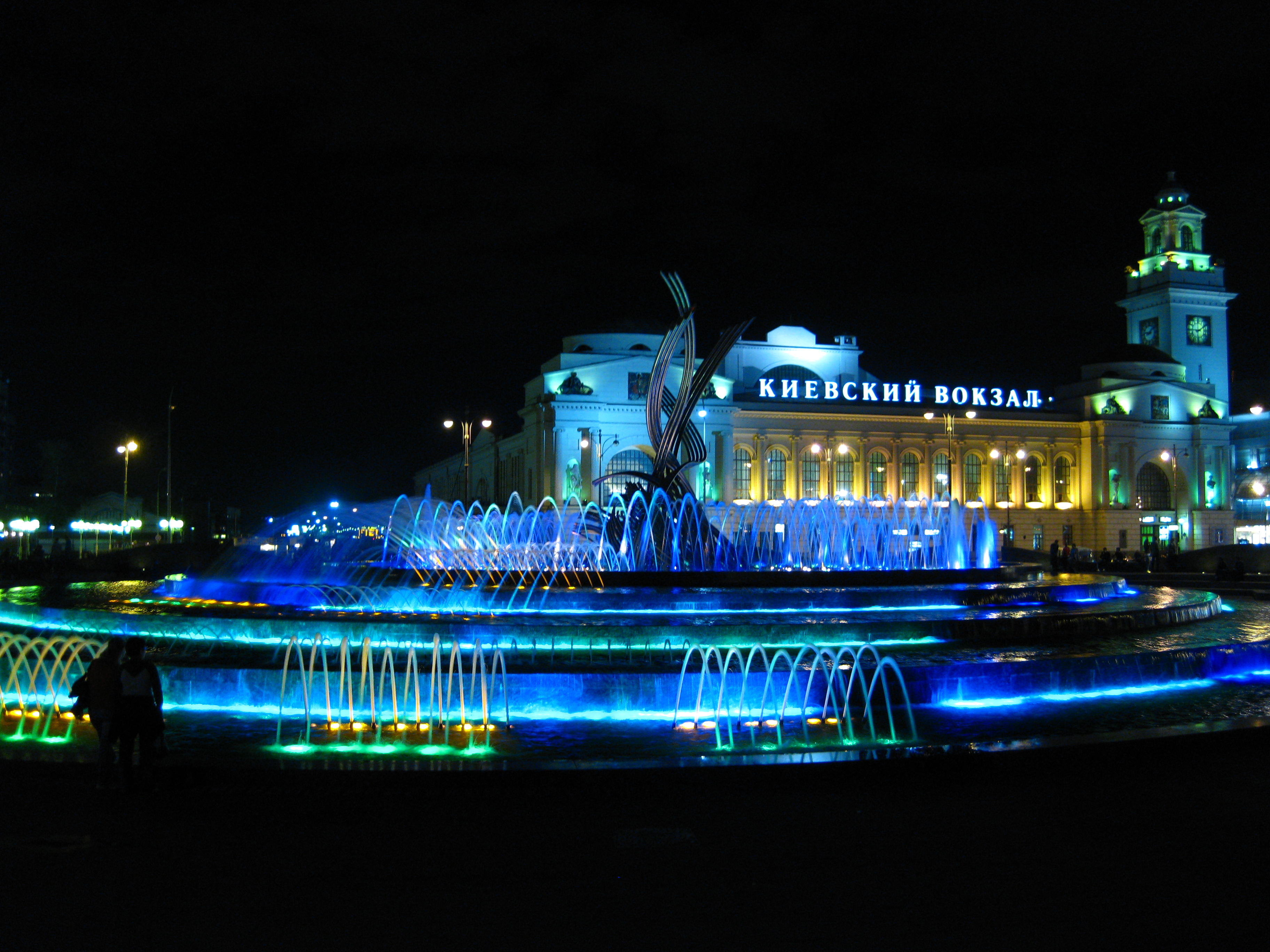
Фонтан на Площади Европы ночью

Москва — крупный культурный и туристический центр Европы и мира, московский регион имеет один из богатейших в России историко-культурных потенциалов. В Москве много интересных мест — это как различные историко-культурные и архитектурные памятники, так и современная развлекательная инфраструктура.
Современная Москва насчитывает более 100 театров. Наиболее известные из них — Большой театр, Малый театр, МХТ им. Чехова, «Современник», Ленком, Театр на Таганке, Театр Петра Фоменко.
В городе имеется более 60 музеев. При участии Московского государственного университета в Москве были открыты Политехнический, Исторический, Зоологический музеи, музей антропологии, музей изобразительных искусств имени А. С. Пушкина, Ботанический и Зоологический сады (Московский зоопарк). Среди множества музеев столицы также следует отметить Третьяковскую галерею, основанную русским меценатом, чьё имя навсегда запечатлено в названии музея. Имеются крупные выставочные пространства (Центральный дом художника, выставочный зал «Манеж» и др.). 
Помимо государственных музеев в Москве действует множество частных художественных галерей, многие из которых специализируются на современном искусстве.
В Москве работает несколько крупных сетей кинотеатров (в общей сложности более 100 кинозалов), в прокате которых имеются российские и зарубежные кинофильмы. Многие кинотеатры представляют собой мультикомплексы, позволяющие одновременно показывать несколько фильмов на разных экранах.
В Москве расположены многие крупные киностудии: «Мосфильм», Киностудия имени М. Горького, «Союзмультфильм» и другие. Ежегодно проходит Московский международный кинофестиваль.
В городе действует более 400 библиотек, включая национальную Российскую государственную библиотеку.
В Москве расположено много различных ночных заведений — клубов, баров, ресторанов, варьете. Так, по данным сайта «Афиша», на 2011 год в столице насчитывается не менее 400 клубов. Основные заведения концентрируются внутри Бульварного кольца, вдоль Тверской улицы, в районе Остоженки, Нового Арбата, Кутузовского проспекта и других.
В Москве работают 9 заведений, удостоенные Звёзд «Мишлен» — одной из высших кулинарных наград в мире.
Примыкающий к Тверской Театральный проезд в районе Китай-города — место расположения большого числа бутиков.
До 1 июля 2009 года (даты вступления в силу законодательства об ограничении игорного бизнеса) в Москве работало большое число казино, игровых клубов.
В Москве масса возможностей для детского досуга. Самые известные места, которые москвичи и гости столицы посещают с детьми — Московский зоопарк, Московский планетарий, музей занимательных наук Экспериментаниум, Биологический музей имени К. А. Тимирязева. В 2015 году на территории ВДНХ был открыт океанариум «Москвариум». В Нагатинской пойме открыт самый большой в Европе крытый парк развлечений мирового уровня «Остров мечты».

### Мероприятия
В Москве и пригородах ежегодно или раз в несколько лет проводится много крупных культурных и спортивных мероприятий, различных выставок и фестивалей. Среди наиболее известных и посещаемых из них: Московский автосалон, Московский международный кинофестиваль, Кубок Кремля, Арх Москва и Международный авиационно-космический салон, проводимый в ближнем Подмосковье (Жуковский).
Дважды в Москве проходили Дельфийские игры — международного масштаба Первые (2000, Москва) и всероссийского масштаба XI (2012, Москва).
С 12 по 16 мая 2009 года в Москве в СК «Олимпийский» впервые прошёл песенный конкурс «Евровидение».

### Наука

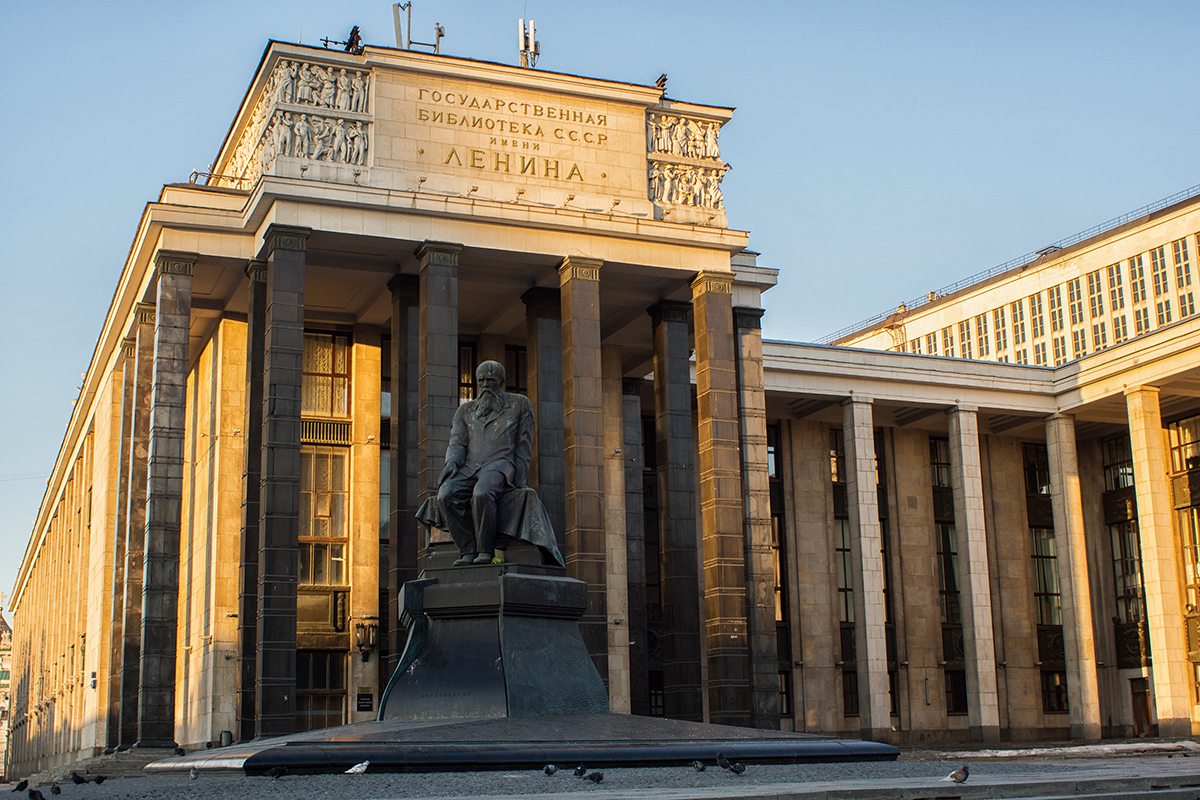
Новое здание Российской государственной библиотеки

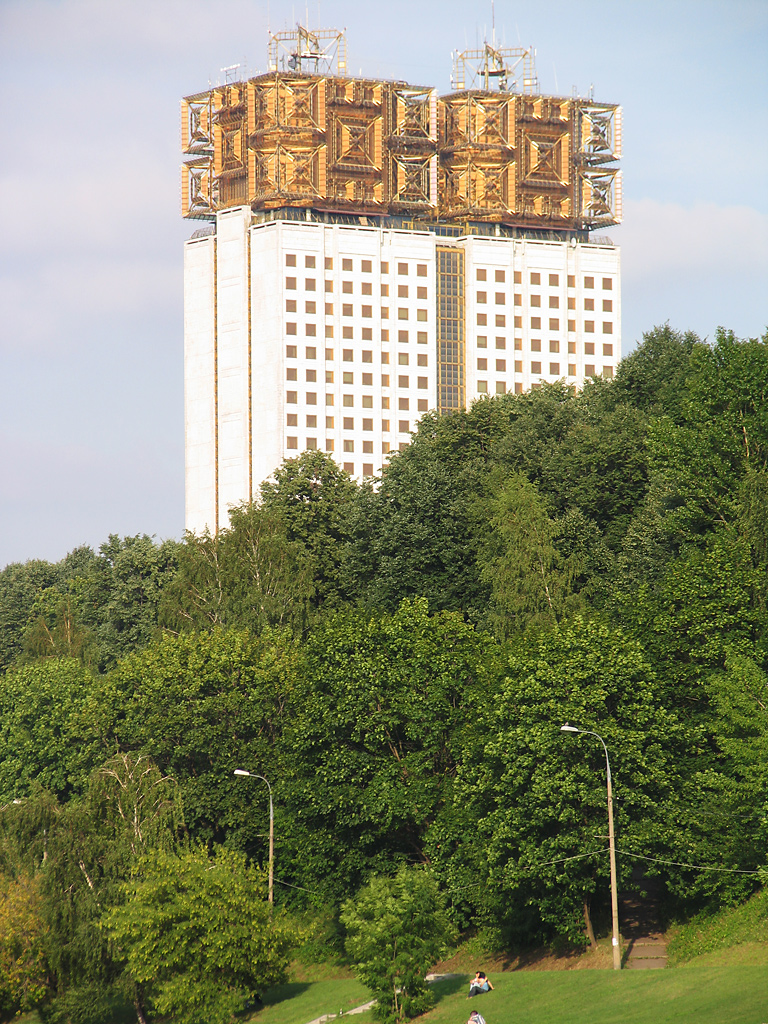
Новое здание Президиума Российской академии наук на Воробьёвых горах в Москве

Москва — крупный мировой научный центр, представленный научно-исследовательскими институтами, работающими во многих отраслях, такими как ядерная энергетика, микроэлектроника, космонавтика и другие. В Москве на 2022 год действует 738 научных организаций, где занято 210 497 сотрудников.
В Москве работает треть учёных России. Они выпускают около 40 % научных публикаций. По числу научных публикаций, индексируемых в Web of Science, Москва занимала 11-е место среди городов мира и 2-е место в Европе[когда?]

, уступая только Лондону. По числу ведущих вузов, представленных в международных рейтингах QS, THE и ARWU, Москва занимает 5-е место среди городов мира. За период 2014—2018 гг. число научных публикаций авторов из Москвы выросло на 47,6 % по сравнению с периодом 2009—2013 годов.
По версии Глобального инновационного индекса, Москва стала единственным городом России, вошедшим в первую сотню научно-технологических кластеров мира. Она поднялась на 31 место этого рейтинга в 2022 году, расположившись между Тель-Авивом — Иерусалимом и Тегераном.

### История
Первые научные исследования в Москве начали проводиться в Московском университете с 1755 года. В XIX веке при университете стали возникать научные сообщества, изучавшие историю России, медицину, физику, русский язык и другие науки.
В 1828 году в Петербурге учреждается Румянцевский музей — крупное собрание книг, монет, рукописей, других этнографических и исторических материалов, который уже в 1861 году переводится в Москву, а в 1924 году на его базе создаётся Государственная библиотека СССР им. В. И. Ленина (с 1992 года — Российская государственная библиотека).
В XX веке в Москве начала формироваться сеть отраслевых научных учреждений. В Москве появились Всесоюзный институт минерального сырья (1904), Центральный аэрогидродинамический институт им. Жуковского (ЦАГИ) (1918), Физико-химический институт им. Л. Я. Карпова (1918), Московский технический университет связи и информатики (1921), Институт атомной энергии им. Курчатова (1943), Институт теоретической и экспериментальной физики (1945) и другие.
В советские времена в Москве стала сосредотачиваться академическая сеть. Были созданы или переведены в Москву: Всесоюзная академия сельскохозяйственных наук имени Ленина (1929), Академия наук СССР — Президиум АН СССР (переведена из Ленинграда в 1934 году), Академия медицинских наук СССР (1944), Академия педагогических наук РСФСР (1943).

### Образование

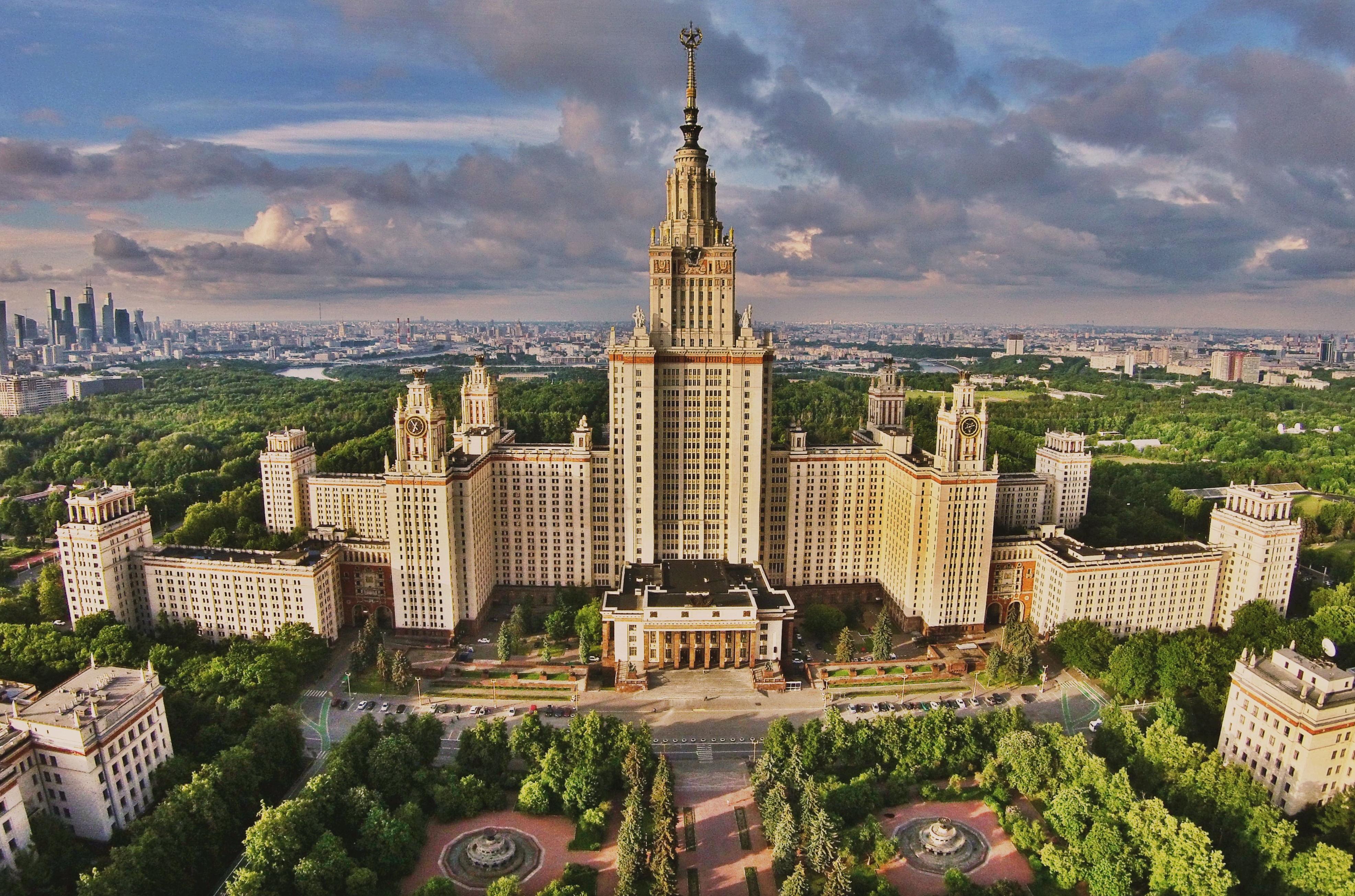
Московский государственный университет

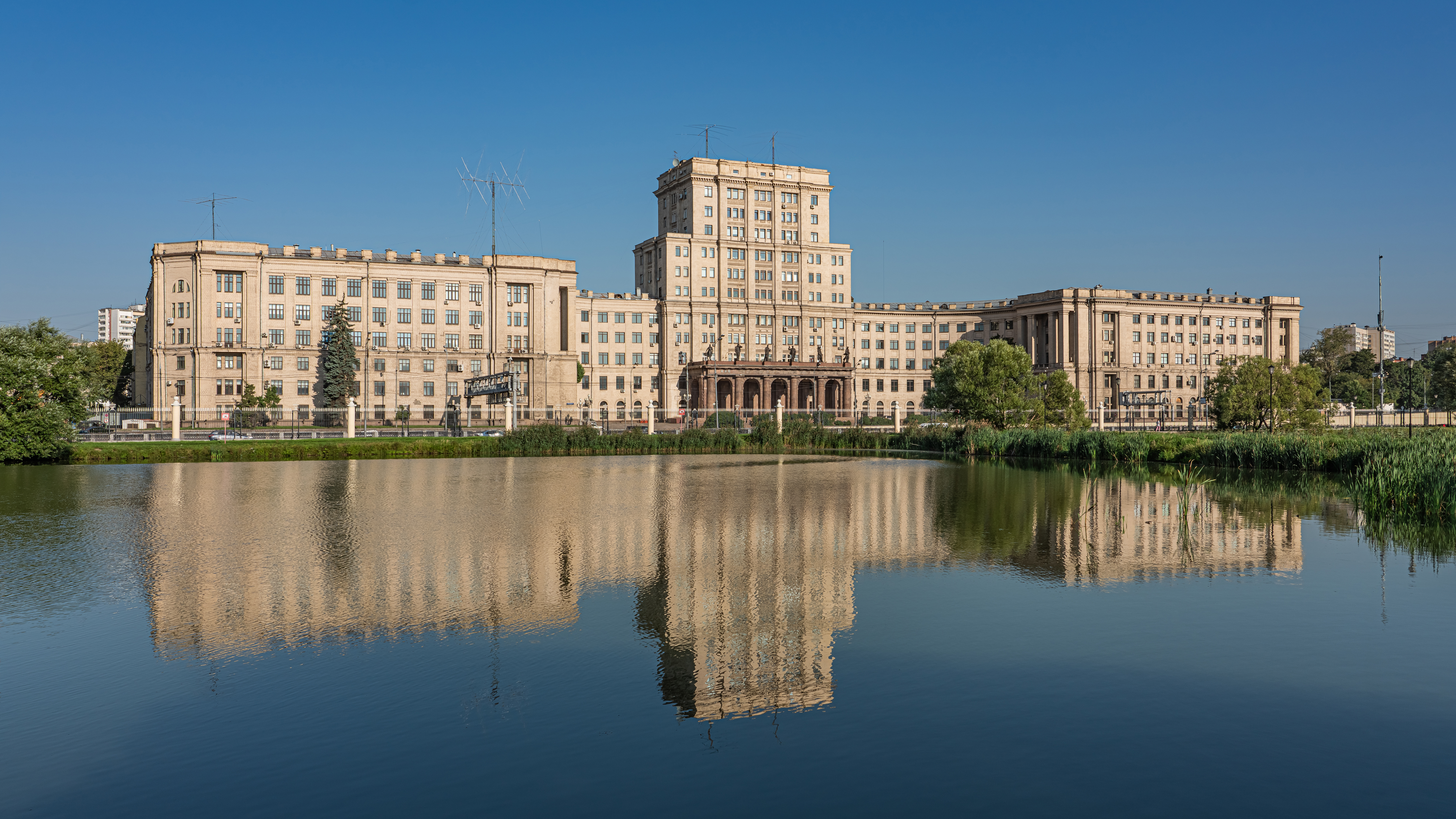
Главный корпус МГТУ им. Н. Э. Баумана

#### Высшее
Москва является одним из важнейших образовательных центров России. С момента образования первого высшего учебного заведения страны — Славяно-греко-латинской академии — в городе сосредоточилось значительное число объектов просвещения. В 1755 году по инициативе Шувалова и Ломоносова был основан Московский университет — старейший и самый известный в России.
По данным на конец 2009 года в Москве насчитывалось 264 высших учебных заведения, из них 109 государственных или муниципальных и 155 негосударственных. Численность студентов составляла 1281,1 тысяч человек. 11 московских ВУЗов имеют статус Национальных исследовательских университетов.
В Москве насчитывается порядка четырёхсот библиотек, среди которых старейшая публичная библиотека России — Научная библиотека МГУ, и крупнейшее книгохранилище в стране — Российская государственная (Ленинская) библиотека.

#### Общее
| Год     | Кол-во обучающихся (тыс.) | Кол-во учителей (тыс.) | Ист.    |
| ------- | ------------------------- | ---------------------- | ------- |
| 2020/21 | 1 087                     | 62,9                   | [ 278 ] |
| 2021/22 | 1 121,6                   | 63,4                   | [ 278 ] |
| 2022/23 | 1 164,1                   | 64,7                   | [ 278 ] |

По данным на конец 2010 года в Москве насчитывалось 1727 общеобразовательных школ (1588 государственных и 139 частных). В городе 168 средних специальных учебных заведения (154 государственных и 14 частных). Имеется 2314 дошкольных образовательных учреждения.

### СМИ
С 1702 года в Москве и Санкт-Петербурге издавалась первая в России печатная газета «Ведомости» («Ведомости московские»). В настоящее время в Москве регулярно издаётся множество газет и журналов различной направленности — общегородские (информационные, развлекательные, рекламные и др.), районные — газеты округов, районов и других муниципальных образований.

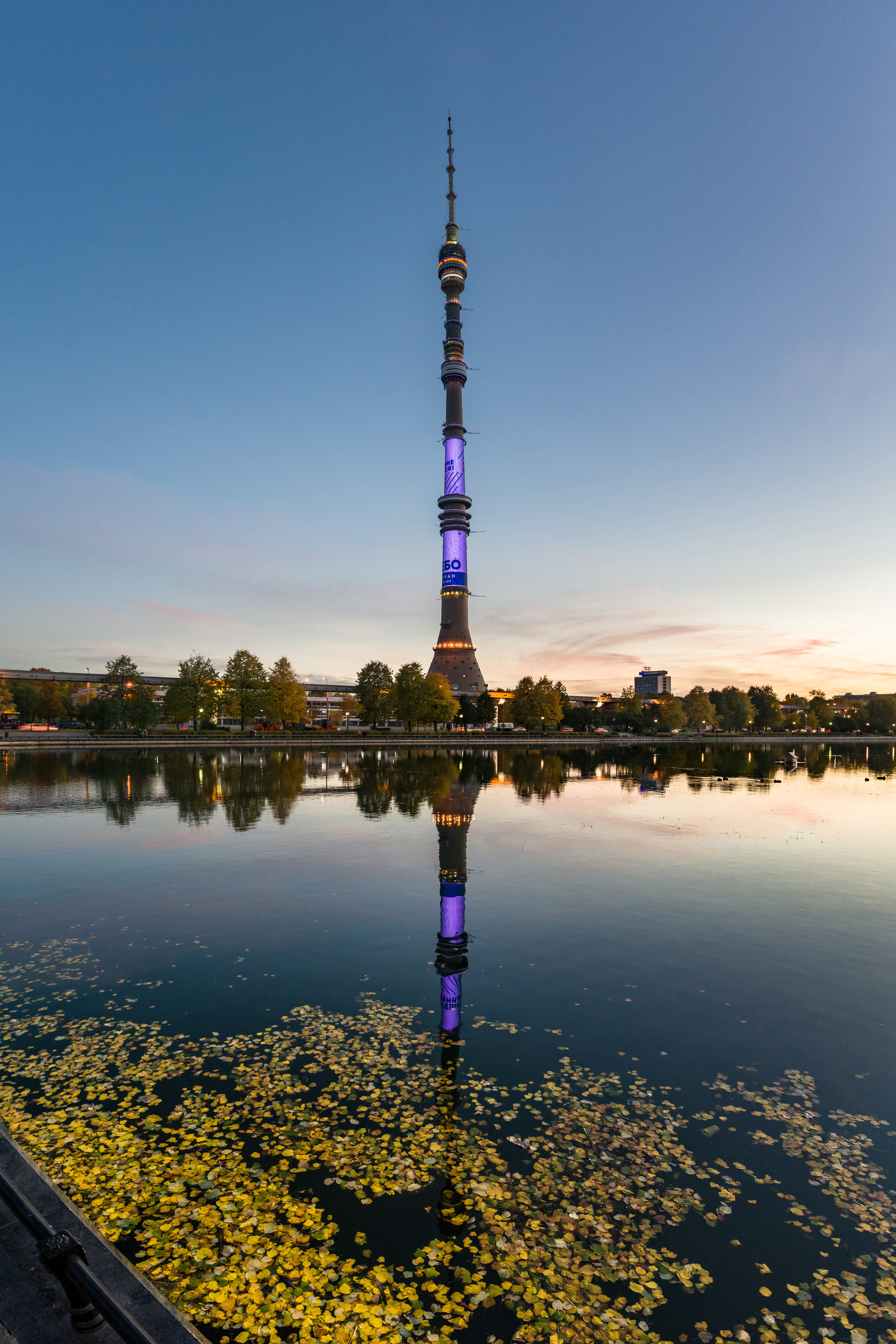
Останкинская телебашня — телевизионная и радиовещательная башня в Москве

По состоянию на 2011 год, в Москве вещало 57 радиостанций: 6 на УКВ и 51 на FM (радиоканалов, на 2017 год) в диапазонах УКВ (66—74, 88—108 МГц), СВ: 612 и 738 кГц, ДВ: 153, 171, 198 и 261 кГц (прекратили работу), и КВ — «RWM Эталон времени»: 4996, 9996 и 16996 МГц (средних, длинных и коротких волн). Большинство из них передавалось с Останкинской телебашни и с радиомачты в Балашихе (для сравнения, в Нью-Йорке было 82 радиоканала[когда?]

).
Регулярное телевизионное вещание в городе началось с 1939 года. В городе вещает 24 телевизионных канала — как федеральные, так и ряд региональных; все федеральные каналы, кроме «Петербург — Пятый канал», вещают из Москвы.
С 1980 года в Москве начались передачи из Ленинграда.
Для ретрансляции телевидения используются передатчики и антенны: Шаболовка, Останкино, Октябрьское поле, Софрино.

### Физкультура и спорт

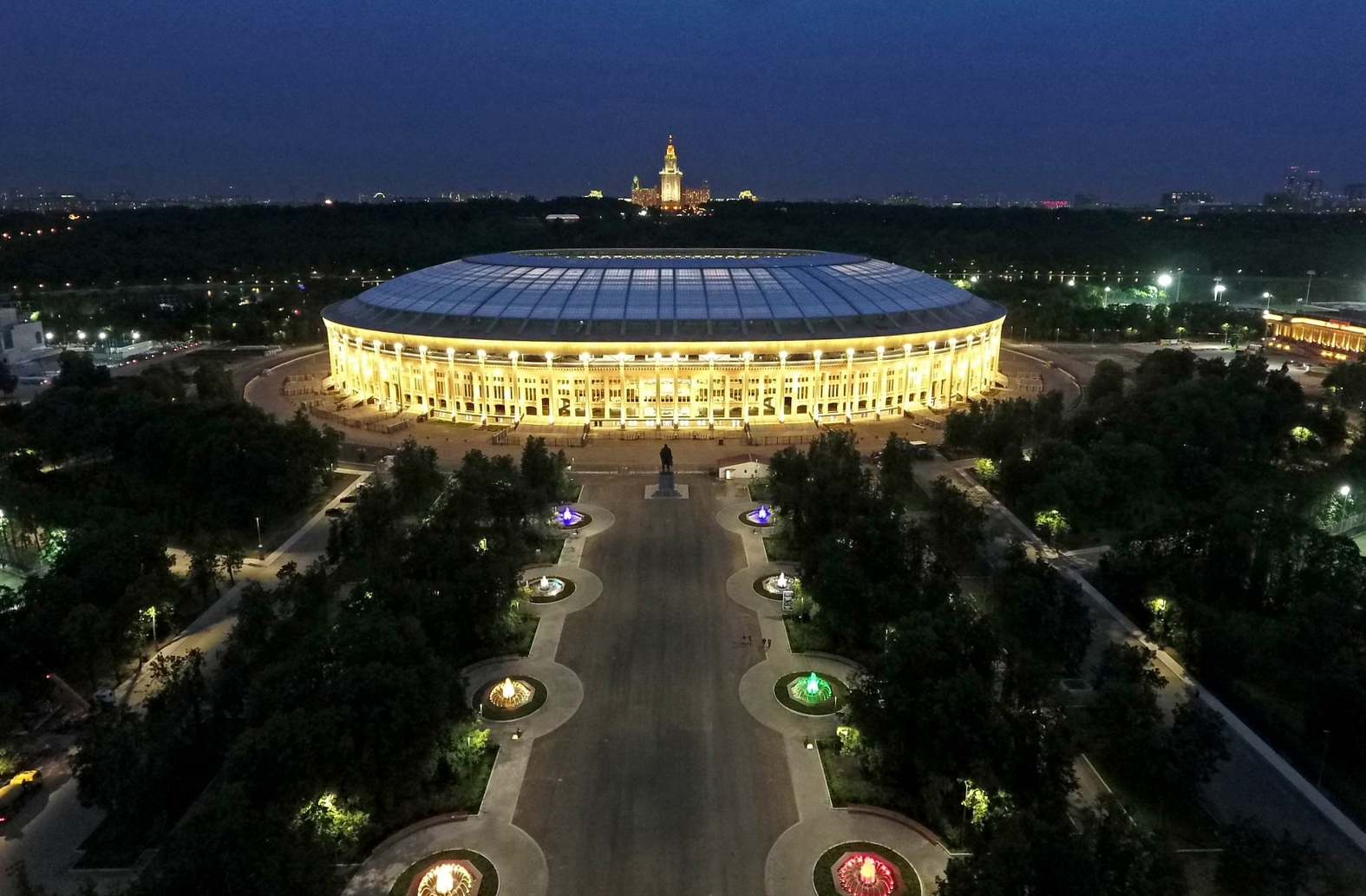
Большая спортивная арена «Лужники»

В Москве действует много спортивных сооружений. Среди них более 200 бассейнов, около 40 дворцов спорта, свыше 30 стадионов, рассчитанных более чем на 1500 мест, более 20 крытых ледовых арен, 2700 спортзалов, около 150 детско-юношеских спортивных школ, велотрек и единственная в мире находящаяся в черте города олимпийская велотрасса в Крылатском. В Москве есть две арены для проведения скачек: Центральный Московский ипподром и Конно-спортивный комплекс Битца. Многие из спортивных сооружений были построены или реконструированы к проведению XXII летних Олимпийских игр в Москве в 1980 году, в число таких сооружений входят комплексы «Лужники» и «Олимпийский». С 1960 по 1994 в городе функционировал крупнейший плавательный бассейн под открытым небом — «Москва».
В 1990-е годы большинство крупных стадионов и спортивных комплексов переживали не лучшие времена в своей истории и, как правило, спортивные мероприятия на них почти не проводились; вместо этого, на их территории организовывались вещевые рынки. Некоторые же спортивные сооружения стали коммерческими фитнес-центрами — такая судьба случилась, например, с бассейнами «Правда» и машиностроительного завода «Рассвет».
Баскетбольные, волейбольные, гандбольные и мини-футбольные соревнования чаще всего проходят на арене «Баскет Холл Москва» в Крылатском, во дворцах спорта «Динамо» на улице Лавочкина и на улице Василисы Кожиной. Соревнования по плаванию и теннисные турниры чаще всего проводятся в комплексе «Олимпийский» или в «Лужниках». Хоккейные игры клубов КХЛ с 2010-х годов проходят на таких стадионах как «ЦСКА Арена», «ВТБ Арена», «Мегаспорт». Также в хоккей играли и играют в старых дворцах — МСА «Лужники», «Сокольники», ЛСК ЦСКА, «Крылья Советов».
В августе 2014 года был введён в эксплуатацию футбольный стадион «Лукойл Арена» («Спартак»), в августе 2016 года — «ВЭБ Арена» («ЦСКА»), в 2017 году была завершена реконструкция стадиона «Лужники». В 2019 году после многолетней реконструкции стадиона «Динамо» открылся заново отстроенный футбольный стадион, совмещённый с хоккейной ареной. Наряду с этими стадионами, матчи Премьер-лиги принимает ещё один футбольный стадион в Москве — «РЖД Арена» («Локомотив»).
Помимо непосредственно сооружений, предоставляющих возможность проведения различных мероприятий, в городе располагается огромное количество спортивных организаций, среди которых выделяются такие известные футбольные клубы, как «Динамо», «Локомотив», «Спартак», «Торпедо» и ЦСКА; хоккейные клубы — «Динамо», «Спартак», ЦСКА; баскетбольные клубы — «Динамо» и ЦСКА; мужской и женский гандбольные клубы ЦСКА; мини-футбольные клубы — «Динамо», «Дина», ЦСКА и КПРФ.
Во второй половине XX и в первых двух десятилетиях XXI века Москва принимала следующие крупные спортивные соревнования и турниры:
- С 1967 года проводится ежегодный международный турнир по хоккею с шайбой «Кубок Первого канала», ранее известный как «Турнир на призы газеты „Известия“»;
- В 1973 в городе прошла летняя Универсиада;
- В 1979, 2007 и 2016 годах проводился чемпионат мира по хоккею с шайбой (в 2016 — вместе с Санкт-Петербургом);
- В 1980 году состоялись XXII летние Олимпийские игры;
- В 1986 году первые Игры доброй воли были проведены в Москве;
- С 1990 года проводится теннисный турнир «Кубок Кремля» (не проходил в 2022 году);
- В 1998 году первые Всемирные юношеские игры проводились в Москве;
- В 1999 году финал Кубка УЕФА состоялся на стадионе «Лужники», а в 2008 году там же — финал Лиги чемпионов УЕФА;
- В 2005 и 2011 годах Москва принимала чемпионаты мира по фигурному катанию;
- В 2013 году прошёл чемпионат мира по регби-7;
- В 2013 году в городе состоялся чемпионат мира по лёгкой атлетике;
- В 2017 году в Москве был проведён ряд игр Кубка конфедераций по футболу.
- В 2018 году в Москве были проведены 12 из 64 матчей чемпионата мира по футболу, в том числе и матч открытия и финальный матч. Матчи в Москве принимали два стадиона: «Лужники» (7 матчей) и «Спартак» (5 матчей). Возле здания МГУ во время турнира была размещена фан-зона для болельщиков.

## Архитектура и достопримечательности

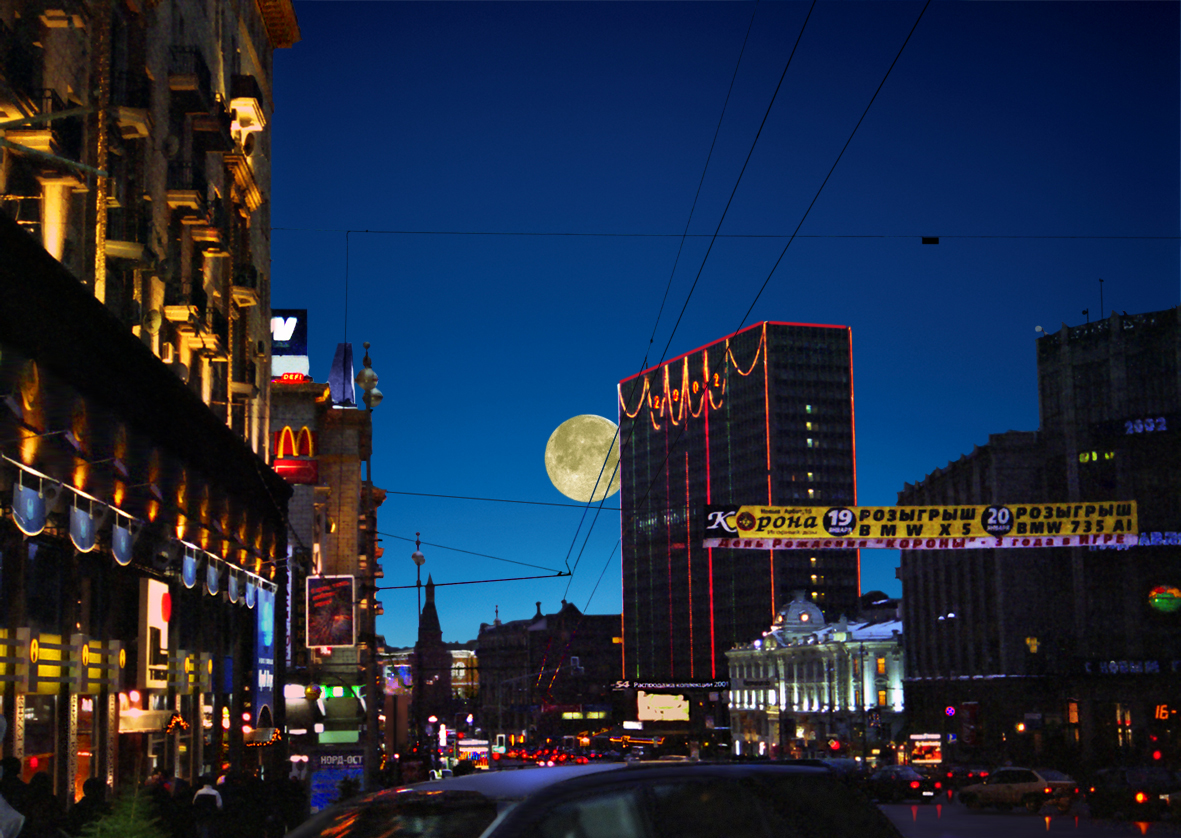
Тверская улица и снесённая в 2002 году гостиница «Интурист» вечером

Скульптура «Рабочий и колхозница» на ВДНХ

Москва — важный туристический центр, привлекающий гостей сохранившимися памятниками русской архитектуры (ряд из которых включён в список Всемирного наследия ЮНЕСКО), развивающейся современной развлекательной инфраструктурой. В городе довольно крупная и развивающаяся сеть отелей и гостиниц, представлены крупные мировые гостиничные бренды.

### Планировка

«План Столичному городу Москве» 1830 года из «Полного собрания законов Российской Империи. Книга чертежей и рисунков. Планы городов»

Москва издавна строилась с использованием радиально-кольцевой планировки. Таким образом, город состоит из нескольких идущих от центра улиц, в том числе Тверской, и колец (3 транспортных — МКАД, Садовое, 3-е транспортное, а также Бульварное кольцо). Московский метрополитен построен по тому же принципу — Кольцевая, Большая Кольцевая линия и Московское центральное кольцо имеют пересадки на радиальные линии, которые связывают центр Москвы с окраинами.
Одна из важнейших торговых улиц в Москве — Тверская — проходит от Манежной площади через Тверской район, пересекает Бульварное кольцо в районе Пушкинской площади и заканчивается на Триумфальной площади. Её продолжение — 1-я Тверская-Ямская улица — переходит в Ленинградский проспект около Белорусского вокзала.
В последнее время ведётся модернизация и реконструкция московских парков, они становятся более удобными для прогулок с детьми за счёт развитой инфраструктуры; во многих парках работает прокат велосипедов и роликов. Также в 2015 году в рамках программы благоустройства в Москве было отремонтировано более 12 тысяч детских площадок.
В 2019 году Москва получила туристическую премию от World Travel Awards в номинации World’s Leading City Destination 2019 (Лучшее туристическое направление. Город).

### Мосты
Москва расположена на одноимённой реке; по городской территории протекают и более мелкие реки, поэтому город располагает большим количеством мостов. Самые известные из них: Большой и Малый Каменный, Крымский и Живописный.

### Московский Кремль и Красная площадь
Исторический центр Москвы — Московский Кремль. Свой нынешний вид стены и башни крепости приобрели ещё в XVII веке. В наше время Кремль служит резиденцией Президента России, на его территории находятся многочисленные храмы и музеи, ансамбль Московского Кремля входит в список всемирного наследия ЮНЕСКО. Посещение Кремля ограничено музейными зонами.
С восточной стороны к Кремлю примыкает самая известная площадь столицы — Красная площадь. Её окружают Покровский собор, Средние торговые ряды, здание ГУМа, Собор Казанской иконы Божьей Матери, Воскресенские ворота, ведущие на Манежную площадь, Исторический музей. К площади примыкают Никольская, Сенатская и самая знаменитая — Спасская башня с курантами. У кремлёвской стены возведены некрополь (мемориальное кладбище) и мавзолей Ленина. Также на территории площади находятся Лобное место и памятник Минину и Пожарскому. За исключением особых случаев (проезд кортежей высокопоставленных чиновников через Спасские ворота, подготовка к проведению торжественных мероприятий, профилактические работы и тому подобное) площадь находится в круглосуточном доступе для жителей и гостей столицы.
Рядом с Кремлём, в Александровском саду, у Могилы Неизвестного Солдата, находится Пост № 1 почётного караула — главный караульный пост страны.

### Памятники архитектуры
Среди множества достопримечательностей города можно выделить ряд уникальных мест и строений, обладающих мировой известностью. К их числу без сомнения можно отнести Большой театр, Музей изобразительных искусств имени А. С. Пушкина и Третьяковскую галерею. Нельзя не упомянуть памятники архитектуры, причисленные к объектам мирового наследия ЮНЕСКО — это Новодевичий монастырь и усадьба Коломенское. Уникальными в своём роде строениями являются гиперболоидная конструкция Шуховской башни и Останкинская телебашня, удерживавшая статус самого высокого здания в мире на протяжении восьми лет.
При мэре Юрии Лужкове Москва потеряла множество архитектурных и исторических памятников из-за их замены копиями, такими как копии гостиницы «Москва», Военторга на Воздвиженке. Под угрозой находится культурно-историческая среда Москвы в целом.

## Почётные граждане города
Звание Почётного гражданина Москвы было введено в 1866 году, упразднено после Октябрьской революции 1917 года, восстановлено в 1995 году. За весь период своего существования присваивалось 24 раза. Среди удостоенных этого звания были хирург Н. И. Пирогов, меценат П. М. Третьяков, патриарх Алексий II и другие выдающиеся москвичи.
В настоящее время звание почётного гражданина Москвы носят: композитор А. Н. Пахмутова, строитель В. Е. Копелев, деятель науки В. А. Садовничий и деятель армии и ветеранского движения Иван Слухай.

## Москва в произведениях искусства
Многие советские, зарубежные и современные российские композиторы и певцы посвятили свои песни Москве. Как в советское, так и в постсоветское время было снято много кинофильмов, сюжет которых разворачивался в Москве, и зритель мог увидеть город с экрана кинозала или телеэкрана. В Москве проходят съёмки многих современных сериалов.

## Москва в астрономии
В честь Москвы назван астероид (787) Москва, открытый 20 апреля 1914 года российским астрономом Григорием Неуйминым в Симеизской обсерватории.
На обратной стороне Луны находится Море Москвы.

## Города-побратимы
У Москвы есть много городов-побратимов. Бо́льшая их часть появилась в 1990-е годы. Первыми стали Берлин и Буэнос-Айрес в 1990 году; с Веной были установлены партнёрские отношения уже в 1956 году. Кроме того, у Москвы имеется и город-партнёр: Париж.